# مقراب هابل الفضائي
مِقْرَابُ هَابل الفَضَائي أو مَرصَدُ هَابل الفَضَائي أو تِلسكوب هابل الفضائي (بالإنجليزية: Hubble Space Telescope ويُدعى اختصاراً HST) هو مرصدٌ فضائي يدُورُ حول الأرض، وقد أمدَّ الفلكيين بأوضح وأفضل رُؤية للكون على الإطلاق بعد طُول مُعاناتهم من المقاريب الأرضيَّة التي تقفُ في طريق وضوح رُؤيتها الكثير من العوائق سواء جوُّ الأرض المليء بالأتربة والغُبار أم المُؤثرات البصريَّة الخادعة لجوِّ الأرض والتي تُؤثِّر في دقَّة النتائج. سُمِّي المقراب على اسم العالم الفلكي إدوين هابل. بدأ مشرُوع بناء المقراب عام 1977 وأُطلق إلى مداره الأرضي المُنخفض خارج الغلاف الجوَّي على بُعد 593 كم فوق مستوى سطح البحر،  حيثُ يُكمل مداره الدَّائري بين 96-97 دقيقة ويحلِّقُ بسرعة 28 ألف كيلومتر/ساعة. أُرسل بواسطة مكُوك فضائي استُخدم لإطلاقه وهو مكوك ديسكفري في المهمة STS-31 في 24 أبريل عام 1990، ولا يزالُ هذا المقراب قيد التَّشغيل حتَّى الآن، هذا المرصدُ ذو بؤرة (فتحة عدسة) قدرها 2.4 م (7.9 قدم). لمرصد هابل أربعة أجهزة رئيسيَّة للرَّصد حيثُ تُصوِّرُ بالأشعة فوق البنفسجية القريبة والطَّيف المرئي والأشعَّة تَّحت الحمراء القريبة.
يقعُ مدار هذا المرصد خارج نطاق تشتيت غلاف الأرض الجوِّي للضَّوء القادم من الأجرام الكونيَّة ممّا يسمحُ بالتقاط صور عالية الوُضُوح بدون ضوء في الخلفية تقريبًا. فعلى سبيل المثال صُورة حقلُ هابل العميق هي أكثر صُورة طيف مرئي مُفصَّلة أُخذت لأَجسام الكون الأكثر بُعدًا. لقد أدَّت العديد من مُشاهدات مرصد هابل إلى تقدُّم مُفاجئ في الفيزياء الفلكيَّة مثل قانُون التَّحديد الدَّقيق لنسبة توسع الكون.
يُعد مرصدُ هابل الفضائي أحد أكبر وأَكثر المراصد الفضائيَّة تنوعًا مع عدم كونه الأول بينهم، ومعرُوف جيدًا بكونه أَداة بحث حيويَّة في علم الفلك شيَّدتهُ ناسا مع مُساهمات وكالة الفضاء الأُورُوبيَّة وقام بتشغيله معهد مراصد عُلُوم الفضاء، كما يُعدُّ واحدًا من مراصد ناسا العظيمة جنبًا إلى جنب مع مرصد كُومبتون لأشعَّة غاما ومرصد شاندرا الفضائي للأشعَّة السِّينيَّة ومقرابُ سبيتزر الفضائي.
اقتُرحت مراصد الفضاء في بداية عام 1923 وتمَّ تمويل مرصدُ هابل في سبعينيَّات القرن العشرين واقترح إطلاقه عام 1983؛ ولكن المشروع عانى من تأخيراتٍ تقنيَّة ومن مشاكل في الميزانيَّة بالإضافة إلى حدوث كارثة مكُوك الفضاء تشالنجر. حينما أُطلق مرصد هابل في عام 1990 لُوحظ بأنَّ المرآة الرَّئيسيَّة وُضعت بشكلٍ غير صحيح وهذا أثَّر على قُدُراتِ المرصد وقد أُعِيد ضبط المرصد الفضائي إلى مُستوى الجودة المطلُوب منه بعد إطلاق مهمَّة الإصلاح STS-61 لصيانة المرصد عام 1993.
هابل هو المرصد الوحيد المُصمَّمُ لتتمَّ صيانته في الفضاء من قبلِ رُوَّاد الفضاء. بين الأعوام 1993 و2002 أُطلقت أربعُ مهام لإصلاح وتطوير واستبدال أنظمة المرصد وأُلغيت المهمَّة الخامسة لأسباب السَّلامة بعد كارثة مكُوك الفضاء كُولومبيا. بكلِّ الأحوال وافق مدير ناسا مايكل غريفين بعد مُناقشاتٍ على مهمَّة صيانةٍ أخيرة انتهت عام 2009؛ ولا يزالُ المرصد قيد التَّشغيل حتَّى عام 2019، ويُتوقَّعُ استمراره في العمل حتَّى عام 2030-2040. الخَلَف العلمي لمرصد هابل هو مقرابُ جيمس ويب الفضائي والذي من المُقرَّرِ إطلاقه في مارس من عام 2021.
وفي يوم الجمعة 17 يونيو 2021، كشفت وكالة ناسا تعرض التلسكوب إلى عطل مما أدى إلى توقفه بعد وجودة في الفضاء منذ 30 عاماً، وأعلنت أن سبب عطل التلسكوب هو توقف الحاسوب الذي يتحكم بأجهزته عن العمل وفشل اختبار إعادة تشغيله في اليوم التالي، ورجحت أن تكون المشكلة في وحدة ذاكرة تالفة.

## البداية والتصميم والهدف

### بوادر المُقترحات
في عام 1923 قام هيرمان أوبرث - وهو من مُؤسِّسي علم الصَّواريخ مع روبرت غودارد وقسطنطين تسيولكوفسكي- بنشر مقالة بعنوان «Die Rakete zu den Planetenräumen» (صاروخ إلى فضاء الكواكب) ذكرا فيها أنَّهُ من المُمكن إطلاق مرصد إلى المدار الأرضي في الفضاء باستخدام الصَّاروخ.
يعُودُ تاريخ مرصد هابل إلى عام 1946 حينما ذكر العالم الفلكي ليمان سبيتزر في بحثه «المزايا الفلكيَّة للمراصد الفضائيَّة». وفيه نَاقشَ اثنتين من المزايا الرئيسيَّة للمرصد الفضائي والذي من شأنه أن يكُون أكثر أهميَّة من المراصد الأرضيَّة. أولًا: ستقتصر العوامل المؤثرة على الاستبانة الزَّاويّة (أصغر جُزء مُنفصل والتي يُمكنُها تمييز الأجسام بوُضُوح) فقط على حيُود الضَّوء، بدلًا من الاضطرابات التي تحدُث في الغلاف الجوي من حركة عنيفة أو غير مُستقرة من الهواء أو الماء أو بعض السَّوائل الأُخرى، والتي تتسبَّب في جعل رؤيتنا للنُّجُوم كأنَّها تتلألأ، وهذه الظاهرة يسمِّيها عُلماء الفلك بالرُّؤية الفلكيَّة. في ذلك الوقت كانت المراصد الأرضية تقتصر على معدل استبانة يتراوح بين 0.5–1.0 ثانية قوسيَّة مُقارنة باستبانة نظرية مرهونة بالحيُود مقدارها 0.05 ثانية قوسيَّة في مرصد فلكي ذي مرآة قُطرُها 2.5 متر. ثانيًا: أن المراصد الفضائية تستطيعُ رصد ضوء الأشعَّة تَّحت الحمراء والأشعَّة فوق البنفسجيَّة التي يمتصُّها الغلاف الجوِّي بقُوَّة.
لقد كرَّس سبيتزر جُزءًا كبيرًا من حياته المهنيَّة في الدفع إلى تطوير مرصد الفضاء. في عام 1962 أوصى تقرير من الأكاديميَّة الوطنيَّة للعُلُوم في الولايات المتَّحدة بتطوير المرصد الفلكي ليكون جُزءًا من رحلات الفضاء البشريَّة، وفي عام 1965 عُيِّن سبيتزر رئيسًا للَّجنة المُكلَّفة بمهمة تحديد الأهداف العلميَّة لمرصد الفضاء الكبير.
بعد الحرب العالمية الثانية بدأ مشروع المرصد الفلكي الفضائي بالظُّهُور على نطاقٍ ضيِّقٍ جدًّا، فقد استعان العلماء بالتَّطورات التي حدثت في تكنُولوجيا الصَّواريخ أثناء الحرب، وكان أول حُصُول على طيف الأشعَّة فوق البنفسجيَّة للشَّمس في عام 1946. أطلقت ناسا في عام 1962 مرصد المدار الشَّمسي Orbiting Solar Observatory ـ (OSO) من أجل الحصول على الأشعة فوق البنفسجية والأشعَّة السينيَّة وأطيَاف أشعَّة غَامَا. في عام 1962 أطلقت المملكة المتحدة مرصد المدار الشَّمسي Ariel 1 الذي كان من ضمن برنامجها الفضائي أرييل، وفي عام 1966 أطلقَت ناسا أول بعثة للمرصد الفلكي المداري (OAO)، ولكن بعد إطلاقه بثلاثة أيَّام ضعُفت بطَّاريتُه وانتهت بذلك البعثة. بعد فشل تلك المهمَّة أُرسل مرصد آخر OAO-2 والتي رُصدت منهُ الأشعَّة الفوق بنفسجيَّة الآتية من الشَّمس والمجرَّات مُنذ إطلاقه في عام 1968 إلى 1972 مُتجاوزًا بذلك العُمر الذي توقَّعهُ العلماء للمرصد بأنَّه سيعمل فقط لمدةِ سنةٍ واحدة.
أظهرت بعثات المرصدين OSO و OAO الدَّور الهام الذي يُمكن أن يلعبه الرصد الفضائي في علم الفلك، ففي عام 1968 طوَّرت ناسا خُطط مُحدَّدة لمقراب عاكس قُطر مرآته 3 أمتار، عُرف مؤقتاً باسم المرصد المداري الكبير أو مرصد الفضاء الكبير؛ وكان من المُقرر إطلاقه في عام 1979. وشدَّدت هذه الخُطط على الحاجة للبعثات المأهُولة من أجل صيانة المرصد الفضائي وذلك لضمان عمله وإطالة عُمره خاصًّة وأنَّهُ مشروعٌ مُكلف وباهظ الثَّمن، والتَّطوير للخطط التقنيَّة التي تسمح لإعادة استخدام مكُوك الفضَاء سرعان ما أصبحت مُتاحة.

### السعي للحصول على التمويل
شجَّع نجاح OAO الحصول على إجماع وتأييد مُتزايد وقَوي داخل المجتمع الفلكي بأنَّ مرصد الفضاء الفلكي ينبغي أن يكُون هدفًا رئيسيًّا. في عام 1970 أنشأت ناسا لجنتين؛ الأولى مهمتها تخطيط الجانب الهندسي لمشروع مرصد الفضاء والثانية مهمتها تحديد الأهداف العلمية للبعثة. حالما أُنشئت هذه اللجنتين كانت أمام ناسا العقبة التالية أمام مشروعها وهو التمويل، والذي من شأنه أن يكون أكثر تكلفة من أي مرصد أرضي. قام الكونغرس الأمريكي بوضع العديد من الأسئلة المتعلقة عن جوانب الميزانية المقترحة للمرصد، وأجبر ناسا على إجراء تخفيضات بالميزانية في مراحل التخطيط والذي كان حينها يتألف من دراسات مفصلة للغاية من الأدوات والأجهزة المحتمل وضعها وتركيبها في المرصد. في عام 1974 انخفض الانفاق العام في الولايات المتحدة مما استدعى الكونغرس بأن يوقف كل التمويل الموجه لمشروع المرصد الفضائي.
ردًّا على ذلك الإلغاء بُذلت جهودٌ كبيرة في كافة أنحاء البلاد لتشكيل جبهة موحدة للضغط بالتنسيق بين علماء الفلك. فقام العديد منهم بمقابلة أعضاء الكونغرس ومجلس النواب الأمريكي بشكل مباشر، كما نظِّمت حملات كبيرة لكتابة رسائل إلى الكونغرس من أجل إعادة التمويل. نشرت الأكاديمية الوطنية للعلوم تقريرًا يتحدث فيه على تأكيد الحاجة للمرصد الفلكي الفضائي، وفي النهاية وافق مجلس الشيوخ على نصف الميزانية التي وافق عليها الكونغرس قبل إلغاء التمويل.
تسبب قلة التمويل في انخفاض حجم المشروع، فتحول قُطر المرآة التي كانت ستُصنع من 3 أمتار إلى 2.4 متر من أجل تخفيض التكاليف. كما رُفض مُقترح لمرصد فضائي قطر مرآته 1.5 متر، والذي كان سيكون بمثابة اختبار للأنظمة التي سيتم استخدامها على القمر الصناعي الرئيسي بسبب الميزانية؛ وبسبب ذلك تعاونت ناسا مع وكالة الفضاء الأوروبية (ESA). وافقت ESA على توفير التمويل اللازم وتزويدهم بالأدوات الأولى للجيل الأول لهذا المرصد والتي ستوضع فيه، بالإضافة إلى مصدر الطاقة التي ستشغله وهي الألواح الشمسية وسوف تُرسل وكالة الفضاء الأوروبية موظفين من عندها ليعملوا مع طاقم ناسا على هذا المرصد في الولايات المتحدة مُقابل أن تضمن ناسا للفلكيين الأوروبيين لوقت لا يقل عن 15٪ في استخدام المرصد في الرصد، وهو وقتٌ أقل من الوقت المسموح لفلكيي ناسا الذين لديهم الوقت الأكبر. في عام 1978 وافق الكونغرس على وضع التمويل النهائي وهو 36 مليون دولار، وبدأ التصميم للمرصد الكبير بشكل جدي وتحدد موعد الإطلاق ليكون في عام 1983. في عام 1983 سُمِّي المرصد باسم العالم الفلكي الأمريكي إدوين هابل، الذي قدم واحدة من أعظم الاكتشافات العلمية في القرن 20 حينما اكتشف أن الفضاء الكوني يتمدد.

### البناء والهندسة
حالما تمَّت الموافقة على المشروع ووصل التمويل قُسِّم العمل عليه بين العديد من المؤسسات. فقد أُعطيت المسؤولية عن تصميم وتطوير وبناء المرصد وأنظمته مركز مارشال لبعثات الفضاء بينما أُعطي مركز غودارد لرحلات الفضاء تصميم الأجهزة العلمية وتطويرها وبنائها، كما أن لديه التحكم الكامل بمركز المراقبة الأرضية لهذا المشروع. كَلف مركز مارشال شركة البصريات بيركن إلمر لتصميم وبناء تركيب المرايا ومجسات التوجيه الحسَّاسة لمرصد الفضاء. أما شركة لوكهيد لبناء الطائرات فقد كُلفت ببناء ودمج المركبة الفضائية التي سوف تحمل المرصد الفضائي.

### المجمع المقرابي البصري

صورة توضح طريقة انعكاس الضوء في مقراب كاسيغرين العاكس.

يتألف نظام المجمع المقرابي البصري (Optical Telescope Assembly) ـ (OTA) من مرآتين ودعمات وفتحات للأجهزة ويحتوي أيضًا على عاكس كاسيغرين وفيه تشكل المرآتان صورًا مركزة على أكبر حقل رؤية متاح لها. عاكس كاسيغرين من صُنع ريتشي كريتيان وهي شركة مُتخصصة في صُنع مقاريب المراصد. تكمن وظيفة مقراب كاسيغرين العاكس بأن يقوم الضوء بصدم المرآة الرئيسية ليرتد بعدها عن هذه المرآة الأولية ويواجه المرآة الثانوية. ومن ثم تقوم المرآة الثانوية بتركيز الضوء عبر ثقب موجود في مركز المرآة الأولية يؤدي إلى الأجهزة العلمية للمرصد. نُظم المرآة والبصريات للمقراب يُحددون الأداء النهائي وذلك لأنها مصُممة بمواصفات معينة وصارمة. عادة ما تحتوي المراصد البصرية على مرايا صُقلت بدقة وبإحكام إلى حوالي عُشر الطول الموجي للضوء المرئي، ولكن كان من المقرر أن يُستخدم المرصد الفضائي لرصد الضوء المرئي مروراً بالأشعة فوق البنفسجية (أطوال موجية أقصر)، وأن تكون مواصفاته محدودة الحيود (تعطي أعلى قيمة استبانة للصورة)، من أجل الاستفادة الكاملة من بيئة الفضاء الخارجي. لذلك فقد كانت المرآة في حاجة إلى صقل لتصل دقتها إلى 10 نانومتر أو 1/65 من الطول الموجي للضوء الأحمر. لم يُصمَّم المجمع المقرابي البَصَري ليعطي الأداء الأمثل للأشعة تحت الحمراء في نهاية طيف الموجات الطويلة، كمثالٍ على ذلك أُبقيت المرايا عند درجات حرارة مستقرة (حتى في حال كونها دافئة عند درجة حرارة 15 °م) عن طريق أجهزة التسخين، ممّا حدَّ من أداء مرصد هابل في مجال الأشعة تحت الحمراء.

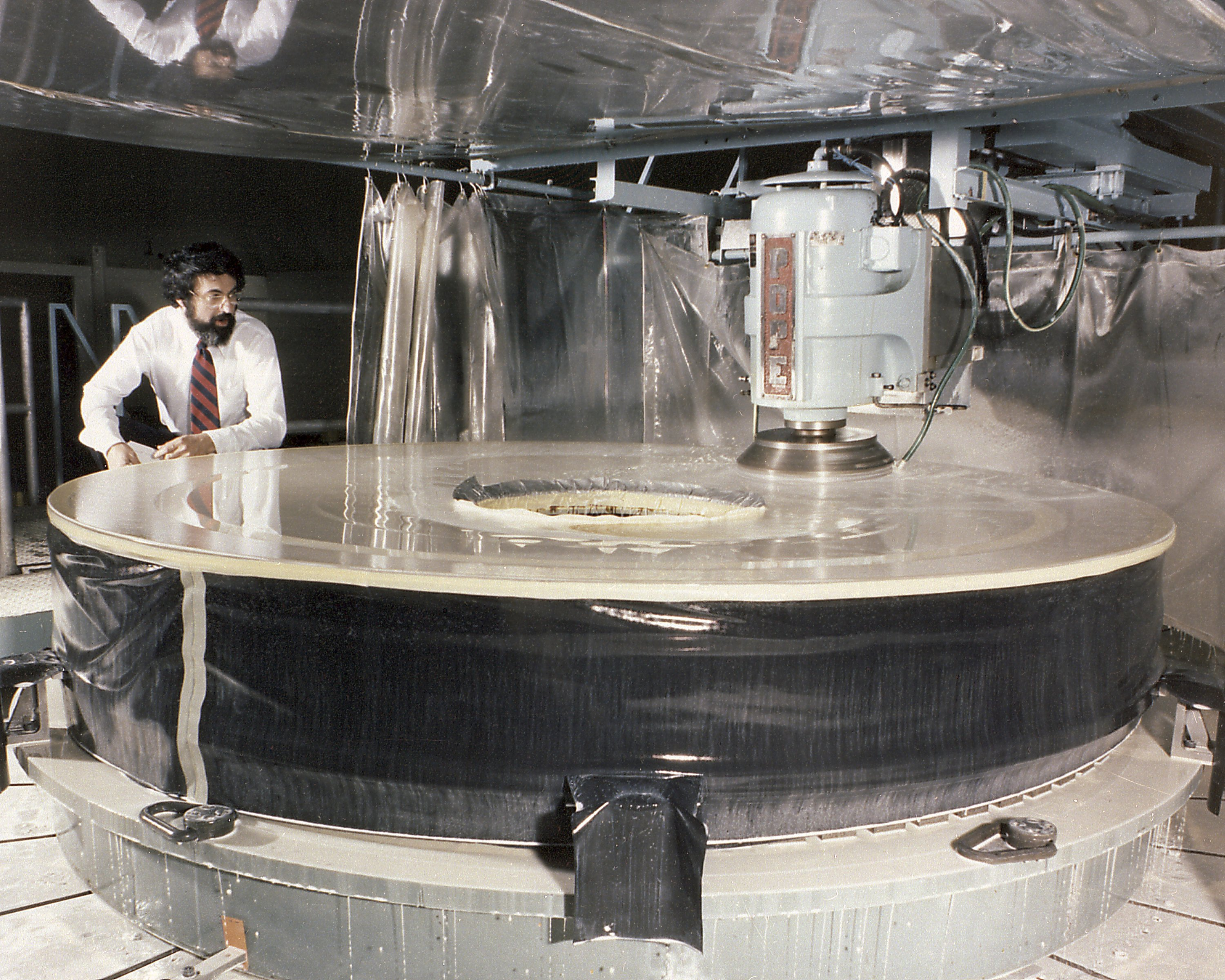
صَقل المرآة الرَّئيسيَّة لمرصدِ هَابل في مَصنَعِ بيركن إلمر. 1 مارس 1979
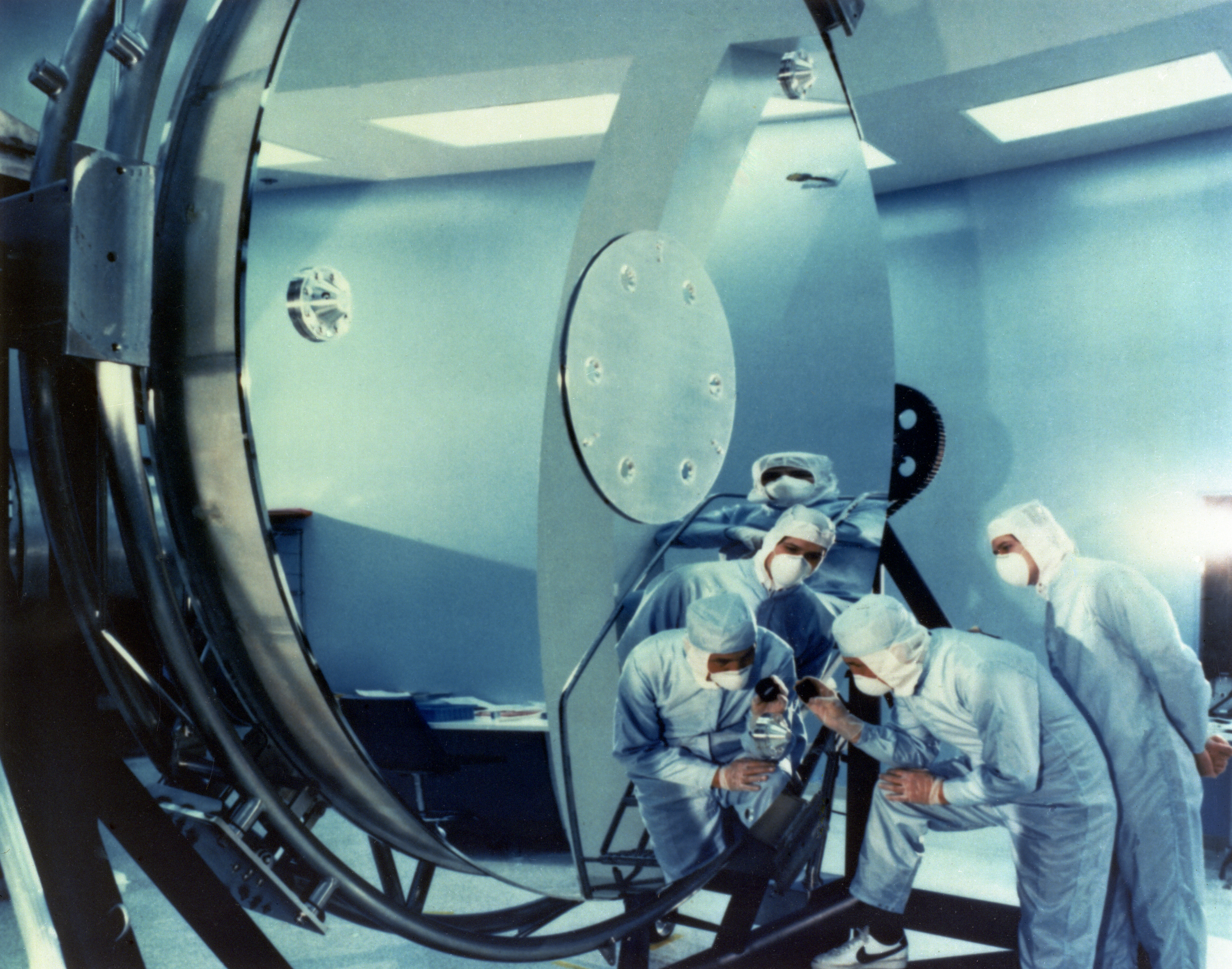
فنيُّون وهُم يُعاينون مرآه هابل الرئيسيَّة، 1982.
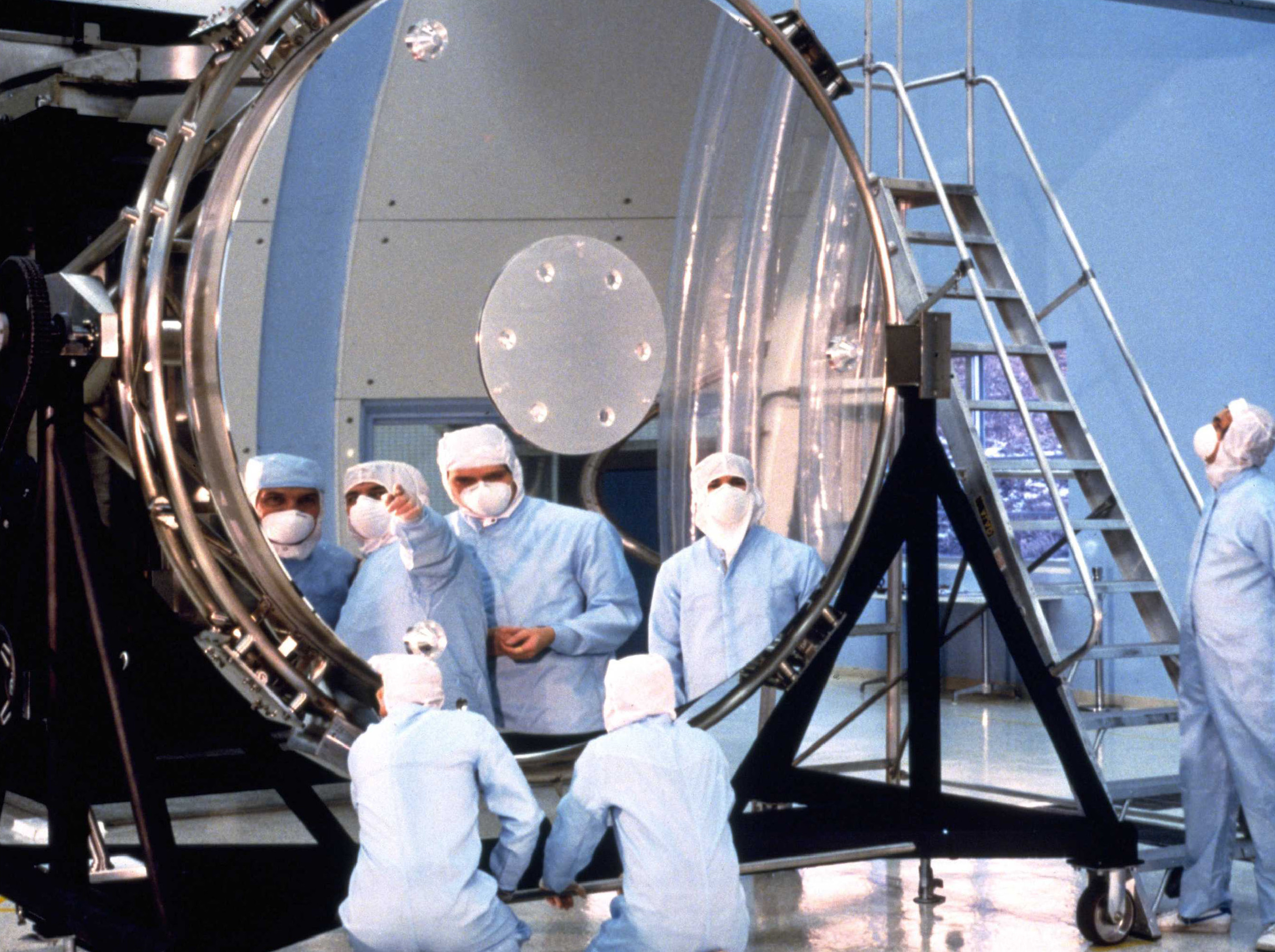
المراحل النِّهَائيَّة لصَقلِ المرآة الرَّئيسيَّة. 1990

عزمت شركة بيركن إلمر في صنعها للمرآة على استخدام تقنية متطورة للغاية مسيّرة بواسطة الحاسوب لصقل المرآة إلى الشكل المطلوب من أجل المرقاب. ومع ذلك طالبت ناسا من بيركن إلمر أن تتعاقد مع كوداك لتصنع مرآة احتياطية باستخدام تقنيات تقليدية لصقل المرآة لاحتمالية وجود عيب فيها. (كذلك إضافًة إلى المرآة الاحتياطية قامت شركة كوداك مع شركة آيتك بالتقدم بعرض للعمل في صقل المرآة الأصلية. ومن شروط العرض إلزام الشركتين بأن تتحققا من عمل الأُخرى في الصقل، من أجل الوصول إلى النتيجة المرجوة للمرآة، وهو الأمر الذي كان من شبه المؤكد في حال حدوثه أن يكشف العيب في المرآة الذي سبب المشاكل لاحقاً). مرآة كوداك الاحتياطية هي الآن معروضة بشكل دائم في متحف الطيران والفضاء الوطني بالولايات المتحدة. ومرآة آيتك التي بُنيت هي الآن مُستخدمة في مقراب طوله 2.4 متر موجود في مرصد ماغدالينا ريدج.

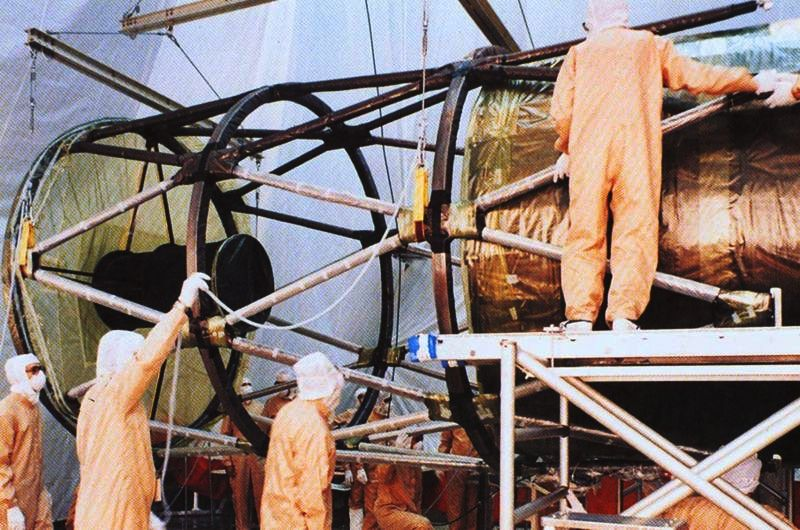
صورة واضحة أثناء المراحل الأولى لبناء المجمع المقرابي البصري (OTA) ويظهر فيها موظفون وهم يقيسون دعامات المجمع المقرابي البصري والحاجز الثانوي لهابل.

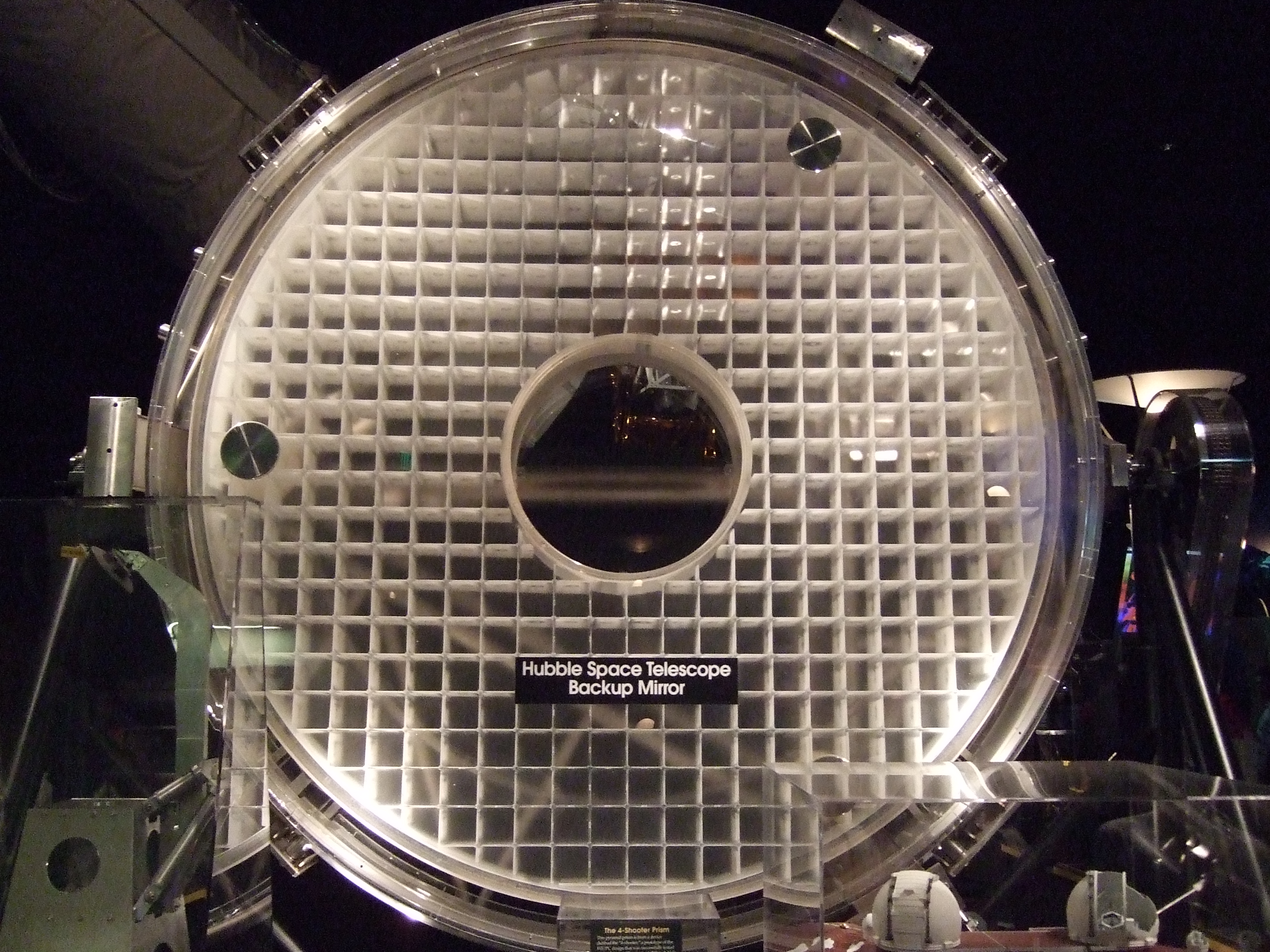
المرآة الاحتياطية من صُنع كوداك ويمكن رؤية هيكل الدعم الداخلي بشكل واضح وتُسمى في هذه الحالة بمرآة قرص العسل لأنها غير مُغطاة بمرآة السطح العاكس.

بدأت شركة بيركن إلمر العمل على المرآة في عام 1979. وبدأت بأن أخذت زجاجًا تمدده فائق الصغر - يُحافظ عليه عند درجة حرارة الغرفة دوماً لتجنب الانحناء (حوالي 70 درجة فهرنهايت)- من مصنع شركة كورنينغ الأمريكيَّة للزجاج. لتأمين الحصول على أدنى وزن للمرآتين، فقد تألفتا من صفيحتين علوية وسفلية، كل منهما بسماكة بوصة واحدة، وتحصران فيما بينهما شبكة أقراص سداسية الشكل شبيهة بقرص العسل. حاكت شركة بيركن إلمر الجاذبية المصغَّرة عن طريق دعم المرآة من الخلف بـ 130 قضيب رفيع طبقت جهداً متفاوت القوة. وهذا قد ضمن بأن يكون شكل المرآة النهائي صحيحًا وبالمواصفات المطلوبة. استمر صقل المرآة إلى شهر مايو 1981. ظهرت تقارير في ذلك الوقت من ناسا بسبب مشاكل مع إدارة شركة بيركن إلمر بسبب قلة الميزانية، وهذا جعل عملية الصقل بأن تتأخر عن جدولها المحدد. وبسبب قلة المال أوقفت ناسا العمل على المرآة الاحتياطية وحددت موعد الإطلاق للمرصد ليكون في أكتوبر 1984. انتهى العمل على المرآة في عام 1981. بعد ذلك غُسلت المرآة بـ 2400 غالون (9100 لتر) من الماء النقي الحار (ماء منزوع الأيونات)، ومن ثم طُليت بطلاء عاكس من الألومنيوم سماكته 65 نانومتر، وأيضًا بطبقة حامية من فلوريد المغنسيوم سماكتها 25 نانومتر.
استمرت الشكوك في عدم كفاءة شركة بيركن إلمر لمشروع بهذا الأهمية والحجم، كما أنَّ النقص في الميزانية وعدم التقيد بالجدول الزمني الذي حُدِّد لهذا المشروع قد تسبب في تأخير بناء بقية المجمع المقرابي البصري، وقد وُصف التأخير بأنه «غير مستقر ويتغير في كل يوم»، وبسبب ذلك قامت ناسا بتأجيل موعد الإطلاق إلى شهر أبريل 1985. استمر عدم التقيد بالجدول الزمني من عند شركة بيركن إلمر بمُعدل شهر واحد في كل ربع سنة، وفي أحيان أُخرى وصل التأخير لمدة يوم واحد عن كل يوم عمل، عندها أُجبرت ناسا على التأجيل مرةً أُخرى ليكون في شهر مارس 1986، في ذلك الوقت ارتفعت الميزانية عن قيمتها السابقة لتصل إلى 1.175 مليار دولار.

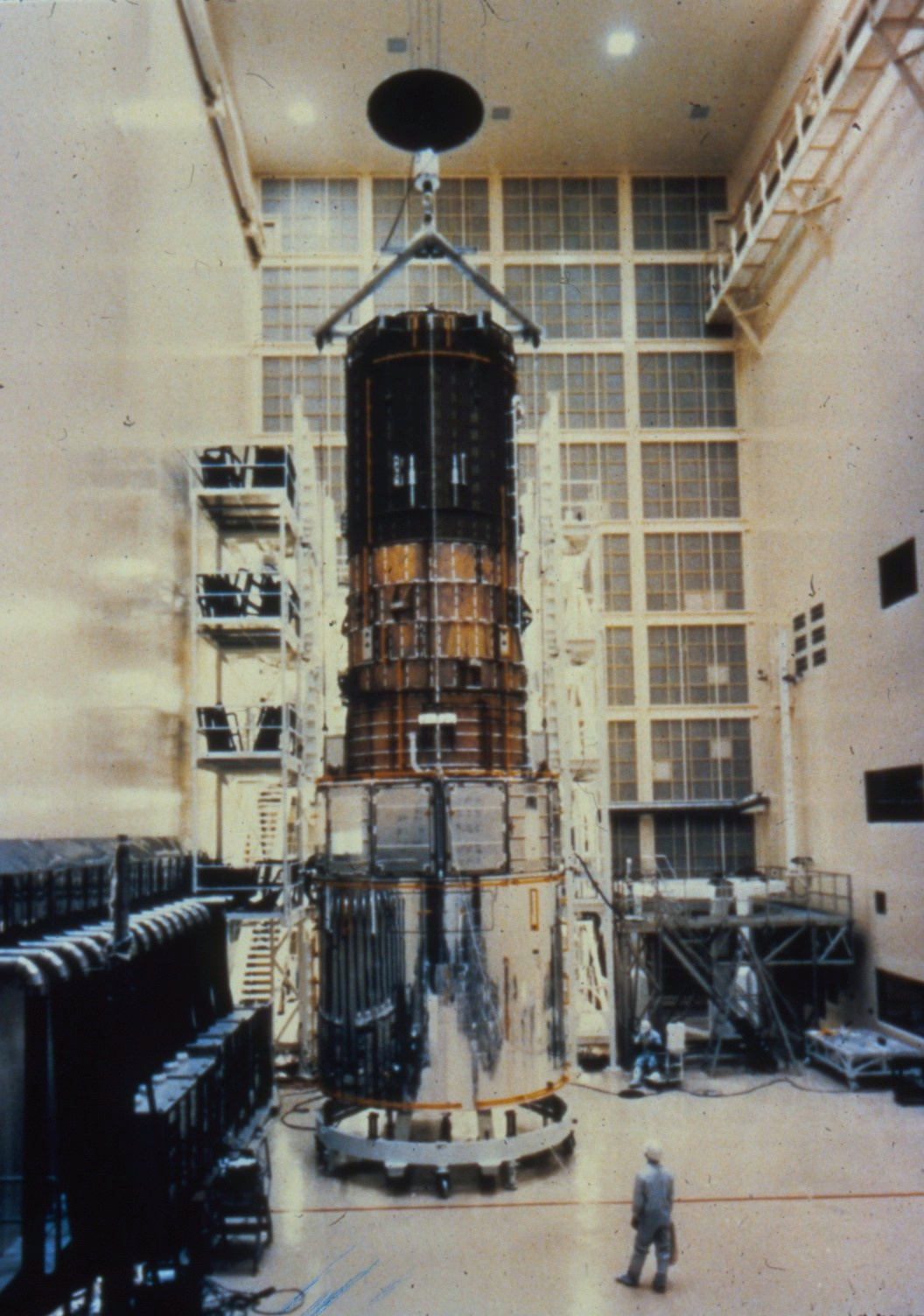
مقراب هابل وقد تمَّ تجميعه في مصنع لوكهيد، ويظهر في الصورة طوله وحجمه بالنسبة للإنسان. التُقطت الصورة في بداية عام 1985.

### نُظم المركبة الفضائية
التَّحدي الهندسي الآخر هو المركبة الفضائية التي ستحمل على متنها مرصد هابل وأجهزته الأخرى. إذ سيتعين عليها تجاوز عقبة المرور لعدة مرات من مناطق معرضة لأشعة الشمس المباشرة إلى الظلام الآتي من ظل الأرض؛ وهذه مشكلة كبيرة ستسبب تباينات كبيرة في درجة الحرارة، في حين ينبغي على المركبة أن تكون مستقرّة بما فيه الكفاية للسماح بتوجيه المقراب الفضائي بشكل دقيق. يحافظ غطاء العزل متعدد الطبقات على استقرار درجة الحرارة للمقراب، وهو أيضًا يحيط بهيكل الألومنيوم الذي يحتوي بداخله على المقراب والأجهزة العلمية الأخرى. بداخل الهيكل هناك وظيفة أساسية للبوليمر المدعم بألياف الكربون تجعل الأجزاء العاملة في المقراب موجهة بشكل متين وثابت. لأن تركيبات الغرافيت لها القدرة على جذب جزيئات الماء من البيئة المحيطة سواء عن طريق الامتصاص أو الادمصاص، فقد كانت هناك مُخاطرة بأن تمتص دعامات البناء بخار الماء بينما المقراب في غرفة شركة لوكهيد النظيفة، والذي سيطرح بسبب فراغ الفضاء، مما سيؤدي إلى تغطية أجهزة المقراب الفضائي بالجليد. للتقليل من هذه المخاطرة، أُجريت عملية شطف بغاز النيتروجين قبل إطلاق المقراب إلى الفضاء.
في حين أن العمل على المرصد وأجهزته جري بشكل أو بآخر بسهولة أكثر من بناء المجمع المقرابي البصري، إلا أن شركة لوكهيد تأخرت رغم ذلك عن الجدول الزمني، ومع حلول عام 1985 كان العمل الذي أنجزته لوكهيد للمركبة الفضائية قد زاد من حجم الميزانية إلى 30٪ ومتأخرة بثلاثة أشهر. ظهر تقرير من مركز مارشال لبعثات الفضاء عن التأخير يُذكر فيه أن لوكهيد اعتمدت على إدارة ناسا في الإشراف على عملها بدلًا من اتباع طريقتها الخاصة في إدارة العمل الذي اعتادته بنفسها.

### الأجهزة الأولية

رسم متفجر ومُفصَّل للقطع والأجهزة المتكونة منه مرصد هابل الفضائي

حينما أُطلِق مرصد هابل كان يحملُ معه خمسة أجهزة علميَّة متطورة:
1. الكاميرا الكوكبية واسعة المجال (Wide Field and Planetary Camera) ـ (WF/PC)
2. محلِّل غودارد الطيفي عالي الدقة (Goddard High Resolution Spectrograph) ـ (GHRS)
3. مضواء عالي السرعة (High Speed Photometer) ـ (HSP)
4. كاميرا الأجسام الخافتة (Faint Object Camera) ـ (FOC)
5. المحلِّل الطَّيفي للأجسام الخافتة (Faint Object Spectrograph) ـ (FOS)

كانت الكاميرا الكوكبية واسعة المجال تُعطي صُورًا عالية الدِّقة وهذه الكاميرا كانت مُعدَّة للرصد البصري، لقد بُنيت من قِبل مختبر الدفع النفاث التابع لناسا في الولايات المتحدة، تحتوي هذه الكاميرا على مجموعة مُرشحات ضوئية يبلغ عددها 48 مرشَّح ضوئي مهمتها هي عزل الخُطُوط الطَّيفية ذات الأهميَّة الفيزيائية الفلكية. تحتوي الأجهزة على ثمانية رقائق من أجهزة اقتران الشحنات مُقسَّمة بين كاميرتين كل واحدَة منهما لديها أربع رقائق من أجهزة اقتران الشحنات مُعَدل دقتها 0.64 ميغابكسل. تُوصف أجهزة اقتران الشحنات بأنَّها دارات إلكترونية مُؤلفة من عناصر تصوير حسَّاسة للضَّوء (البيكسلات) على خلايا صغيرة موجودة معا تشبه شبكة موجودة على باب ما يتم فيها تحويل الضَّوء المجمَّع من قِبل كل بكسل إلى رقم ومن ثم تُرسل الأرقام (كل 2560000 معًا) إلى الحواسيب الأرضيَّة التي تُحوِّلها إلى صُور. لقد غطَّت الكاميرا واسعة المجال (WFC) مجالاً زاوِّياً كبيرا، وقامت بإجراء عمليات مسح واسعة للكون بينما التقطت الكاميرا الكوكبية (PC) صُورًا ذات بعد بؤري أطول وتكبير أكبر من رقائق الكاميرا واسعة المجال.
محلل غودارد الطيفي عالي الدقة صمَّمَه مركز غودارد لرحلات الفضاء ليعمل في مجال الأشعة فوق البنفسجيَّة، فهذا المحلِّل يستطيع تحقيق استبانة طيفية يصل مقدارها إلى 90,000. كما يمكن رصد الأشعَّة فوق البنفسجيَّة أيضاً بواسطة كاميرا الأجسام الخافتة والمحلِّل الطَّيفي للأجسام الخافتة المُطوَّران لهذا الشأن، واللذان لهُما القدرة على تحقيق أعلى قيمة استبانة للطَّيف من أيّ جهاز آخر من أجهزة مرصد هابل. فقد استخدمت هذه الأجهزة الثلاثة كاشف كهرضوئي يعتمد على عد الفوتونات بدلًا من أجهزة اقتران الشحنات. صمَّمت وكالة الفضاء الأوروبية جهاز كاميرا الأجسام الخافتة، أما المحلل الطيفي للأجسام الخافتة فقامت جامعة كاليفورنيا بسان دييغو بالتَّعاون مع شركة مارتن ماريتا ببنائه.
الجهازُ الأخير هو المضواء عالي السرعة الذي قامت بتصميمه ومن ثم بنائه جامعة ويسكونسن-ماديسون. وظيفته هي العَمَل على التقَاط الطَّيف المرئي والأشعة فوق البنفسجية الآتية من النجوم المتغيرة وكذلك من الأجسام الفلكيَّة الأُخرى المُتفاوتة السُّطُوع، والتي من المُمكن أن تصل إلى 100.000 من القياسات لكل ثانية وبمُعدل قياس ضوء فلكي دقَّته 2٪ أو أفضل.
يُستخدم نظام التَّوجيه في مرصد هابل الفضائي كجهاز علمي، فهو يحتوي على حسَّاسات التَّوجيه الدَّقيق (FGS)، عددُها ثلاثة ومُهمَّة كل واحدة منها توجيه المرصد من أجل الحفاظ على الدقَّة خلال الرصد؛ كما عملت هذه الحسَّاسات على إنجاز قياسات فلكيَّة دقيقة بين النُّجُوم والحركات النسبية لها، تصل الدقة فيها إلى حدود 0.0003 ثانية قوسيَّة.

### الدعم الأرضي

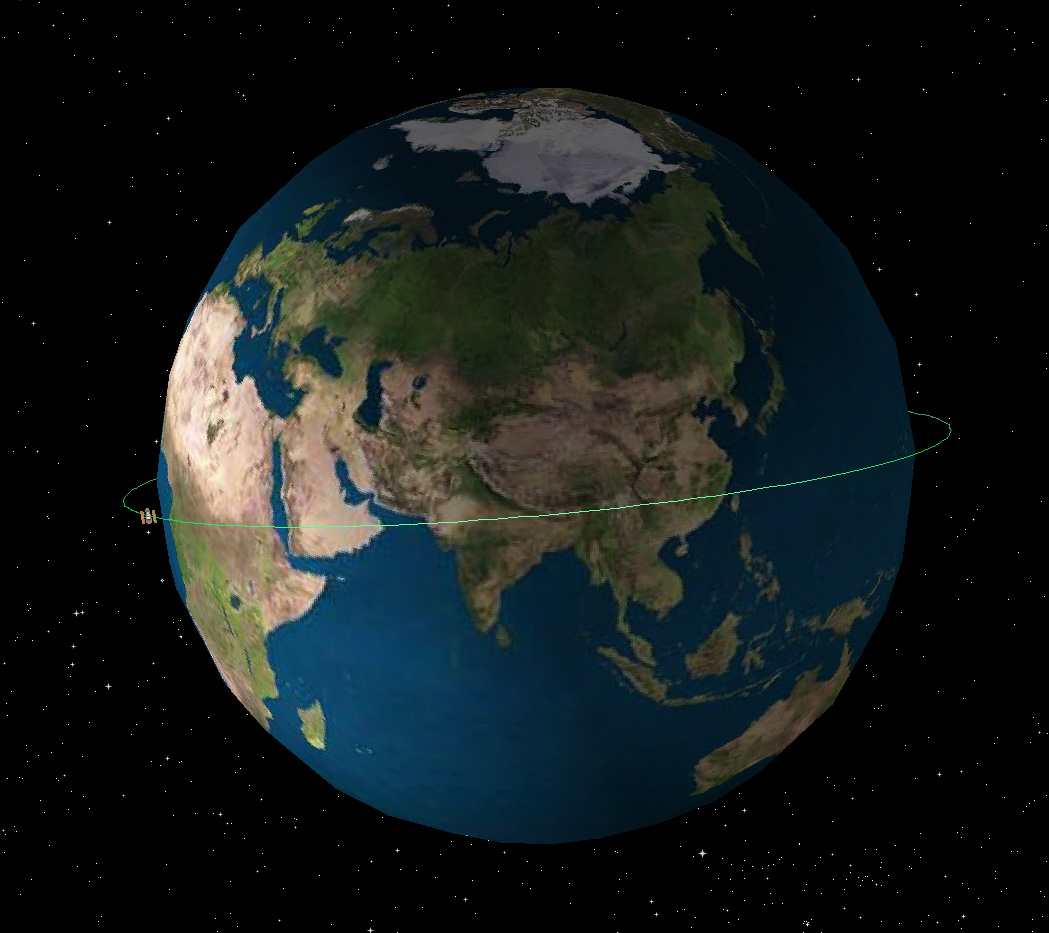
وجود هابل في مَدَار أرض مُنخفض يعني أنَّ العَدِيد من الأهدَاف والأجسَام تكون مرئيَّة في أقل من نِصف الوقت المُنقَضِي للمَدَار بسبب حَجب الأرض لرُؤية الأهداف والأجسام الأُخرى في النصف الأول من كلِّ مَدَار.

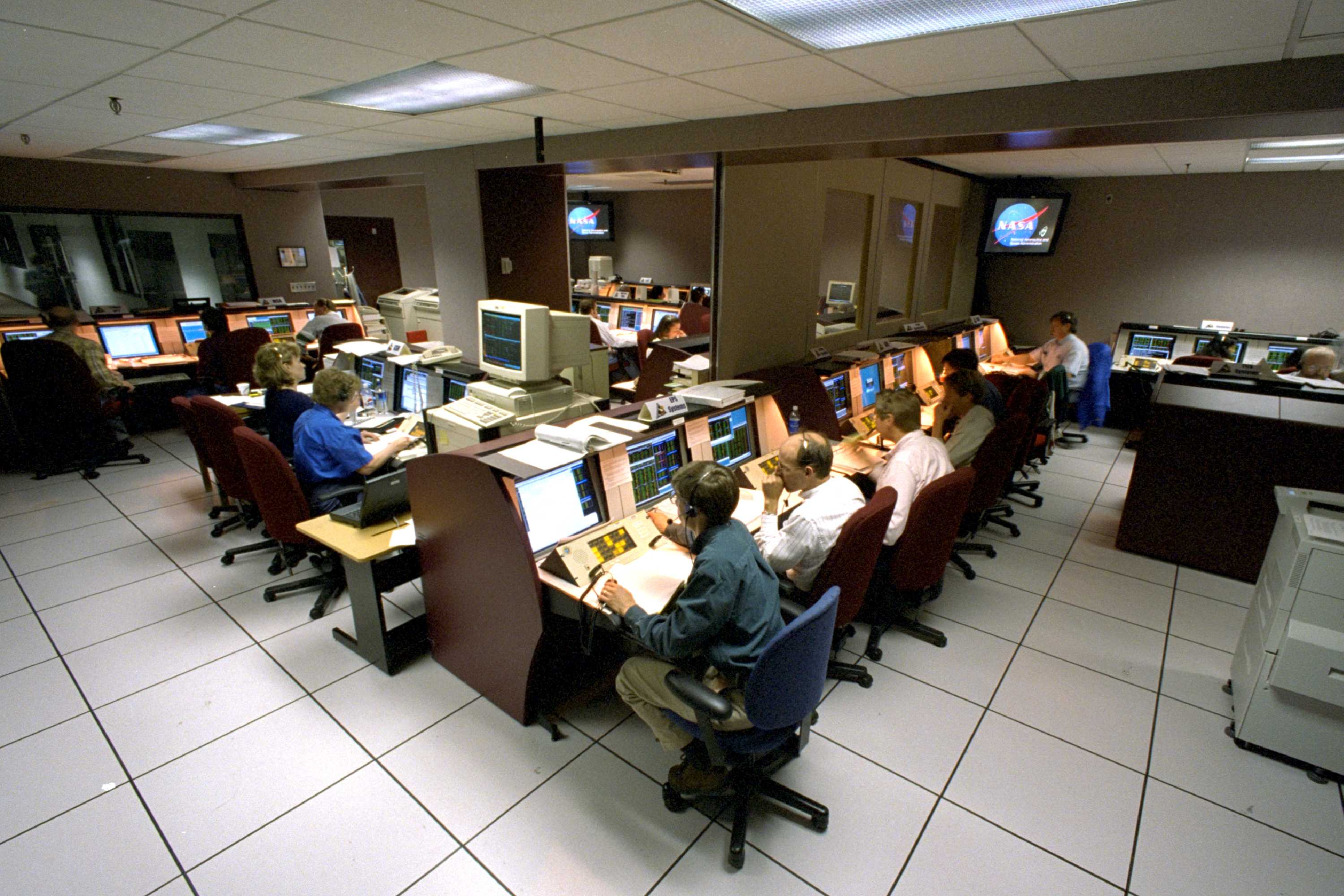
مركز التَّحكم بمرصد هابل الفضائي في مركز غودارد لرحلات الفضاء، 1999

معهد مراصد علوم الفضاء (STScI) هو المسؤول عن العَمَليات العلميَّة للمرصد مثل نَقِل البيَانات التي رصدها إلى عُلماء الفلك، كما يقومُ العاملون في STScI باستخدام المقراب ومراقبة ومعايرة الأجهزة العلميَّة إلى جانِب تشغيل الأرشيف والعمل على التوعية العامة. بينما الذي يقومُ بتشغيله هو رابطة الجامعات لأبحاث علم الفلك في جامعة جونز هوبكينز بمدينة بالتيمور الأمريكية. هذه الجامعة هي واحدة من بين 39 جامعة أمريكية وسبع فروع لجامعات دُوليَّة تابعة لها والَّتي تُشكِّل جميعها مُجتمعة رابطة واحدة للقيام بأبحاث علم الفلك، وقد أُنشئت هذه الرابطة في عام 1981 بعد صراع طويل على السُّلطة بين ناسا والمنظَّمات العلميَّة الواسعة. لقد أرادت ناسا إبقاء العمل ضمن مُنظَّمتها بينما أراد العُلماء أن يكون في مؤسسة تعليميَّة. في عام 1984 أُنشئ مرفق التنسيق الأوروبي لرصد الفضاء في غارشينغ باي مونشن بالقُرب من مدينة ميونخ، وكان الهدف منه هو تقديم دعم مُماثل لعُلماء الفلك الأوروبيين؛ وبقي هكذا إلى عام 2011 حينما نُقلت هذه الأنشطة إلى مركز علم الفلك الفضائي الأوروبي.
يقعُ على عاتق رابطة الجامعات للأبحاث في علم الفلك مهمة مُعقَّدة وهي جدولة رصد مرصد الفضاء. إذ يكونُ ارتفاع مَدَار هابل في الغِلاف الجوِّي العلوي حوالي 547 كم (340 ميل) وبزاوية ميل 28.5°. يتغيَّر موقعُه ومدارُه مع مرور الوقت بطريقة غير معرُوفة لا يُمكن التَّنبُّؤ بها بشكلٍ دقيق. كما أن كثافة الغلاف الجوي العلوي تختلف بسبب عوامل كثيرة، وهذا يعني أنَّ توقُّع موقع هابل في فترة زمنية من سِّتة أسابيع قادمة سيصاحبها خطأ تقدير بنسبة تصل إلى 4000 كم (2500 ميل) عن موقعه الصَّحيح. تُوضعُ جداول المراقبة عادة في غضون عدة أيام فقط مُقدمًا، لأنَّه إن طالت المُهلة فإنَّ ذلك يعني أنَّ هُناك فُرصة كبيرة في أنَّ الهدف المُراد رُؤيته سيكون غير قابلٍ للرَّصد في الوقت الذي كان من المقرَّر أن يتم ملاحظته.
الدَّعم الهندسي لمرصد هابل تقدمه وكالة ناسا للفضاء في مركز غودارد لرحلات الفضاء بغرينبيلت وهُو يقع على بُعد 48 كم (30 ميل) شمال معهد مراصد عُلُوم الفضاء. يعملُ مرصد هابل في الرصد لمدة 24 ساعة في اليوم عن طريق فِرق وحَدَات التَّحكم الأربعة ويُسمَّون «بفريق عمليات رحلات هابل».

### كارثة تشالنجر والتَّأخير والإطلاق

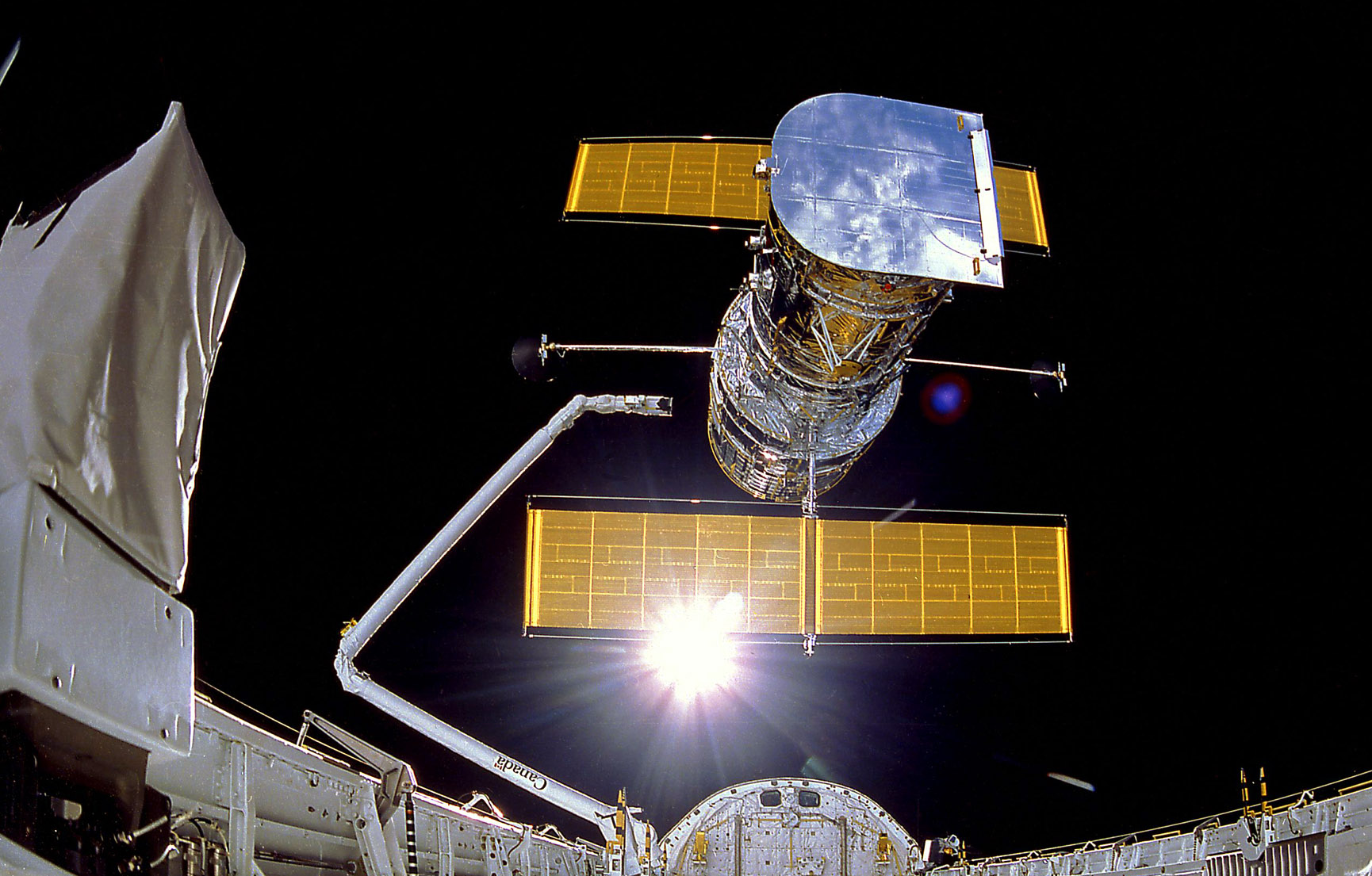
مرصدُ هَابِل وهو ينفصلُ عن مكُوك الفَضَاء ديسكفري لأول مرَّة إلى مداره في الفضاء في عام 1990.

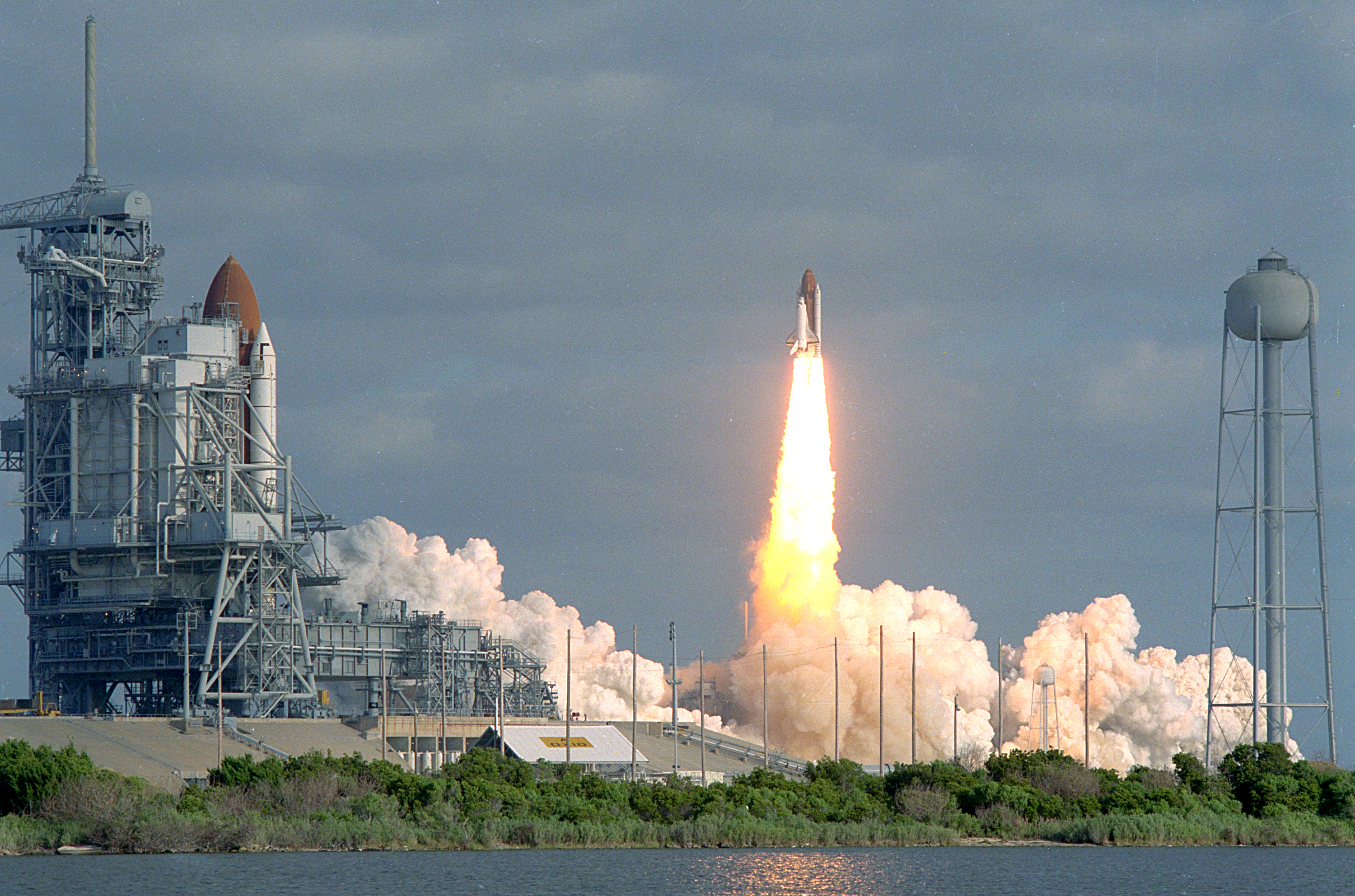
STS-31 هي المُهَمَّة الخَامِسَة والثَّلاثين من مهمَّات وكَالة الفَضَاء الأمريكيَّة وفي هذه المهمَّة يَقُومُ مَكُوك الفَضَاء ديسكفري بحمل مرصد هَابل الفَضَائي إلى المدار. 24 أبريل 1990..

في بداية عام 1986 كانت احتمالية إطلاق مرصد هَابل في شهر أكتوبر ممكنة؛ إلا أن كارثة انفجار مكوك الفَضَاء تشالنجر في 28 يناير 1986 بعد ثلاثة وسبعون ثانية فقط من إقلاعه، والتي أودت بحياة جميع طاقم المكوك والبالغ عددهم سبعة أشخاص، أجبرت ناسا على التَّوقُف وتأجيل موعد الإطلاق لعدَّة سنوات. نُقلت الأجزاء التي تمَّ الانتهاء من تصنيعها إلى مخزن نظيف يعمل ويُطهَّر بغاز النيترُوجين إلى أن يُعلن عن موعد إطلاقٍ جديد للمرصد. بسبب هذه الكارثة ازدادت تكاليف المشرُوع لتصل إلى 6 ملايين دُولار شهرياً، ممَّا جعل التَّكاليف الإجمالية لهذا المشرُوع تصل لمستوى أعلى من ذي قبل. سمح هذا التَّأخير للمهندسِين بإجراء اختباراتٍ واسعة النِّطاق مثل تطوير البطَّاريَّات الشَّمسية، كما أدخلوا تحسينات على الأجهزة الأُخرى كذلك. علاوةً على ذلك، فلم يكُن مركز التَّحكُّم الأرضي لمرصد هابل جاهزًا بعد في 1986، وهُي نفس السَّنة التي تقرَّر فيها إطلاق المرصد، وبالكاد جهز عند موعد الإطلاق في عام 1990.
في عام 1988 استؤنفت رحلات المكُوك الفضائية وتحدَّد موعد إطلاق جديد ليكُون في عام 1990. في 24 أبريل 1990 انطلقت بعثة STS-31 وهي بعثة نقل مرصد هابل الفضائي عن طريق مكوك الفضاء ديسكفري إلى المدار الذي حُدِّد له.
بلغت تقديرات تكلفة المشرُوع الأوَّلية 400 مليون دُولار؛ ولكنَّ بناء هذا المرصد قد كلَّف فعلياً 4.7 مليار دُولار، مُتجاوزًا ميزانيته السَّابقة بأضعافٍ كثيرة. تشير التقديرات بشكل مستمر أنَّ تكاليف مشرُوع مرصد هابل الفضائي قد ارتفعت بأضعافٍ أكثر من ذلك لتصل التَّكلفة التَّقريبيَّة إلى 10 مليارات دُولار في عام 2010.

## العيب في المرآة
بعد أسابيع من إطلاقه، لاحظ العُلماء أَنَّ الصُّور التي يُرسلُها المرصد ليست بتلك الجودة على الرُّغم من وُضُوحها، وهذه المُشكلة قد أشارت إلى وُجُود عيب في النِّظام البَصَري. على الرغم من أنَّ الصُّور الأُولى بدت أَكثر وُضوحًا من تلك التي تلتقطُها المراصد الأَرضيَّة، إلا أن هابل فشل في التقاط صُور ذات جودة عالية وتركيز واضح، عكس ما كان ينتظره عُلماء الفلك. توزَّعت الصُّور الملتقطة لمصادر نقطية على نصف قُطرٍ أكبر من ثانية قَوسيَّة واحدة، بدلًا من دالة التوزيع النقطي التي تركز الصورة ضمن دائرة نصف قطرها 0.1 ثانية قوسيَّة، وهذا هُو ما كان مُحدَّدًا في معايير تصميم المرصد.
أظهرت تحاليل الصُّور الخاطئة أَنَّ سببُ المُشكلة هُو وُجُود عيب في صقل المرآة الأوَّليَّة للمقراب؛ وذلك على الرغم من أنَّها كانت قد صُنعت وصُقلت بدقَّة بالغة، إلا أن الخلل الانحرافي بنحو 10 نانُومتر  ومقْياسُ مجال رُؤية مُسطَّح للغاية بنحو 2200 نانُومتر (2.2 ميكرومتر)، كان كارثيًّا بالشكل الكافي لحدوث زيغ كروي، الأمر الذي تسبَّب في جعل الضَّوء المُنعكس عن حافَّة المرآة يُركِّز على نُقطةٍ مُختلفةٍ عن مركز المرآة.
أثَّر عيب المرآة على الرصد العلمي، فرغم أن مركز دالة التوزيع النقطي الزائغ كان ظاهراً بما فيه الكفاية ليسمح برصد عالي الدِّقَّة للأَجسام اللَّامعة، وأن التَّحليل الطَّيفي للمصادر النقطية قد تأثر بهذا الخلل بفُقدان الحساسية فقط؛ إلا أن فُقدان الضَّوء إلى الهالة غير المركزة قد تسبَّب في التقليل من قُدرة المقراب على رصد الأجسام الباهتة على نحوٍ كبير أو على القيام بتصويرٍ مرتفع التبايُن. وهذا يعني تقريبًا أن جميعُ البرامج والأَجهزة المُتخصِّصة الكونية قد تعذَّر عملها بشكلٍ أساسي، لأَنَّ وظيفتُها كانت مُرتبطة بمُراقبة الأَجسام الباهتة، والتي كانت ذات بُعد استثنائي. بسبب هذا العيب أصبحت ناسا ومرصد هابل أُضحُوكةً بين النَّاس، إلى درجة وصفه بأنَّهُ فيل أبيض. وكمثال على ذلك، في عام 1991 صُور مرصد هابل الفضائي في الفيلم الكُوميدي (The Naked Gun 2½: The Smell of Fear)، مع سفينة لوسيتينيا وسفينة زيبلين 129 هيندينبيرغ الهوائيَّة الألمانية وسيَّارة فُورد إدسل؛ وجميعُ هذه الأشياء اشتهرت بفشلها. ومع ذلك فإنَّه في السَّنوات الثَّلاثة الأُولى من مُهمَّة مرصد هابل وقبل التَّصحيحات البصريَّة رصد هابل أعدادًا كبيرة من الرصد العلمي لأَجسام مُختلفة أقل أهمية في الفضاء والَّتي لم تتأثر بوُجُود الانحراف الكروي في مرآة هابل. كان هذا الخلل في المرآة واضحاً ومتكرراً، بشكل تمكَّن فيه عُلماء الفلك من التَّعويض الجُزئي للانحراف عن طريق استخدام تقنيَّات مُعالجة الصُّور المُتطوِّرة مثْل إزالة الالتفاف. استغرق وُجُود هذا الانحراف 3 سنوات قبل أن تُقرَّر وكالة ناسا إرسال بعثة لإصلاحه في الثاني من شهر ديسمبر عام 1993.

### أصل المشكلة

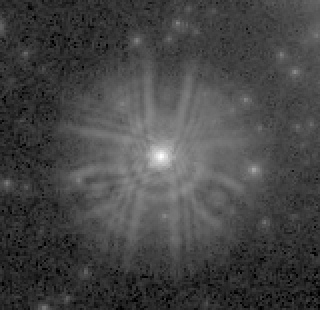
صُورة مُستخرجة من الكاميرا الكوكبيَّة واسعة المجال (WF/PC) يظهرُ فيها أنَّ الضَّوء الآتي من النَّجمة قد انتشر على مدى واسع بدلًا من أن يرتكز على مساحة بكسل أقلِّ من ذلك.

تأسَّست لجنة للتحقيق في أصل المشكلة برئاسة ليو ألين مُدير مختبر الدفع النفاث. وجدت اللَّجنة أنَّ المصحِّح الصفري، وهو جهازٌ بصري يُستخدم في اختبار شكل المرايا الكبيرة غير الكرويَّة، قد جُمع بشكلٍ غير صحيح، فقد كانت إحدى العَدسَات خارج موقعها بمقدار 1.3 ملم.
قامت شركة بيركن إلمر باستخدام مُصحِّح صفري تقليدي خلال عمليَّة الصَّقل والتَّلميع الأوَّلي للمرآة، ومع ذلك فقد كانت الخُطوة النِّهائيَّة هي كشف وحساب المرآة بعد الصَّقل. قام العاملون في الشَّركة باستخدام مُصحِّح صفري مصنُوع على حسب طلبهم والذي تميَّز تصميمُه بالصَّرامة في حد السماح. لقد أَدَّى التَّجميع غير الصحيح للجهاز في جعل المرآة مصقُولة بدقَّة مُتناهية ولكن بشكلٍ خاطئ. كان من الممكن تدارك هذه المُشكلة قبل إطلاق المرصد لأنَّهُ وبسبب مشاكل تقنيَّة احتاجت بعض الاختبارات التي أُجريت للمقراب أن تستخدم مصحَّحين اثنين من المُصحِّحات الصفريَّة. أظهرت تلك الاختبارات عن وُجُود مُشكلة الزَّيغ أو الانحراف الكروي وأُرسلت النَّتيجة للمسؤولين ولكن تلك التَّقارير لم تُعطى أيَّة أَهميَّة نظرًا لاعتبار المُصحِّح الصفري المصمَّم أكثر دقة، لذا تمَّ تجاهُل نتيجة تلك الاختبارات دُون أيِّ اهتمام.
بسبب ذلك العيب في المرآة ألقت اللَّجنة باللَّوم على شركة بيركن إلمر بسبب قُصُورها لعدم اهتمامها بنتائج الاختبارات التي أجرتها. كان التَّوتُّر في العلاقات بين وكالة الفضاء الأمريكية ناسا وشركة بيركن إلمر للبصريَّات قد زاد أثناء بناء المقراب بسبب عدم تقيُّد الشركة بالجدول الزَّمني وزيادة التَّكاليف. وقد علمت ناسا أنَّ بيركن إلمر لم تقُم بالمراجعة أو الإشراف التَّام أثناء بناء المرآة بشكل ملائم، ولم تضع أفضل عُلماء البصريَّات لديها للعمل في هذا المشرُوع الكبير كما كان مُتَّفقاً عليه، وعلى وجه الخُصُوص لم تُشرك بيركن إلمر مُصمِّمي البصريَّات الذين لديها أثناء بناء المرآة ولا حتَّى عند التَّحقُق منها. في حين ألقت ناسا باللَّوم على إدارة بيركن إلمر بسبب فشلها في التَّحقُّق عن المرآة فقد أنتُقدت ناسا هي الأُخرى بسبب عدم التقاط القُصُور في العمل وأيضًا على عدم مُراقبة الجودة واعتمادها الكُّلِّي على نتائج جهاز واحد فقط.

### الحل

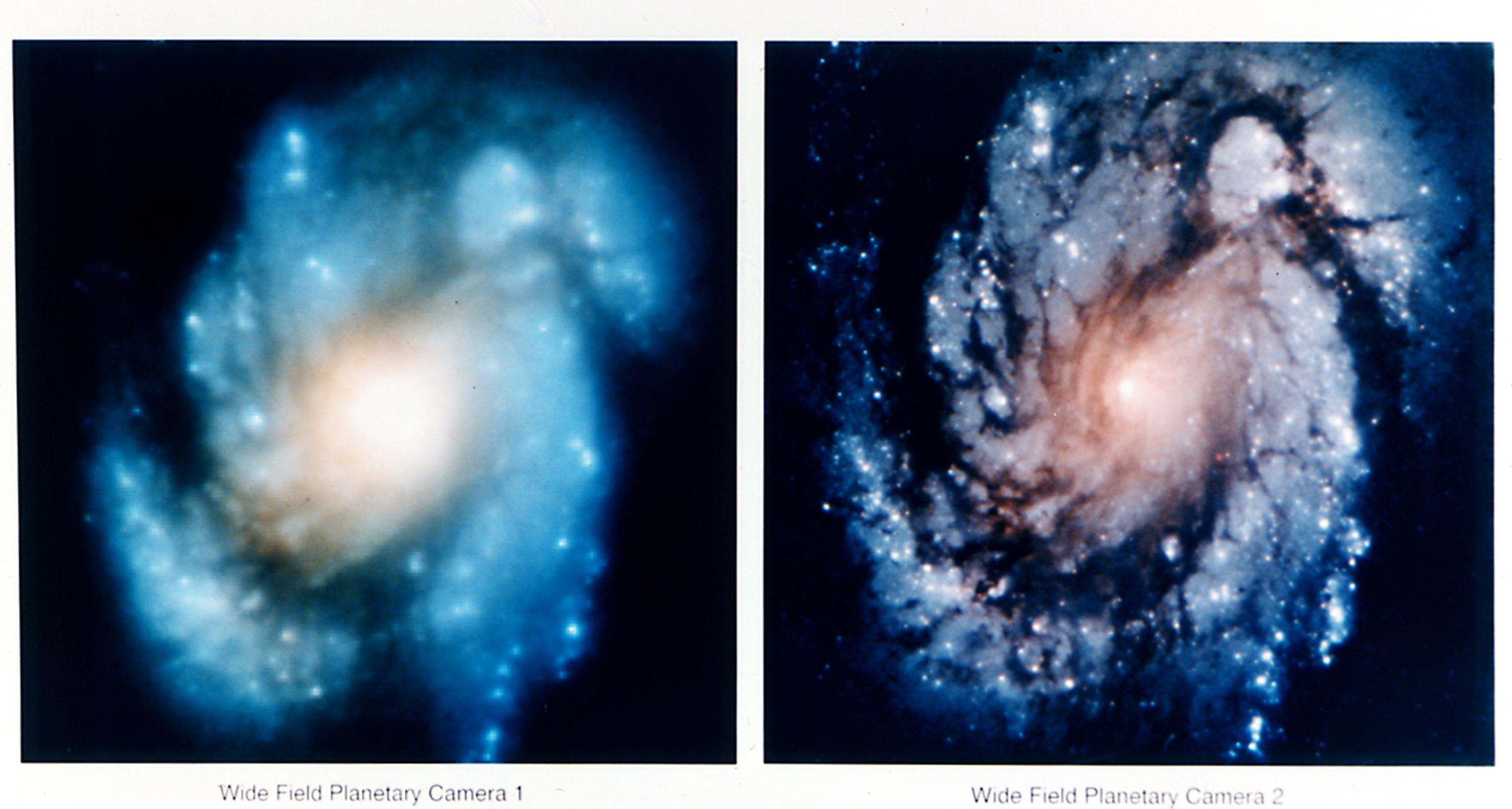
المجرَّة اللَّولبيَّة M100، صورة التقطها مرصد هابل وهنا مُقارنَة لدقَّة الصُّورة قبل وبعد تَصحيح البصريَّات.

صممت مهمة المقراب على أن تتضمن بعثات للصيانة والخدمات المتعلقة، مما جعل عُلماء الفلك يبحثون عن حلول محتملة لمشكلة عيب المرآة، والتي من الممكن تطبيقها في بعثة الصيانة الأولى والمقرَّرة في عام 1993.
كانت شركة كوداك قد صنعت المرآة الاحتياطيَّة لمرصد هابل، إلا أنَّهُ من المُستحيل استبدال المرآة في مداره في الفضاء؛ كما سيكون إرجاعِ المقراب إلى الأرض لتجديد المرآة ومن ثم عودته للفضاء أمراً مُكلفاً للغاية وقد يستغرقُ وقتًا طويلًا. بدلًا من استبدال المرآة بأكملها تم تصميم مُعدَّات بصريَّة جديدة لها نفس درجة الانحراف الكروي ولكن بشكلٍ مُعاكس للانحراف الموجُود في مرآة هابل لتقوم دور «النَظَّارات» من أجل تصليح الانحراف الكروي.
كانت الخُطوة الأولى هي وضع توصيفٍ دقيق للخطأ الموجُود في المرآة الرئيسيَّة. قام علماء الفلك بالعمل على ذلك عن طريق الرُّجُوع إلى الصُّور السابقة التي التقطها مقراب هابل، ومنها استطاعُوا تحديد الثابت المخروطي للمرآة، إذ صُنعت بـ −1.01390±0.0002 بدلًا من −1.00230 وهو الرَّقم الذي كان يجبُ أن تكُون عليه. وقد استنتج نفس الرقم أثناء تحليل الُمصحِّح الصفري التَّابع لشركة بيركن إلمر والذي استُخدم في حساب الثابت المخروطي للمرآة أثناء صُنعها، وكذلك ظهر نفس الرقم من تحليل بيانات التَّداخُل الموجي التي تم الحُصُول عليها خلال تجارب المرآة.

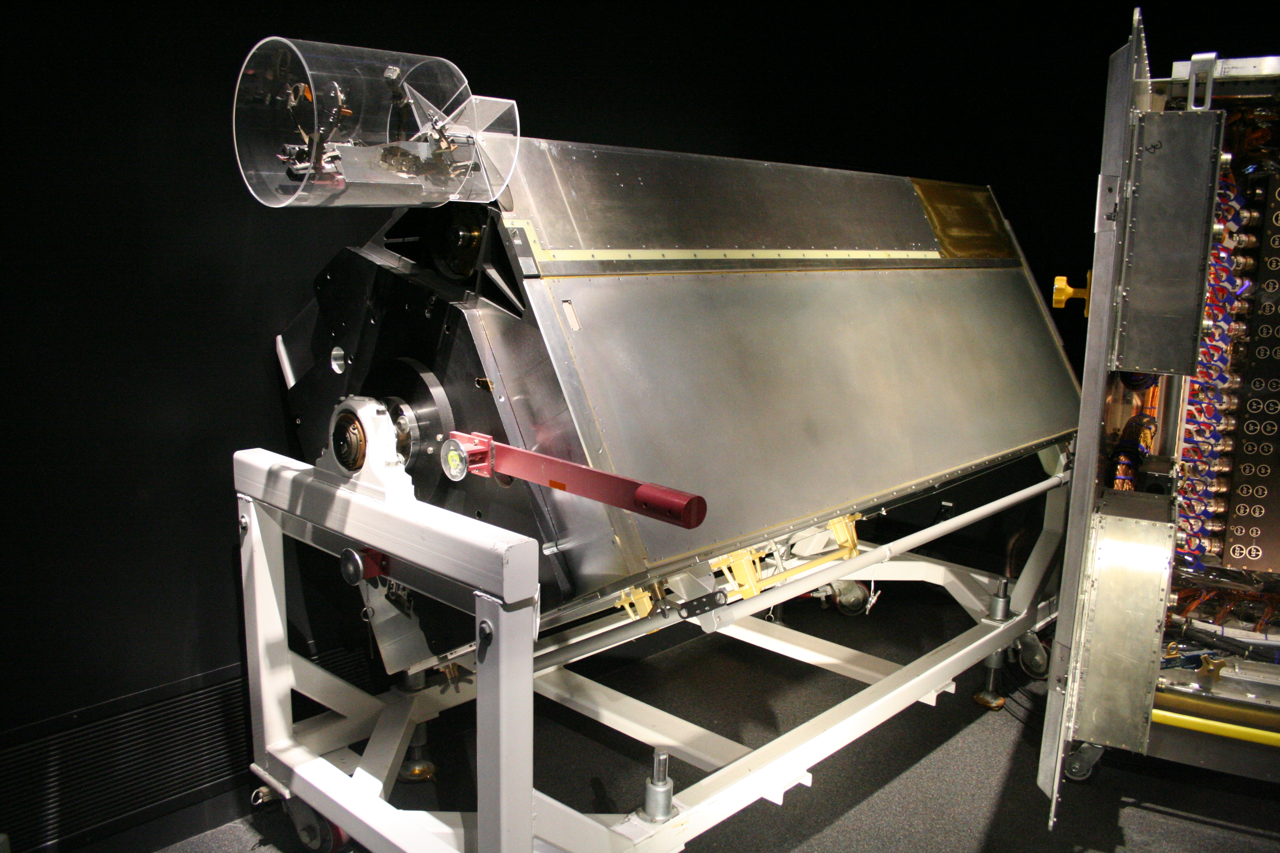
البدِيل التَّصحيحي البَصَري والمحوَري (COSTAR) في متحف الطيران والفضاء الوطني.

بسبب طبيعة التَّصميم المُختلفة للأدوات في مرصد هابل فقد تطلَّب تصميم مجمُوعتين مُختلفتين من المصحِّحات البصريَّة. صُنعت الكاميرا الكوكبيَّة واسعة المجال 2 من أجل استبدال الكاميرا الكوكبيَّة واسعة المجال (WF/PC) متضمِّنة مرايا مُتتابعة تعمل على توجيه الضَّوء بشكلٍ مُباشر على شرائح أجهزة اقتران الشُّحنات الأربعة المُنفصلة لتصحيح كاميرتي المقراب. لذا فإنَّ وضع عيب انحراف مُعاكس في أسطُح المرآة قد يُلغي تمامًا الانحراف من على السَّطح الرئيسي ومع ذلك فإنَّ الأَدوات الأُخرى تفتقر إلى وُجود أسطُح مُتوسِّطة يُمكن من خلالها أن تعبُر منها، وبسبب عدم وُجُود ذلك فقد تطلَّب الأمر صُنع جهاز تصحيح خارجي لتلك الأَدوات.
صُمِّم البديل التَّصحيحي البصري والمحوري (Corrective Optics Space Telescope Axial Replacement) لتصحيح الانحراف الكروي للضَّوء السَّاقط على كاميرا الأجسام الخافتة (FOC) والمحلِّل الطَّيفي للأجسام الخافتة (FOS) ومُحلِّل غُودارد الطَّيفي عالي الدِّقَّة (GHRS). يتألَّف البديل التَّصحيحي من مرآتين على قاعدةٍ أساسيَّة واحدة موضوعتين في طريق مسار الضَّوء لتصحيح الانحراف الكروي. كان يجب إزالة إحدى الأجهزة التي كانت موجودة في المرصد من أجل إتاحة المجال لوضع البديل التَّصحيحي البصري والمحوري (COSTAR) ولم يكن لدى روَّاد الفضاء سوى أن يُضحُّوا بالمضواء عالي السُّرعة في سبيل تعديل الانحراف. في عام 2002 جميع الأجهزة المتعلِّقَة بـ (COSTAR) استُبدلت بأجهزة أُخرى مُتطوِّرة بحيث أنَّ لديها عدسات تصحيحيَّة خاصَّة بها. أُزيل البديل التَّصحيحي البصري والمحوري وأُعيد في عام 2009 إلى الأرض؛ وهو الآن معرُوض في متحف الطيران والفضاء الوطني في العاصمة واشنطن. المنطقة التي كانت تحتوي على البديل التَّصحيحي في مقراب هابل أصبحت الآن تحتوي على جهاز المحلِّل الطَّيفي للأُصُول الكونيَّة (COS).

## البعثات والأجهزة الجديدة

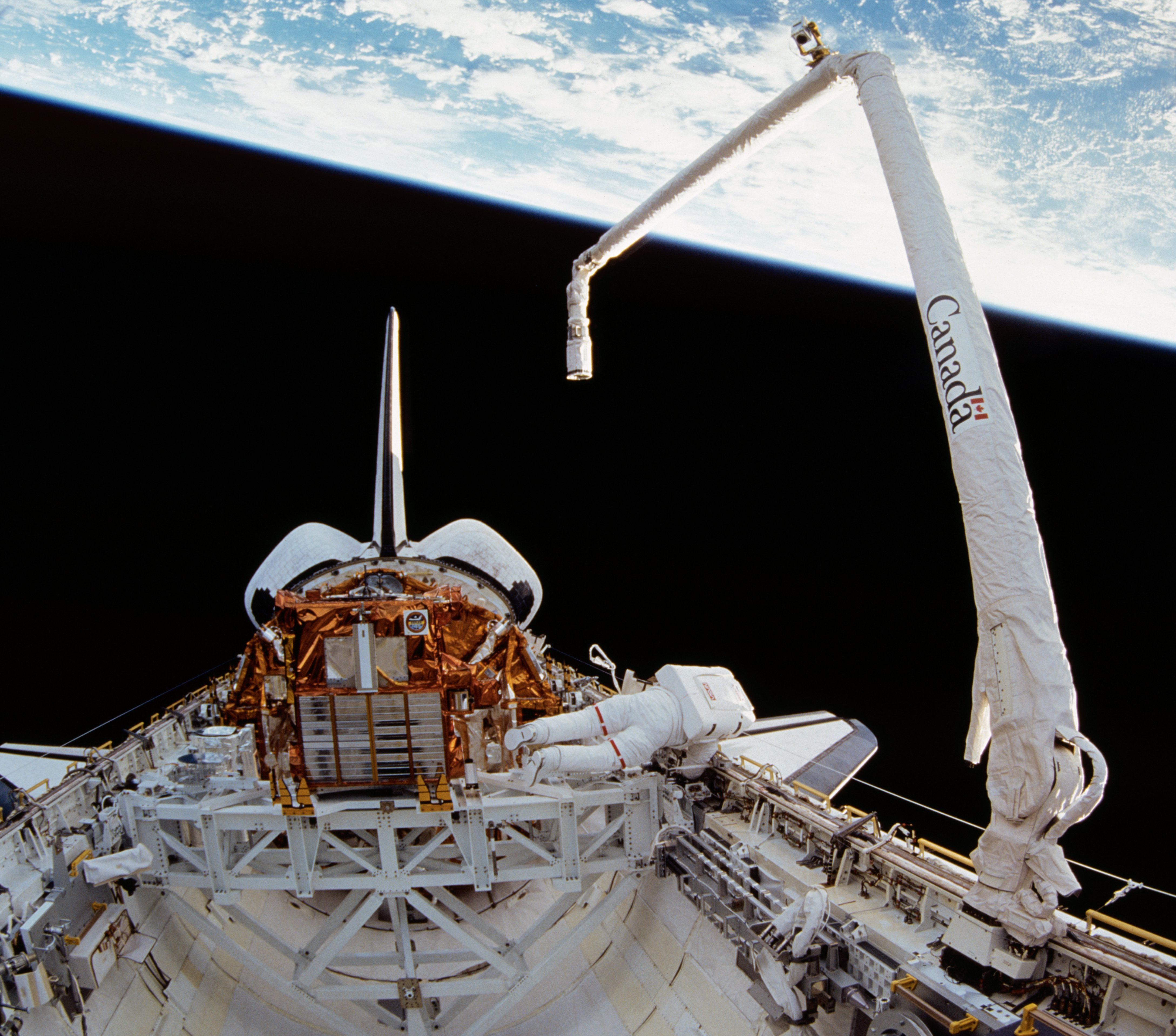
Canadarm 1 (على اليمين) خلال مُهمَّته الفَضَائية (STS-72)

صُمَّم مرصد هابل لاستيعاب الخدمات العامَّة والمعدَّات المتطوِّرة التي ستُوضع فيه. فقد أُطلقت بعثات الخدمات الخمسة (1، 2، 3B ،3A و 4) لأوَّل مرَّة عن طريق وكالة الفضاء ناسا باستخدام مكُوك فضائي في ديسمبر 1993 بينما كانت آخر بعثاتها في مايو 2009. كانت بعثات الخدمات المُرسلة لهابل عن طريق مكوك الفضاء إنديفور حسَّاسة للغاية، فقد بدأت عمليَّات الإصلاح بمُناورات فضائية من أجل استرجاع المرصد عن طريق ذراع مكُوك التَّحكُّم عن بُعد Shuttle Remote Manipulator System ـ (SRMS)، يُعرف أيضًا بمُسمَّى آخر Canadarm أو Canadarm 1 لأنه يُشبه الذراع. لمُدَّةٍ تتراوح بين 4-5 أيَّام قام الرُّواد بعمليات الإصلاح الضَّرُوريَّة واستبدال الُمعدَّات الموجُودة فيه بمُعدَّات مُتطوِّرة وجديدة من أجل رفع مُستوى المقراب الفضائي بالإضافة إلى ذلك فقد قاموا بوضع أدواتٍ جديدة له. بعد الانتهاء من المهمَّة يوضع المرصد في مدارٍ فضائي أعلى من مداره السابق لتجنُّب التَّدهوُر المداري الذي قد يحدُث من مُقاومة المائع الجوِّي.

### بعثة الخدمة 1

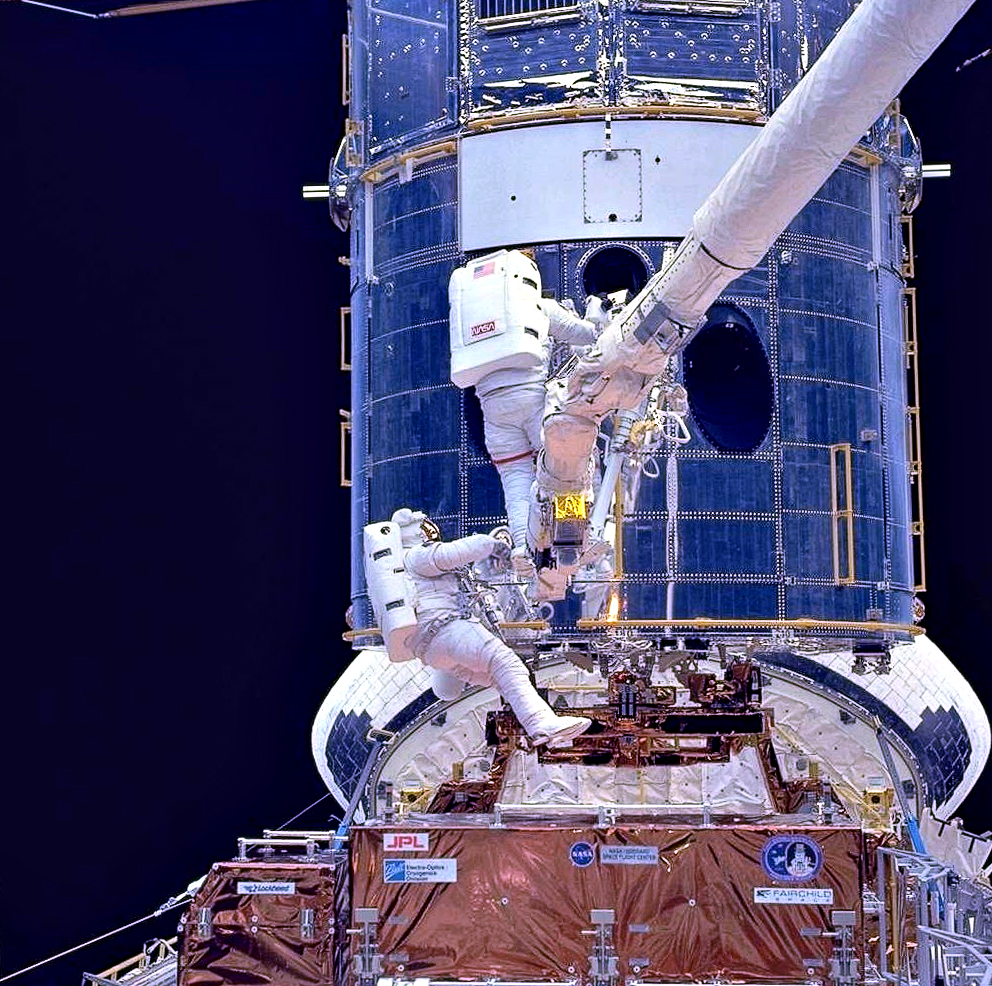
رائدا الفضَاء موسغريف وهوفمان وهُما يضَعَانِ البَدِيل التَّصحِيحِي البَصَري خِلال البِعثَة الأُولى.

بعد اكتشاف مُشكلة الانحراف الكروي في المرآة احتلَّت بعثة الإصلاح الأُولى للمقراب أهمية كبيرة حيثُ قام رُوَّاد الفضاء بعملٍ كبير لتثبيت المصحِّحات البصريَّة. لقد دُرِّب سبعة من رُوَّاد الفضاء لهذه البعثة على مئة أداة مُتخصِّصة في الأَرض قبل الانطلاق من أجل إصلاح المقراب في المدار الخارجي.

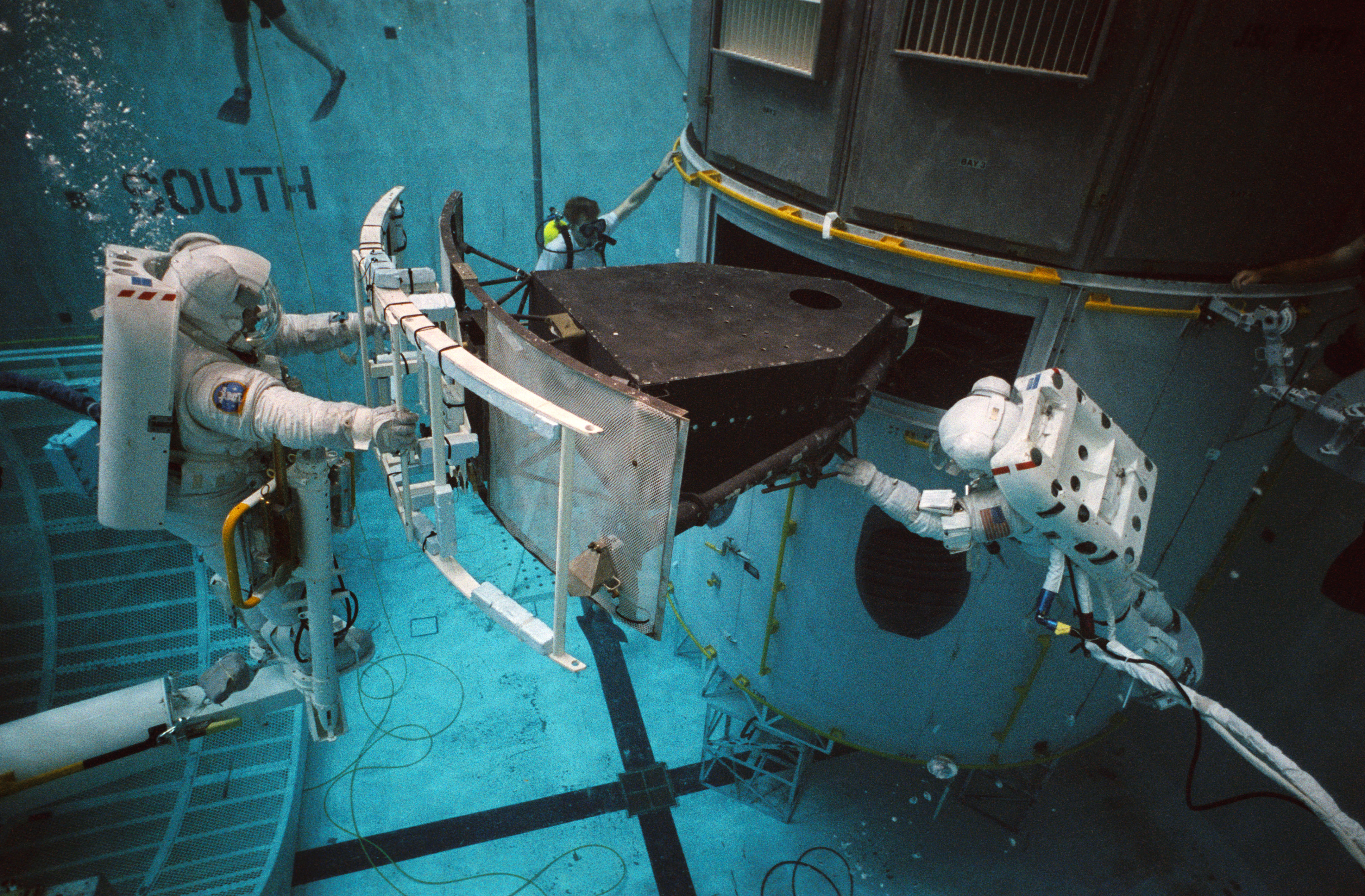
ثلاثة من روَّاد الفضاء وهُم يتَدرَّبُون على إصلاِح الكَامِيرا الكَوكَبيَّة واسِعَة المجَال بنسَخةٍ شَبيهةٍ لمرصَدِ هابل داخِل حَوضٍ من المَاء. 5 مايو 1993

في ديسمبر 1993 أُطلق مكوك الفضاء إنديفُور حاملًا معهُ سبعة من روَّاد الفضاء في البعثة الأولى، وسُميت ببعثة الخدمة 1 (SM1) للقيام بعمليَّة الإصلاح، التي استمرَّت مع إضافة المُعدَّات الجديدة لأكثر من عشرةِ أيَّام.
استُبدل المضواء عالي السُّرعة (HSP) بالبديل التَّصحيحي البصري والمحوري (COSTAR) كما استُبدلت الكاميرا الكوكبيَّة واسعة المجال (WFPC) بالكاميرا الكوكبيَّة واسعة المجال 2 (WFPC2) التي احتوت على نظام تصحيحي بصري داخلي. استُبدل كذلك لوحين من ألواح الخلايا الشَّمسيَّة التي كانت على شكل أنابيب زرقاء مع النواقل الإلكترونيَّة، ويمتلكُ كل لوح غطاء من الخلايا الشَّمسيَّة التي تُحوِّل طاقة الشَّمس إلى كهرباء بقُدرة 2800 واط. طول اللَّوحان 8×40 قدم وقد صُمَّم هذان اللوحان بحيث يُمكن طيِّهما من قِبلِ روَّاد الفضاء أثناء العمل عليه  واستُبدلت المداور الأربعة وتتميَّز المداور بأنَّها أدوات لتحديد الاتِّجاه. كذلك تم تغيير وحدتين كهربائيتين، بالإضافة إلى مكونات كهربائية أخرى ومقياسَي مغناطيسية. إضافًة إلى كل تلك الأشياء فقد رُقِّيَ الحاسُوبين الموجودين على متن المقراب بمُعالجات مُساعدة (Coprocessor). وهكذا أصبح المقراب أقوى من ذي قبل. في 9 ديسمبر من نفس العام انتهى رُوَّاد الفضاء من مهمَّتهم.
أعلنت ناسا في 13 يناير 1994 عن نجاح بعثتها، وكانت أُولى الصُّور المُرسلة أكثر وضُوحًا ودقَّة من ذي قبل. كانت هذه البعثة في ذلك الوقت من أكثر البعثات تعقيدًا بسبب النشاط خارج المركبة الفضائية، والذي أجري خمس مرَّات على فترات مطولة للقيام بإصلاحات المرصد في المدار الجوِّي للأرض. كان للنَّجاح الكبير للبعثة إيجابياته لوكالة الفضاء الأمريكية ورُوَّادها مع تطويره ليُصبح أقوى ممَّا كان عليه.

### بعثة الخدمة 2
انطلقت البعثةُ الثَّانية في فبراير 1997 على متن مكُوك الفضاء ديسكفري لاستبدال كُلًّا من: محلِّل غُودارد الطَّيفي عالي الدِّقَّة (GHRS)، المُحلِّل الطَّيفي للأجسام الخافتة (FOS) حيث وضع مكانهما المحلل الطيفي التصويري للمقراب الفضائي (STIS) وكاميرا المجال القريب من تحت الأحمر والمطياف متعدد الأجسام (NICMOS)، بالإضافة إلى استبدال مسجِّلات علمية وهندسيَّة بمسجِّل الحالة الصلبة، كما أُصلح العازل الحراري. يحتوي (NICMOS) على مشتت حراري مصنُوع من النيتروجين الصلب للحدِّ من الضوضاء الحراريَّة، ولكن بعد فترة وجيزة من وضعه ظهر تمدُّدً حراري غير مُتوقَّع في جزءٍ من المُشتِّت الحراري ممَّا تسبَّب في مُلامسة الحاجز البصري، وقد أدَّى ذلك إلى زيادة درجة الحرارة للجهاز وتقليل العُمر المُتوقَّع لهذا الجهاز من 4.5 سنوات إلى سنتين.

### بعثة الخدمة 3A
انطلقت البعثة الثَّالثة في ديسمبر 1999 على متن مكُوك الفضاء ديسكفري، وقد قُسَّمت هذه البعثة إلى بعثتين هما 3B و3A بسبب تعطُّل ثلاثة من الجيروسكوبات الستَّة التي كانت على المرصد، بينما تعطَّل الجيروسكوب الرَّابع قبل الانطلاق للبعثة الثالثة ببضعة أسابيع، وهذا العُطل قد جعل المقراب غير قادرٍ على القيام بدوره في الرصد العلمي. في هذه البعثة تمَّ تغيير جميع الجيروسكوبات الستَّة واستُبدلت بحسَّاسات التَّوجيه الدَّقيق وثُبِّت في الحاسُوب مُعدَّات تحسين للتحكم في التيار الكهربائي Voltage Improvement Kit ـ (VIK) لمنع البطَّارية من أن تُشحن بشكلٍ زائدٍ عن حاجتها. بالإضافة إلى ذلك فقد استُبدلت في هذه البعثة أغطية العزل الحراري.
استُبدل الحاسُوب الفضائي DF-224 بحاسوبٍ جديد هو أسرع في عمله بعشرين مرَّة عن السَّابق ويحتوي على ذاكرةٍ هي ستُّ مرَّات أكبرُ ممَّا كانت عليه. زاد كل ذلك من إنتاجيَّة القيام بالمزيد من الأوامر المُرسلة من الأرض إلى المركبة الفضائيَّة، من خلال السَّماح باستخدام لُغات برمجيَّة حديثة وهذا الشَّيء قد وفَّر الوقت والمال.

### بعثة الخدمة 3B
انطلقت بعثة الخدمة 3B عن طريق مكُوك الفضاء كُولُومبيا في مارس 2002. وُضعت في هذه البعثة أجهزة جديدة للمقراب. استُبدلت كاميرا الأجسام الخافتة (FOC) والتي كانت آخر الأجهزة الأوَّليَّة الموجودة مُنذُ البداية على المقراب باستثناء حسَّاسات التَّوجيه الدَّقيق) بالكاميرا الاستقصائيَّة المُتقدِّمة Advanced Camera for Surveys ـ (ACS) وكان هذا الجهاز هُو أوَّل الأجهزة العلميَّة التي تمَّ وضعُها مُنذُ عام 1997. بسبب وضعه لم يعُد لمُصحّح البديل البصري أيَّةُ أهميَّة بعد ذلك حيثُ أنَّ جميع الأجهزة الموجُودة فيه قد احتوت بداخلها على مُصحِّحات للانحراف الكروي الموجُود في المرآة الرَّئيسيَّة. طُوِّرت في هذه المهمَّة كاميرا المجال القريب من تحت الأحمر والمطياف متعدد الأجسام (NICMOS) وذلك بإضافة مُبرِّد مُغلق الدورة Closed Cycle Cooler . استبدلت الألواح الشَّمسيَّة للمرَّة الثانية في هذه البعثة مُشكِّلة بذلك زيادة في طاقة المقراب بنسبة 30٪.

### بعثة الخدمة 4
كان من المُقرَّر انطلاق البعثة في فبراير 2005، ولكن أدى وقوع كارثة مكوك الفضاء كولومبيا الذي تحطَّم أثناء دخُوله الغلاف الجوِّي قبل 16 دقيقة من هبُوطه على سطح الأرض فوق تكساس ولويزيانا في عام 2003 إلى تأجيل البعثة وتسبَّب بضررٍ بالغ في برنامجِ هابل الفضائي. قرَّر مُديرُ ناسا شون تشارلز أوكيف في ذلك الوقت أنَّ جميع الرَّحلات الفضائية المُستقبليَّة لابُدَّ لها أن تصل إلى الملاذ الآمن في محطة الفضاء الدولية في حال ظهُورِ مشاكل في المركبة الفضائيَّة أثناء الطيران. بعد هذا الحدث أُلغيت بعثات الخدمات لمرصد هابل ومحطَّة الفضاء الدُّوليَّة بسبب عدم وُجُود مركبة فضائيَّة. هُوجِمَ هذا القرار من قبل العديد من عُلماء الفلك الذين شعرُوا أن مقرابُ هابل له من الأهميَّة الكبيرة بحيث أنه يستحقُّ المُخاطرة البشريَّة. كما أعلن أن خليفةُ مقراب هابل المُستقبلي هو مقراب جيمس ويب الفضائي، والذي من المتوقع إطلاقه على أقلِّ تقدير في عام 2018. شكّلت الفجوة في عدم القُدرة على مُراقبة الفضاء والتي ستكُون بين إيقاف تشغيل مقراب هابل وتكليف خليفته مقراب جيمس ويب الفضائي مصدرَ قلق كبير لكثيرٍٍ من عُلماءِ الفلك، نظًرًا لأهميَّة مقراب هابل العلميَّة. هُناك مخاوف وقلق لدى عُلمَاء الفلك في أنَّ JWST لن يكون في مدار أرضي منخفض ولذلك لن يكُون من السَّهلِ على رُوَّادِ الفضاء إضافة الأجهزة أو القيام بالإصلاحات اللَّازمة في المُستقبل في حال احتاج إلى ذلك، ومن جانبٍ آخر شعر العديد من عُلماء الفلك أنَّه لا يجب تقليل ميزانيَّة الصِّيانة لمقراب هابل على حساب تكلفة بناء مقراب جيمس ويب الفضائي.

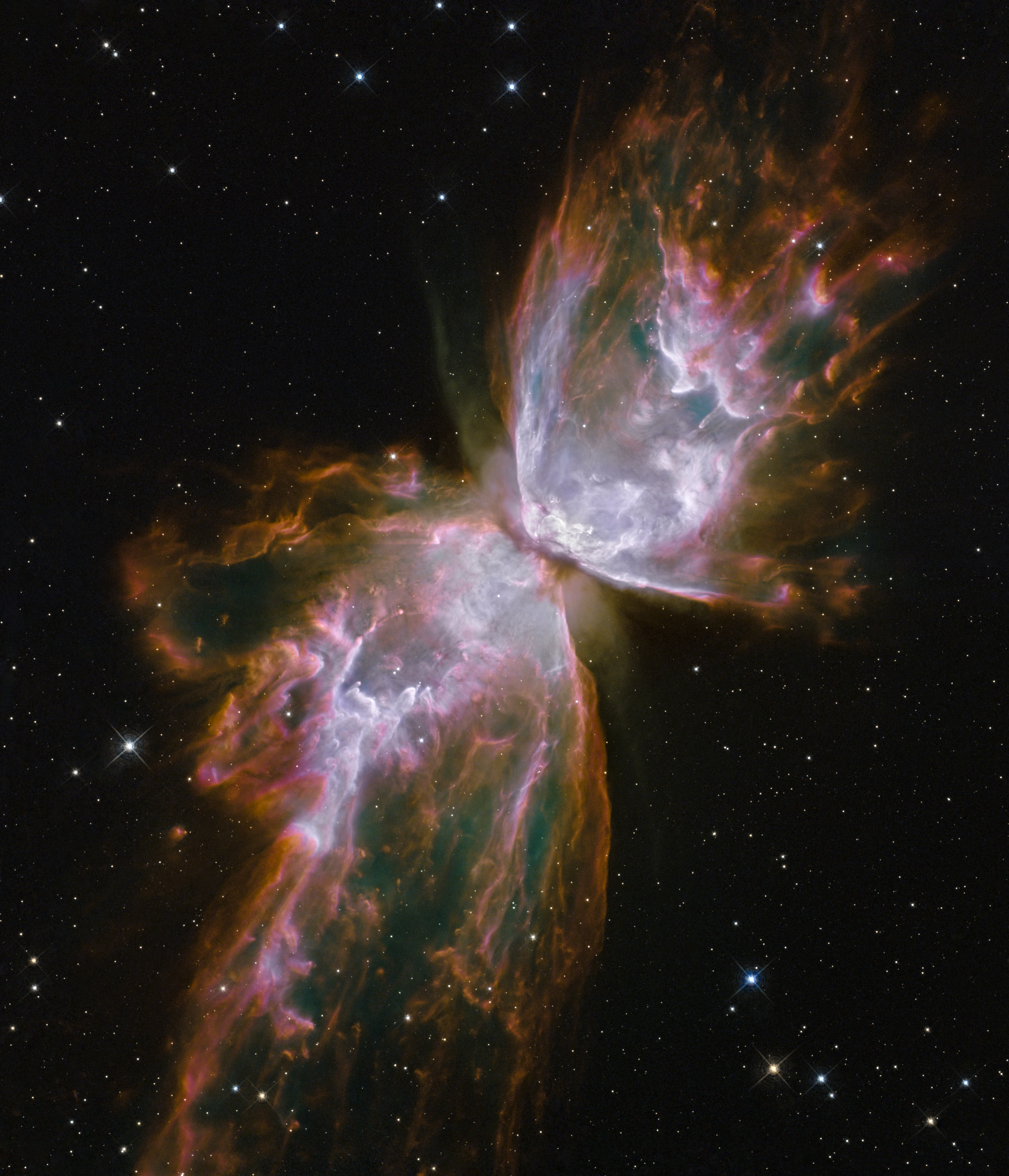
بعد وضعِ الكاميرا واسعة المجال 3 WFC3 في المهمَّةِ الرَّابعَة التُقِطت صُورة سدِيم الفَرَاشَة.

في عام 2004 قال شون تشارلز أوكيف أنه سُيفكِّرُ في مراجعة قراره بإلغاء مهمة الصيانة الأخيرة بسبب غضب الشَّعب العارم وكذلك بطََلبٍ من الكونغرس الأمريكي. عقدت الأكاديمية الوطنية للعلوم لجنة رسميَّة في يوليو 2004 وفيها تقرَّر أنَّه يجب الحفاظ على مقراب هابل الفضائي حتَّى مع وُجود المخاطر. ذُكر في التَّقرير «أنه لا يجب على ناسا اتِّخاذ أي عملٍ من شأنه أن يَحُول من إرسال بعثات الخدمات لمقراب هابل عن طريق مكُوك الفضاء». في شهر أُغسطس من نفس السَّنة طلب أُوكيف من مركز غودارد لرحلات الفضاء إعداد اقتراح مُفصَّل لمهام الخدمة الرُوبُوتيَّة ولكن هذا الاقتراح أُلغيَ في وقتٍ لاحق ووُصفت هذه المهمَّة بأنها «غيرِ مُجدية». في نهاية عام 2004 قام العديد من أعضاء الكونغرس الأمريكي برئاسة باربرا مايكولسكي (من ضمنها آلاف الرَّسائل التي كتبها طُلَّأب المدارس من أنحاء البلد) يطلبون من إدارة الرئيس الأمريكي في ذلك الوقت جورج بوش وناسا بإعادة النَّظر في قرارِ إسقاط هابل ووضع خُططٍ لإنقاذه.
في أبريل 2005 قال أحدُ المرشَّحين لرئاسة وكالة ناسا للفضاء والذي يحملُ معهُ شهادة في الهندسة الفضائيَّة مايكل دوغلاس غريفين أنه سيُفكَّر في إرسال مهمَّةٍ فضائيَّة مأهُولة للمقراب. وقد تحقَّق ذلك بعد فترةٍ وجيزةٍ من تعيينه مُديرًا للوكالة خوَّل مركز غودارد لرحلات الفضاء البدء بالتَّحضيرات اللَّازمة للقيام بمهمَّةٍ فضائيَّة مأهُولة لصيانة مرصد هابل ومن هذه المهمَّة سيُحدِّد قراره النِّهائي بشأن المرصد. في أكتُوبر 2006 أعطى مايكل الضَّوء الأخضر للانطلاق وتقرَّر موعد الإطلاق في أكتوبر 2008 بواسطة مكُوك الفضاء أتلانتيس وستستمرُّ البعثة لمُدَّة 11 يومًا. في شهر سبتمبر وقبل شهرٍ من الإطلاق تعطَّلت وحدة مُعالجة البيانات الرَّئيسيَّة لهابل وتوقَّفت جميع البيانات والتَّقارير العلميَّة إلى أن أُحضرت النُّسخ الاحتياطيَّة عن طريق الإنترنت في الخامس والعشرين من شهر أكتوبر عام 2008. هذه الوحدة تساعد على قيادة الأجهزة العلميَّة والتَّحكُم بتحرك البيانات داخل المقراب. بسبب العُطل في وحدة مُعالجة البيانات الرَّئيسيَّة والذي جعل من مقراب هابل مقرابًا لا يُمكنُ الاستفادة منه تأجَّلت المهمَّة إلى أن يجد العُلماء بديلًا لوحدة المُعالجات الرَّئيسيَّة.
كانت بعثة الخدمة الرَّابعة وهي مهمة الإصلاح الخامسة والتي انطلقت بواسطة مكُوك الفضاء أتلانتيس في عام 2009 هي آخر الرَّحلات الفضائيَّة لمقراب هابل. في هذه المهمَّة استُبدلت وحدة مُعالجة البيانات الرَّئيسيَّة، أُصلحت أنظمة المحلِّل الطَّيفي التصويري للمقراب الفضائي (STIS)، الكاميرا الاستقصائيَّة المُتقدِّمة (ACS) وعدد من الأنظمة الأخرى ووضعُت بطَّاريَّات مُتطوِّرة من النَّيكل والهيدرُوجين. في هذه المهمَّة أيضًا وُضعت أجهزة جديدة، فقد استُبدلت الكامير الكوكبيَّة واسعة المجال 2 بأُخرى مُتطوِّرة وهي الكامير واسعة المجال 3 (WFC3) وجهاز المحلل الطيفي للأصول الكونية (COS) الذي يتميَّز بوجُود قناتين بداخله، الأولى من أجل فحص الضَّوء فوق البنفسجي البعيد بينما القناة الثانية هي من أجل فحص الضَّوء فوق البنفسجي القريب. وكذلك أعادوا تجديد حسَّاسات التَّوجيه الدَّقيق وأضافُوا ألواح عزل جديدة في الأَماكن التي تحطَّمت فيها أغطية هابل. وُضعت أنظمة التحام فضائية، والتي ستُمكِّن المقراب في الُمستقبل بالتَّخلُّص الآمن إمَّا عن طريق طاقم من رُوَّاد الفضاء أو بالطَّريقة الروبوتيَّة. أُنجز العمل في بعثة الخدمة الرَّابعة وبدأ المقراب يعمل بكفاءةٍ وطاقةٍ كاملة. بقي المقراب على ما هُو عليه في عام 2015.

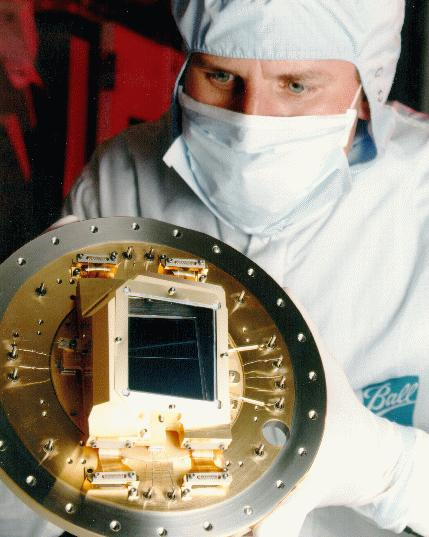
فنِّي وهُو مُمسكٌ بجهاز اقتران الشُّحنة (CCD)
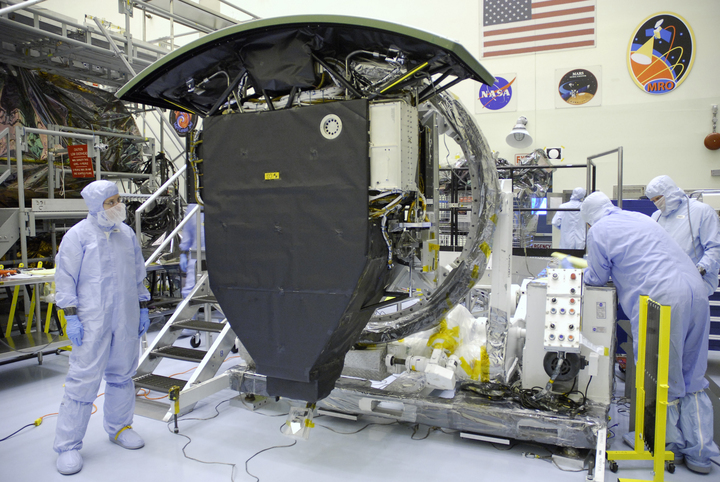
فنَّيُّون وهُم يُعاينُون الكاميرا واسِعَة المجال 3 وهي موضوعة بشكلٍ عمُودي (WFC3)
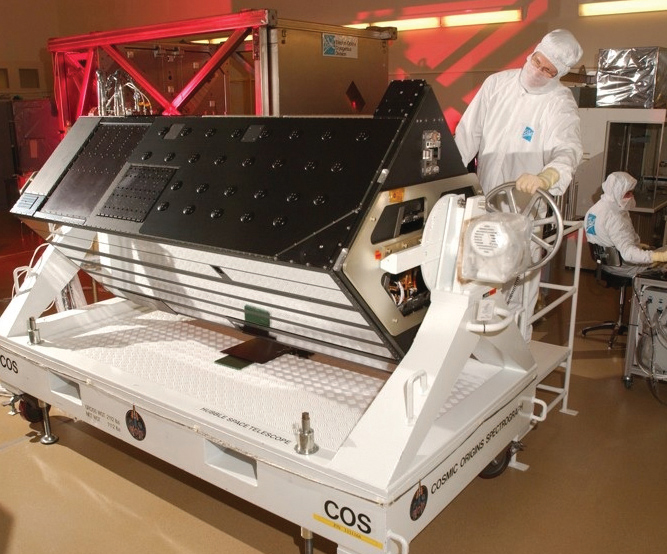
المحلِّل الطَّيفي للأُصولِ الكَونِيَّة (COS)

## المشاريع الكُبرى

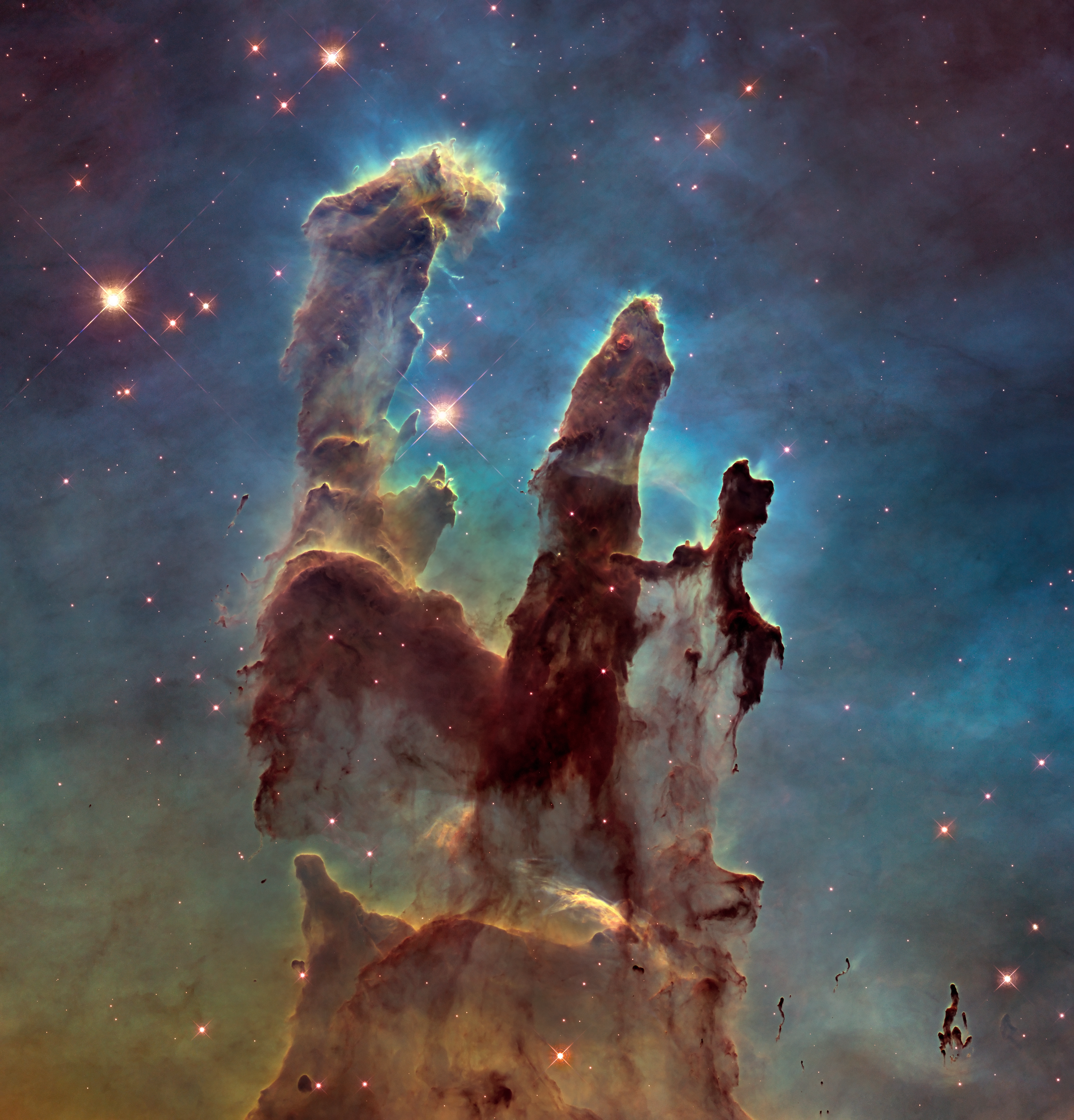
إحدى الصُّور المشهُورة التي التقطها مقراب هابل والتي تُدعَى أعمدة النَّشأة تظهرُ فيها نُجُومًا تكوَّنت في العنقُود النَّجمي المفتُوح سديم النَّسر.

مُنذُ أن بدأ برنامجُ هابل نُفِّذت العديد من المشاريع البحثيَّة، البعضُ منها باستخدام مقراب هابل وحده، والأُخرى بالتنسيق بين عدة مرافق مثل مرصد تشاندرا الفضائي للأشعة السينية، المرصد الأوروبي الجنوبي والمقاريب العظيمة. بالرُّغم من قُرب نهاية عمر مقراب هابل إلَّا أنَّه لا تزالُ هناك مشاريع كبيرة مُقرَّرة له ومن الأمثلة على ذلك برنامج الحُقُول المحدُودة Frontier Fields program. وهذا المشرُوع مستوحى من نتائج المُراقبة العميقة التي قام بها هابل للعُنقُود المجرِّي Abell 1689.

### المجمع الكوني لدراسة خارج المجرة العميق في مجال تحت الأحمر القريب
نُشر خبرٌ صحفي في أغسطُس 2013 أُشير فيه أنَّ المجمع الكوني لدراسة خارج المجرة العميق في مجال تحت الأحمر القريب Cosmic Assembly Near-infrared Deep Extragalactic Legacy Survey ـ (CANDELS) هو «أكبر مشرُوع في تاريخ مقراب هابل». تهدُف هذه الدِّراسة إلى استكشاف تطوُّر المجرَّات في بداية الكون ومعرفة الأُصُول الأُولى لبُنية الكون في أقلِّ من مليار سنة بعد الانفجار الكبير. وصف موقع مشرُوع CANDELS أهداف الدِّراسة الاستقصائيَّة ما يلي:
 إنَّ المجمع الكوني لدراسة خارج المجرة العميق في مجال تحت الأحمر القريب مُصمَّم لتوثيق الثُّلث الأوَّل لتطوُّر المجرَّة من z = 8 إلى 1.5 عبر التَّصوير العميق لأكثر من 250.000 مجرَّة عن طريق الكاميرا واسعة المجال 3 WFC3/IR والكاميرا الاستقصائيَّة المُتقدِّمة. كذلك فإنَّه سيبحث عن أول نوع Ia SNe ما وراء z> 1.5، ووصف دقَّتها كشُمُوع قياسيَّة لعلم الكون. أُختيرت خمسُ مناطق رئيسيَّة مُتعدِّدة الطُّول الموجي في الفضاء، كُلُّ منطقة لديها بيانات مُتعدَّدة الطُّول الموجي مثل مقراب سبيتزر الفضائي ومُنشآت أُخرى لديها تحليل طيفي للمجرَّات الأكثر إشراقًا. استخدام المناطق الخمسة واسعة الحُقُول تُخفِّف من التَّباين الكوني ولديها عائدات إحصائيَّات قويَّة وعيِّنات كاملة من المجرَّات وصُولًا إلى 109 كُتلة شمسيَّة إلى خارج z ~ 8 

### برنامج الحقول المحدودة

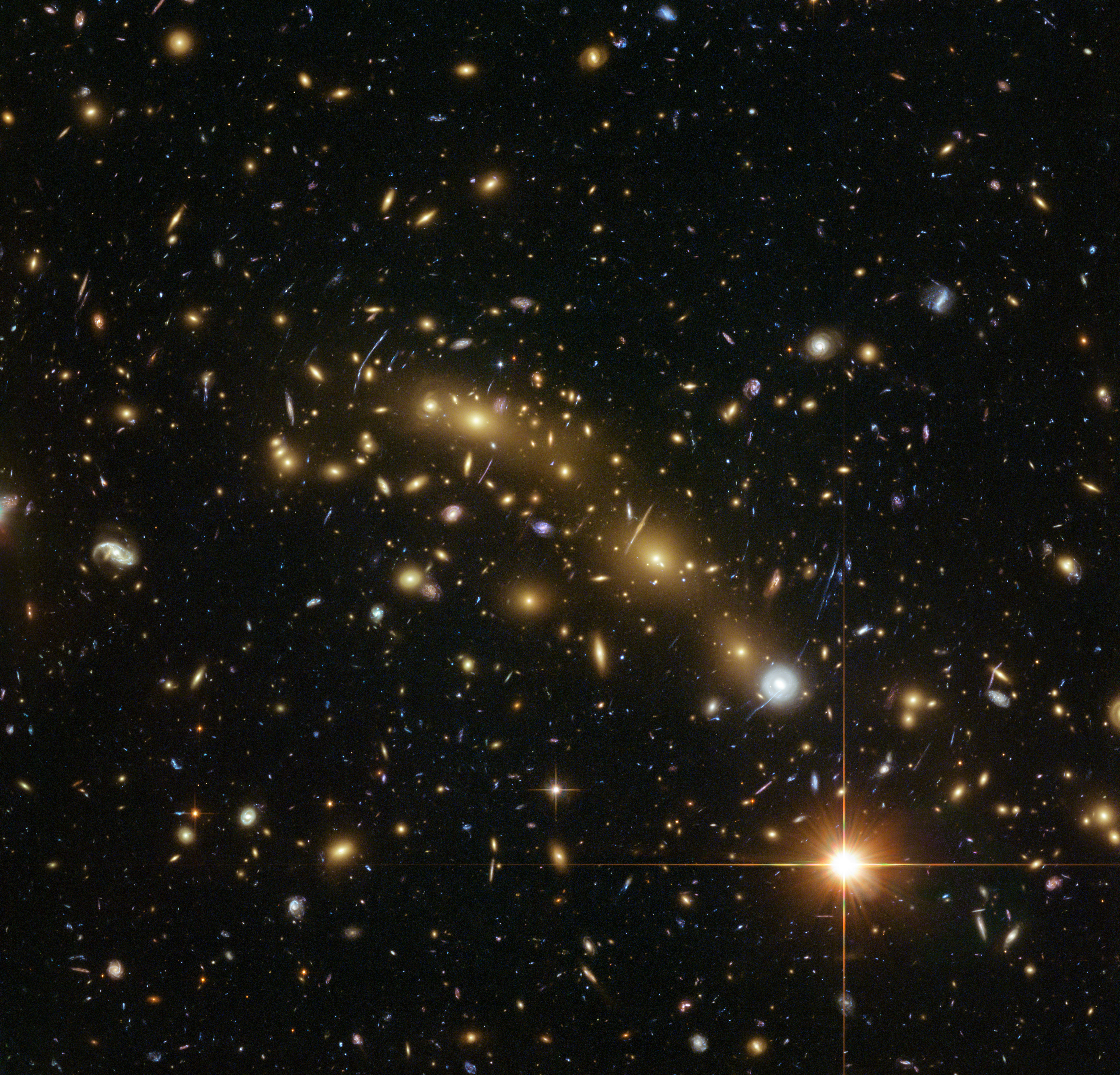
درس برنامج الحُقُول المحدُودة العنقُود المَجرِّي MACS J0416.1-2403

سمِّي هذا البرنامج رسميًّا بحقل هابل العميق 2012 وكان الهدفُ منه تعزيز المعلُومات المبكِّرة في كيفيَّة تشكُّل وتطوُّر المجرَّات عن طريق دراسة المجرَّات عالية الانزياح الأحمر في حقل هابل العميق بمُساعدة عدسة الجاذبيَّة لرُؤية أخفت المجرَّات الباهتة في الكون البعيد.
وصف موقع حقل هابل العميق الأهداف لهذا البرنامج بما يلي:
- للكشف عن الأماكن التي لا يُمكن الوُصُول إليها حتى الآن z = 5–10 من المجرَّات التي تكون أكثر خفوتًا بـ 10 إلى 50 ضُعفًا.
- لترسيخ فهمنا للكُتلة النَّجميَّة وتاريخ تكوين النجوم.
- لتوفير أول إحصائيَّة ووصف مورفولوجي لكيفيَّة تكوين النُّجُوم للمجرَّات عند z> 5.
- للبحث عن المجرَّات الممتدَّة عن طريق العنقود المجري والذي يكون عند z> 8 لمعرفة البنية الدَّاخلية لها وتضخيمها بما فيه الكفاية باستخدام العنقود المجري من أجل تتبع المطيافية.[111]

## الاستخدام العام

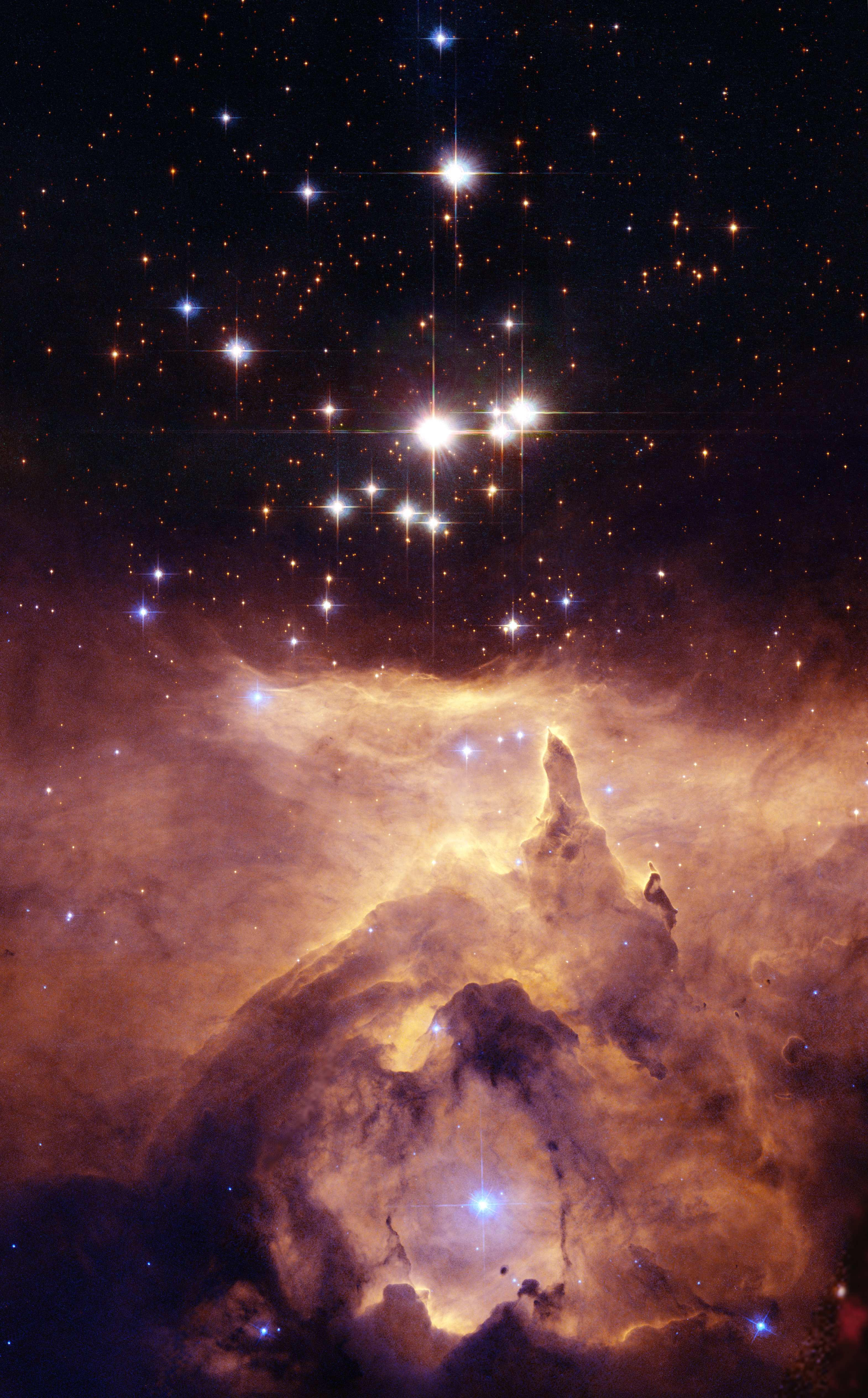
التجمع النجمي المفتوح Pismis 24 مع سديم NGC 6357

يُمكن لأي شخص التَّقَدم بطلبٍ للحصول على وقتٍ لاستخدام مقراب هابل، لأنَّهُ لا تُوجد أيَّةُ قُيود على أيَّةُ جنسية أو انتماء أكاديمي مُعيَّن، ولكن التمويل من أجل التحليل مُحدَّد فقط للمؤسسَّات التابعة للولايات المتَّحدة الأمريكيَّة. إنَّ التَّنافس على استخدام المقراب كبير وإنَّ خُمس الطلبات المُقدَّمة لكل دورة مُرتَّبة ضمن جدول زمني.
يكون التقدَّم بشكلٍ سنوي بحيث تُصنَّف الطلبات إلى «مُراقب عام» وهي الطَّلبات الشَّائعة والتي يستطيع فيها المُراقب تغطية الرصد الروتيني التي سيراها باستخدام المقراب. بينما «اللَّقطة الفوتوغرافيَّة» هي من الطَّلبات التي تتطلب 45 دقيقة أو أقل من وقت المقراب لأخذ صُورة فوتوغرافيَّة عن طريقه. يستخدم وقت «اللقطة الفوتوغرافيَّة» لملء الثغرات في جدول المقراب التي لا يُمكنُ شغلها من قبل برامج GO العاديَّة.
يستطيعُ عُلماء الفلك استخدام مُقترحات "Target of Opportunity" والتي تكُون فيها المُراقبة الفلكيَّة مُدرجة في الجدول في حال وُجود ظاهرة فلكيَّة عابرة لفترةٍ بسيطة. بالإضافة إلى ذلك فإن 10٪ من وقت المقراب مُحدَّد لكي يُستخدم من قبل "director's discretionary" ـ (DD) وهو وقتٌ مُخصَّصٌ للمُدراء فقط. يستطيع علماء الفلك التَّقدم بطلب (DD) في أي وقتٍ في السَّنة وعادةً ما يتمُّ منحها لدراسة الظَّواهر العابرة غير المُتوقَّعة مثل المُستَعِرُ الأَعظم.

### رصد الهواة

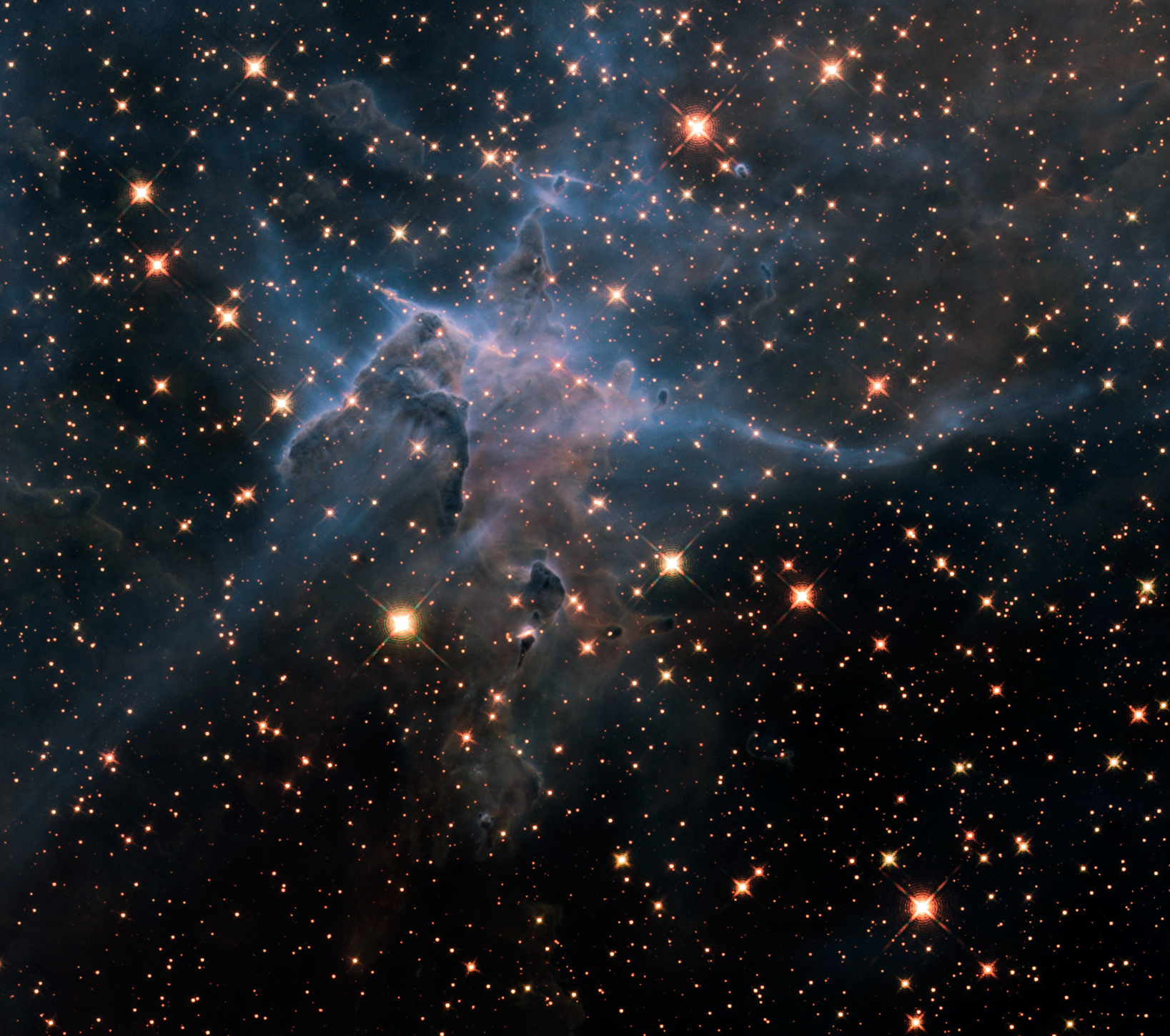
صُورة قريبة للأشعَّةِ تحتِ الحمراء التقطتها كاميرا WFC3 في مقراب هابل "للجبل الضبابي" يوضِّحُ فيه ولادة نجم سَدِيم القَاعِدَة. يُمكن مُشاهدة الكثير من النُّجُوم هُنا بسبب شفافيَّتها للحرارة

في عام 1986 أعلن ريكاردو جياكوني وهو أول مدير لمعهد مراصد علوم الفضاء (STScI) أنَّه يعتزم تكريس بعضًا من وقته المُخصَّص للمُراقبة (DD) لعُلماء الفلك الهُواة لكي يستخدمُوا المقراب. كان الوقت المُخصَّص هو بضعة ساعات في كُلِّ دورة ومع ذلك ذلك فإنَّ الهُواة من عُلماء الفلك أبدوا اهتمامًا وحماسًا كبيرين للسَّماح لهم بذلك.
تُستعرض طلبات وقت الهُواة بشكلٍ صارم من قبل لجنةٍ من عُلماء الفلك الهواة وتمنح الموافقة للطَّلبات التي لها جدارة علميَّة حقيقيَّة وفائدة وليست مُكرَّرة عن مُقترحات المحترفين، وتتطلب القُدُرات الفريدة من نوعها لمقراب هابل. مُنح ثلاثة عشر من هُواةِ الفلك الوقت المُخصَّص للملاحظة والمراقبة باستخدام مقراب هابل بين الأعوام 1990 و 1997. إحدى الدراسات هي بحث هابل للمذنبات التي تمر بمرحلة انتقالية. أُولى الطلبات هي "A Hubble Space Telescope Study of Posteclipse Brightening and Albedo Changes on Io" نُشرت فيما بعد في مجلَّة إيكاروس وهي مجلَّة مُكرَّسة لدراسات النِّظام الشَّمسي. دراسةٌ أُخرى لمجمُوعةٍ أُخرى من علماء الفلك الهواة نُشرت كذلك في مجلَّة إيكاروس. بسبب انخفاض الميزانيَّة في (STScI) فإنَّ الدَّعم الممنُوح لعلماء الفلك الهواة أصبح غير قابلٍ للاستمرار وبالتالي لم تعُد هناك برامج إضافيَّة خاصَّة لهم.

### الاحتفال بذكرى إطلاق المرصد
في 24 أبريل 2010 احتفل مقرابٌ هابل الفضائي بمرور عشرُون عامًا على إطلاقه في الفضاء. وللاحتفال بهذه المُناسبة نشرت ناسا ووكالة الفضاء الأُوروبيَّة ومعهد مراصد عُلُوم الفضاء (STScI) صُورة سديم القاعدة التي التقطها مقراب هابل.
في 24 أبريل 2015 وبمناسبة الذكرى الخامسة والعشرون نشرت (STScI) في موقع مقراب هابل الرَّسمي في الإنترنت صُورة للتجمُّع النَّجمي وسترلوند 2 وهُو يبعُد 20.000 سنة ضوئيَّة في كوكبة القاعدة. بينما قامت وكالة الفضاء الأُوروبيَّة بإنشاءِ صفحةٍ خاصَّة له في الذِّكرى الخامسة والعشرون في موقعها الرَّسمي. (http://hubble25th.org).
في 24 أبريل 2016 نشرت ناسا صورة لسديم الفقاعة للاحتفال بمرور 26 سنة على إطلاقه.

## النتائج العلمية

### المشاريع الرئيسية
في بداية العقد 1980 عقدت ناسا و (STScI) أربع لجان للنقاش بشأن المشاريع الرئيسيَّة. كانت هذه المشاريع ذات أهميَّة علميَّة كبيرة وتحتاج إلى استخدام المقراب لوقتٍ أطول من أجل الدراسة. وهذه الأوقات الطويلة من الدراسة ستضمن إنهاء الدراسة العلميَّة لهذه المشاريع في وقتٍ أبكر في حال توقف عمل مقراب هابل في وقتٍ أبكر وغير مُتوقَّع. من بين هذه المشاريع هي:
- دراسة وسط المجرَّات القريبة باستخدام خُطُوط امتصاص الكوازار Quasar Absorption Lines لتحديد خصائص وسط المجرَّات والمحتوى الغازي من المجرَّات ومجموعة أُخرى من المجرَّات.[126]
- دراسةُ عُمق وسط المجرَّات باستخدام الكاميرا واسعة المجال (WFC) لتأخذ البيانات اللَّازمة للدَّراسة في الوقت الذي يتمُّ فيه استخدام إحدى الأجهزة العلميَّة في المقراب.[127]
- مشرُوعُ تحديد ثابت هابل بنسبة خطأ 10٪ بالحد من الأخطاء الدَّاخليَّة والخَارجيَّة في مُعايرة قياس المسافة.[128]

### الاكتشافات المهمة

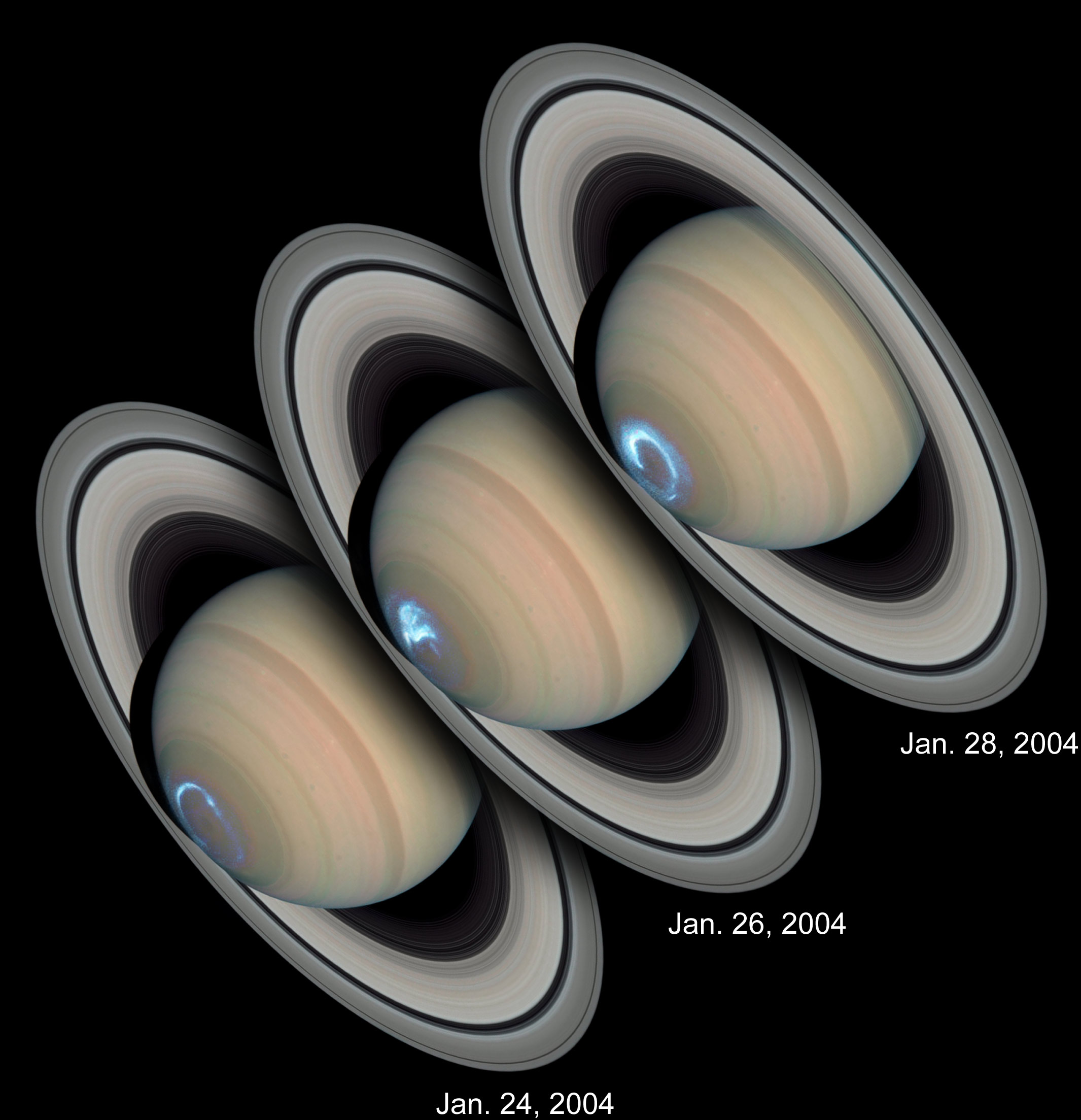
صُورة التقطها جهاز المُحلِّل الطَّيفي لصُورِ المقراب الفضائي (STIS) في مقراب هابل عام 2004 يظهر فيها مراحل الشَّفق القُطبي الجنُوبي لكوكب زُحَل لعدَّةِ أيَّام.

ساعد مقرابُ هابل حل بعض المُشكلات الفلكيَّة التي طال أمدها وكذلك تسبَّبت نتائجه في وضع نظريَّات علميَّة لشرح تلك النَّتائج. من بين الأهداف الرَّئيسيَّة المُهمَّة للمقراب هي دراسة المسافة بدَّقة أكبر لنجوم المُتغيِّر القيفاوي، وبالتَّالي الإحاطة بقيمة ثابت هابل، الذي يعبر عن قياس مُعدَّل تمدُّد الكون، والمتعلق بتحديد عمره أيضاً. قبل إطلاق مقراب هابل كانت تَّقديرات مُعدَّل الأخطاء لثابت هابل قد وصلت إلى 50٪، ولكن قياسات هابل لمُتغيِّر قيفاوي لعُنقُود العذراء المجري وعناقيد المجرَّات الأُخرى البعيدة قدَّر قيمة القياس بدقَّة ± 10٪ وهُو ما يتَّفق مع قياسات أُخرى أكثر دقَّة تقدَّم بها المقراب مُنذُ إطلاقه باستخدام التقنيَّات الأُخرى. إنَّ العمر المُقدَّر الآن للكون هو 13.7 مليار سنة؛ والذي كان يقدر ما بين 10 إلى 20 مليار سنة قبل إطلاق هابل للفضاء.
ساعد هابل في تقدير عمر الكون كما شكَّك في النَّظريَّات المُستقبليَّة حوله. استخدم عُلماء الفلك من فريق بحث High-Z Supernova ومشروع المُستَعرات العُظمى الفلكي المقاريب الأرضيَّة بالإضافة إلى مقراب هابل لمراقبة المراحل التطوريَّة الأخيرة للمُستَعِر الأعظم بعيدًا عن تأثير الجاذبيَّة، ووجدوا أن توسُّع الكون يتسارع، ولكن السبب الرَّئيسي لهذا التَّسارع لا يزالُ غير معروف؛ ولكن السبب الأكثر شيُوعًا هي الطَّاقة المُظلِمة التي تملأُ الفضاء.

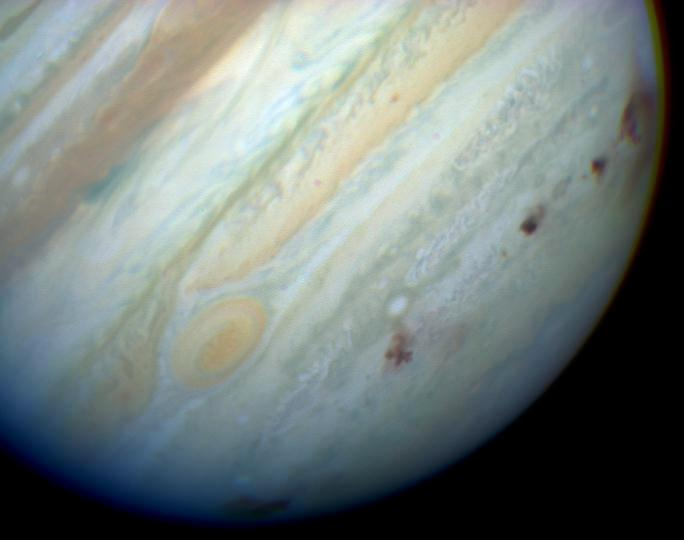
صورةٌ التقطها مقراب هابل تظهرُ فيها علامات لنُقطٍ بُنيَّة لكُويكب يُدعى Shoemaker–Levy 9 موجُودة في نصفِ الكُرَة الجنُوبي لكوكبِ المُشتري.

الصُّور عالية الدَّقَّة التي أُخذت عن طريق مقراب هابل تحتوي على أماكن مُلائمة لانتشار الثُّقُوب السَّوداء في نوى المجرَّات القريبة، في حين أنه قد كانت هُناك فرضية في بداية العقد 1960 أنَّ الثقوب السَّوداء موجُودة في بعض المجرَّات فقط. في العقد 1980 رشَّح عُلماء الفلك عددد من الثُقُوب السَّوداء وبعد العمل على مقراب هابل توضَّح لعلماء الفلك أنَّ هذه الثُّقُوب السوداء موجودة في مراكز كُلِّ المجرَّات.

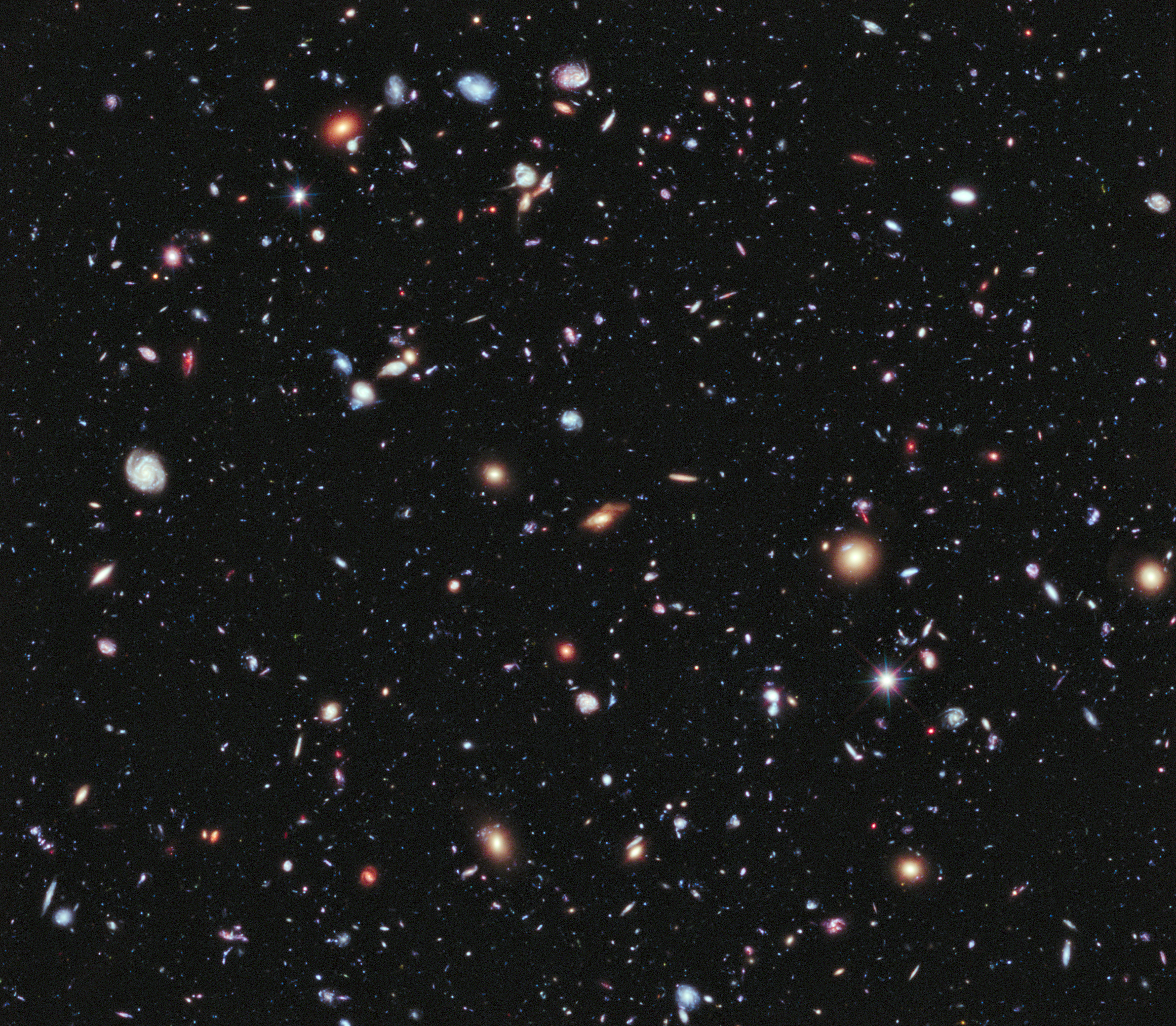
صُورةٌ عالية الدَّقَّة التقطها حقل هابل العميق الفائق يظهرُ فيها كوكبة الكُور.

من الاكتشافات الأُخرى التي أظهرها هابل هو قرص Proplyd في سديم الجَبَّار؛ وكذلك أدلَّة على وجود كواكب خارج المجموعة الشَّمسيَّة تدُور حول نُجُوم شبيهةٍ بالشَّمس؛ بينما لا تزالُ النَّظائر البصريَّة لإنفجار أشعَّةِ غَامَا لا تزالُ غامضة. كذلك استُخدم هابل لدراسة الأجسام خارج النِّظام الشَّمسي مثل الكوكبان القزمان بلوتُو وإريس.
نافذة فريدة على الكون أصبحت مُمكنة بواسطة صور حقل هابل العميق وحقل هابل العميق الفائق وحقل هابل العميق الأقصى التي استخدمت حساسية هابل التي لا مثيل لها في الأطوال الموجيَّة المرئيَّة لخلق صور من بقع في السَّماء هي أعمق ما تمَّ الحُصُول عليه في الأطوال الموجيَّة البصريَّة، لقد كشفت الصُّور عن مجرَّاتٍ تبعُد عنّا مليارات السنوات الضَّوئيَّة، وهذه قد أحدثت ثورة في الأوراق العلميَّة وإيجاد نافذة ورُؤية جديدة على بداية الكون. حسَّنت الكاميرا واسعة المجال 3 الرُّؤية لهذه الحُقُول بواسطة الأشعَّة تَّحت الحمراء والأشعَّة فوق البنفسجيَّة، كما دعَّمَت اكتشاف بعض الأجرام الأكثر بُعدًا حتى الآن مثل مجرة MACS0647-JD.
في فبراير 2006 اكتشف هابل الجُرم السَّماوي SCP 06F6. بين شهري يونيو ويوليو من عام 2012 اكتشف علماء فلك من الولايات المتَّحدة عن طريق مقراب هابل قمر خامس ولكنَّة صغير يتحرَّكُ حول الكُويكب الجليدي بلوتو.

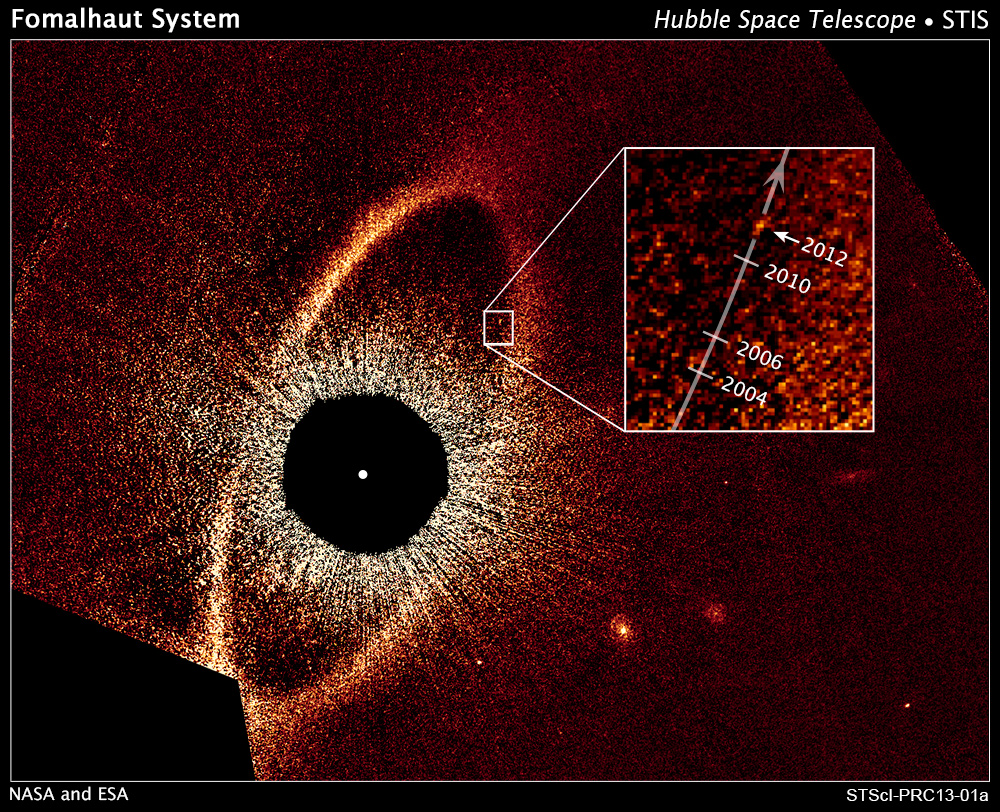
فمُ الحُوت ب - Fomalhaut b

في عام 2008 أرسل مقراب هابل صُورًا لكوكب أُطلق عليه فم الحُوت ب - Fomalhaut b، وكانت هذه المرَّة الأُولى التي يتمُّ فيها تصوير كوكب خارجِ المجمُوعةِ الشَّمسيَّة 
في مارس 2015 أعلن الباحثون أن قياسات شفق قمر غانيميد أظهرت أنه يحتوي على مُحيط تحت سطح الأرض. وجد الباحثون أنَّه باستخدام مقراب هابل لدراسة حركةُ الشَّفق لهذا القمر اتَّضح لهم أنَّ مياه المُحيط الكبير المالحة تُساعدُ في قمع التَّفاعُل بين المجال المغناطيسي لكوكب الُمشتري وغانيميد. قدَّر العُلماء عُمق المُحيط 100 كم (60 ميل) ولكنَّهُ مُحاصر تحت ساق جليدي عُمقُه 150 كم (90 ميل).
في 11 ديسمبر 2015 التقط هابل أوَّل صُورة تُنبَّأُ بظُهور المُستعر الأعظم أُطلق عليه "SN Refsdal" والتي تَّم حسابها باستخدام نماذج كُتل مُختلفة للعُنقود المجرِّي الذي شوَّهت الجاذبيَّة ضوء المُستعر الأعظم. في نوفمبر 2014 شُوهد المُستعر الأعظم خلف العُنقُود المجرِّي "MACS J1149.5+2223" وكانت هذه المُشاهدة جُزء من مشرُوع حَقل هَابل العميق. رصد علماء الفلك أربع صور منفصلة للمُستعر الأعظم في ترتيبٍ أُطلق عليه تقاطُع آينشتاين. استغرق الضَّوءُ الآتي من العُنقُود المجرِّي خمسة مليارات سنة ليصل كوكب الأرض على الرُّغم من أنَّ المستعر الأعظم قد انفجر قبل 10 مليارات سنة ماضية. الكشفُ عن "SN Refsdal" قد أَسفر كبادرةٍ فريدةٍ للعلماء لاختبار نماذجهم للكتل خاصَّة المادَّة المُظلمة التي تنتشرُ ضمن العُنقُود المجرَّي.
في مارس 2016 أعلن العلماء أنَّ هابل قد اكتشف أبعد مجرَّة حتَّى هذا التَّاريخ أُطلق عليها GN-z11. ظهرت نتائج رصد هابل في 11 فبراير 2015 و3 أبريل من نفس العام كجزء من مسح المراصد العُظمى العَمِيق والمجمع الكوني لدراسة خارج المجرة العميق في مجال تحت الأحمر القريب CANDELS/GOODS.

### التَّأثير على علم الفلك

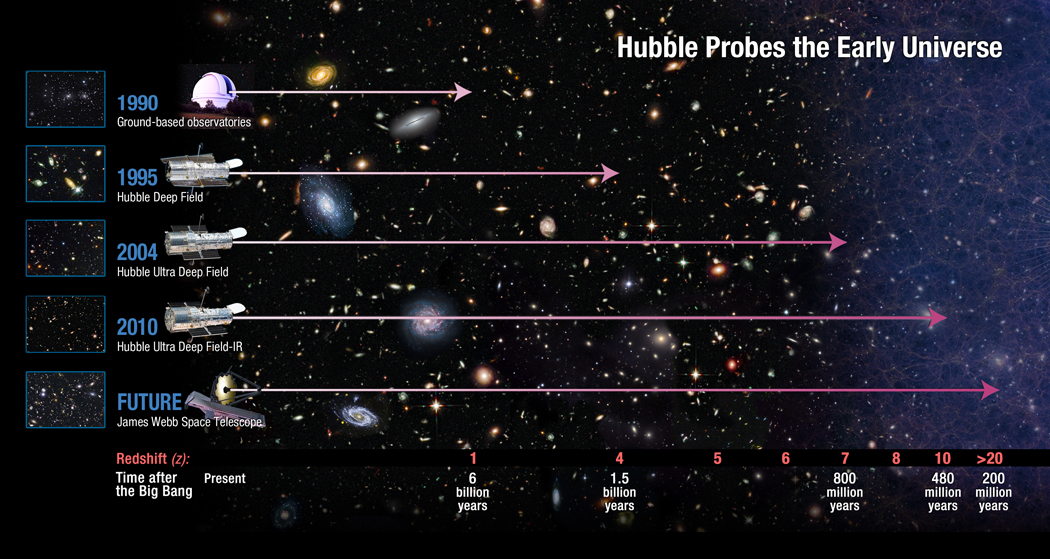
مراحلُ تطوُّر اكتشاف الكون.

أثَّرت اكتشافات مقراب هابل على علم الفلك، فقد نُشر أكثر من 9000 بحث استُنِدت الأدَّلة فيه على البيانات العلميَّة التي أعطاها هابل في مجلَّات التَّحكيم، وعدد لا يُحصى من المُناقشات العلميَّة. بعد عدَّة سنوات من نشرِ عُلماء الفلك لأُطروحاتهم العلميَّة المُتعلقة بعلم الفلك فإنَّ ثُلثُهم فقط لم يستطيعُوا الاستشهاد بأدلَّة قطعيَّة لبُحوثهم التي نشرُوها. هُناك فقط 2٪ من الاطرُوحات التي نُشرت بالاعتماد على بيانات مقراب هابل التي لم يستطع عُلماء الفلك الاستشهاد بها. الأُطرُوحات التي استُندت على بيانات هابل لديها استشهادات أكثر من البيانات التي استُندت على مصادرٍ أُخرى غير مقراب هابل. في كلِّ سنةٍ من بين 200 أُطرُوحة علميَّة تُنشر فإن 10٪ فقط منها لديها العديد من الاستشهادات العلميَّة التي اعتمدت على البيانات المُقدَّمة من مقراب هابل.
مع أنَّ مقراب هابل قد ساعد في نشر العديد من البُحوث الفلكيَّة إلَّا أنَّ تكاليفه الماليَّة قد زادت. فقد كانت هُناك دراسة حول نسبة الفوائد الفلكيَّة للمراصد الفلكيَّة مُختلفة الأحجام بينما الأُطروحات التي اعتمدت على مقراب هابل قد أنتجت 15 ضعفًا من الاستشهادات التي أعطتها المراصد الأرضيَّة والتي يبلغ قُطرُها 4م (13 قدم) مثل مرصد وليام هرشل وتكلفة هابل هي أكثر بـ 100 مرَّة من بناءٍ وصيانة.
الاختيار بين بناء المراصد الأرضيَّة والمراصد الفلكيَّة شيءٌ مُعقَّد، لأنَّه قبل إطلاق هابل للمدار كانت تقنيَّات المراصد الأرضيَّة مثل فتحة إخفاء التداخل قد أعطت صُور ضوئيَّة وصُور أشعَّة تحت حمراء عالية الوُضُوح أكثر من هابل. على الرُّغم من محدوديَّة المراصد الأرضيَّة إلَّا أنَّها قد أعطت صُور أكثر سُطُوعًا بـ 108 مرَّة من الأجسام الباهتة التي لاحظها مقراب هابل.

### هندسة الطيران والفضاء
لقد قدَّم مقراب هابل مع النتائج العلميَّة مُساهمات كبيرة في تطوّر هندسة الفضاء والطَّيران خاصَّة في أداء أنظمة الأجهزة العلميَّة أثناء وجُودها في المدار الجوِّي المُنخفض للأرض. جاءت هذه الأفكار بسبب المدَّة الطويلة التي عمل فيها مقراب هابل في المدار منذ إطلاقه وأجهزته العلميَّة واسعة النِّطاق وكذلك المعلومات التي جُمعت منه والتي أرسلها للأرض لتحليلها ودراستها من قبل العُلماء. لقد ساهم المقراب بشكلٍ خاص في دراسة سلوك وتركيب البوليمر المُدعَّم بألياف الكربون في الفضاء وكذلك التلوث البصري من الغاز المُتبقِّي وتدخُّل الإنسان في الفضاء بالإضافة إلى التَّغيرات التي قد تحصل بسبب الضَّرر الإشعاعي من الإلكترونيَّات وأجهزة الاستشعار؛ وأخيرًا التأثير طويل المدى من العزل مُتعدِّد الطبقات.

## بيانات هابل

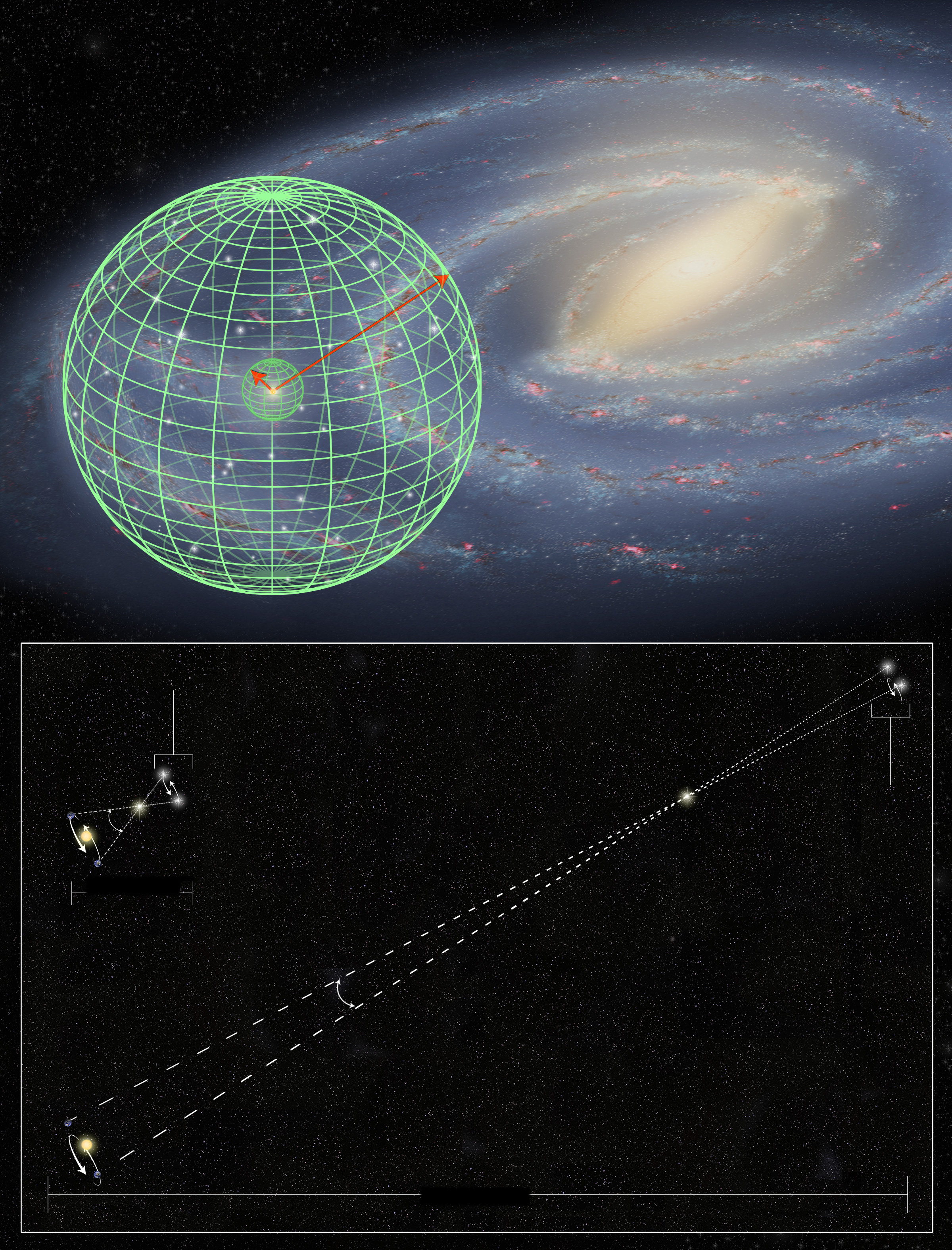
قامَ مِقراب هابل بِتَمديدِ مَسَافات قِيَاسَاته لعَشرِ مرَّات ليَصِل إلى حِسَأبِ مَسَافة دَرب التَّبَّانة.

### نقل البيانات إلى الأرض
في البداية خُزِّنت بيانات هابل في المكُوك الفضائي. بعد إطلاق المقراب كانت مرافق التَّخزين تُخزِّنُ البيانات في جهاز تسجيلٍ قديم اعتمد على بكراتِ شريطٍ مغناطيسي لتسجيل الصَّوت (كاسيت) ولكنَّها استُبدلت فيما بعد بوسائط تخزينٍ ثابتةٍ خلال بعثتا الإصلاح 2 و3A. يُرسلُ مقرابُ هابل البيانات التي رصدها مرَّتين في اليوم إلى المدار الأرضي الجُغرافي المُتزامن الذي يدورُ فيه القمر الاصطناعي ومن ثمَّ باستخدام القمر الصناعي للتَّتبُّع وترحيل البيانات العلميَّة (TDRS) إلى هوائي موجات عالي الوضُوح وهُو واحد من أصل اثنين يبلغُ قُطر دائرتُه 60 قدم (18 متر) موجُود في مرفق اختبار وايت ساندز في نيومكسيكو بالولايات المُتَّحدة. ومن ذلك المرفق تُرسل البيانات التي استُقبلت إلى مركز غودارد لرحلات الفضاء ومن ثمَّ إلى معهد عُلُوم مراصد الفضاء لأرشفة البيانات. في كلِّ أسبُوعٍ يُرسلُ هابل زهاء 140 جيجابايت من البيانات التي قام برصدها.

### الصُّور الملوَّنة
جميعُ الصُّور الآتية من هابل هي ذو تدرُّج رمادي أُحاديَّ اللَّون والسبب في ذلك هي احتواء كاميرات هابل على مجمُوعة مُتنوِّعة من المُرشَّحاتٍ الحسَّاسة لموجاتٍ مُحدَّدة للضَّوء. تُنتجُ الصُّور المُلوَّنة عن طريق الجمع بين الصُّور أُحاديَّة اللَّون المُنفصلة في المُرشحات المُختلفة وتكونُ النَّتيجة من هذه العمليَّة هي صُور بألوانٍ كاذبةٍ من ضمنها حزم التَّردُّدات للأشعَّة فوق الحمراء وتحت الحمراء. عادةً تكُونُ صُور الأشعَّة تحت الحمراء بلون أحمرٍٍ غامق بينما صُور الأشعَّة فوق البنفسجيَّة بلون أزرقٍ غامق.

### الأرشيف
جميع بيانات هابل موجودة في أرشيف ميكُولُسكي في معهد مراصد عُلوم الفضاء (STScI)، معهد هيرتسبيرغ للفيزياء الفلكيَّة ومركز علم الفلك الفضائي الأُوروبي. عادةً تكون البيانات مُمتلكة وتكُونُ مُتاحة فقط للمسؤول الرَّئيسي (Principal Investigator) وعُلماء الفلك المُعيَّنين من قبل (PI) لمُدَّة عامٍ واحد فقط من نقله. يستطيعُ المسؤول الرَّئيسي طلب تمديد مُدَّة المُلكيَّة أو تقصيرها من الشَّخص المعني في معهد مراصد عُلوم الفضاء.
جعل المُراقبون من الرصد في وقت (DD) مَعفيًا من فترة المُلكيَّة ونُشرت نتائجه بشكل فوري على الملأ وكذلك بيانات المعايرة مثل الحُقُول المُسطََّحة والأُطُر الدَّاكنة المُقتطعة. جميع البيانات المؤرشفة هي بصيغة نظام النَّقل في صُورةٍ مرنة Flexible Image Transport System ـ (FITS) وهذه الصِّيغة يستطيعُ عُلمَاء الفلك تحليلها ولكنَّها ليست للاستخدام العام. يهدفُ مشرُوع تُراث هابل في نشر بياناتٍ قليلةٍ للاستخدامِ العام مثل أكثر الصُّور لفتًا للانتباه التقطها المقراب وتكون بصيغتي JPEG وTIFF.

### التقليل من نقل البيانات

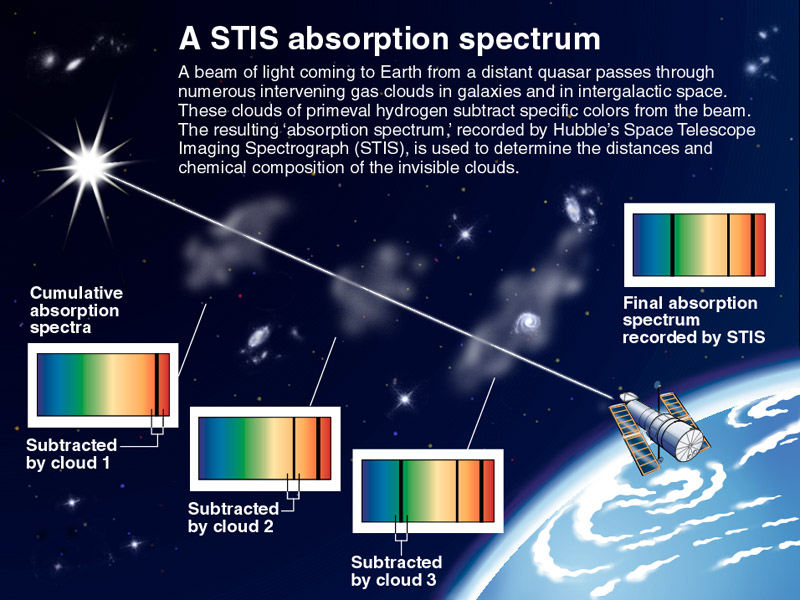
تحليل البيانَات. تعيين أنواع الجُزيئات الموجُودة في الغُبَار الكوني بين وحول المَجَرَّات عن طريقِ قِيَاس طَيف الامتِصَاص بواسطةِ مقراب هَابل الفَضَائي. ينتُجُ عن الامتصَاصِ عُنصرمُعيَّن لخَطٍ أسوَد في الطَّيف.

البيانات الفلكيَّة المأخوذة عن طريق جهاز اقتران الشُّحنة (CCD) يجب أن تخضع لعدَّة خُطُوات مُعايرة قبل أن تكون مُناسبة للتحليل الفلكي. طوَّر (STScI) برامج تقُوم بالمُعايرة التلقائيَّة حينمُا يقومُ أحدٌّ ما بطلبِ بياناتٍ من الأرشيف عن طريق استخدام أفضل الملفَّات المُتاحة المُعايرة. هذه العمليَّة السَّريعة تجعل طلب البيانات الكبيرة يأخذ مدَّة يوم كامل لتتم مُعالجتها ومن ثم استردادُها. تُسمَّى هذه العمليَّة السريعة بالتقليل من نقل البيانات "Pipeline reduction" وهي شائعة كثيرًا في المراصد الكُبرى. يستطيع عُلماء الفلك استرداد الملفَّات المُعايرة بأنفُسهم وتشغيل برامج تقليل نقل البيانات. يكون هذا مرغوب فيه حينما تكون ملفَّات المُعايرة غير تلك الملفَّات التي تمَّ اختيارُها تلقائيًّا عند الحاجة إليها.

### تحليل البيانات
يُمكن تحليل بيانات هابل باستخدام العديد من العمليَّات. لقد حافظ معهد عُلوم مراصد الفضاء على برنامج نظام تحليل بيانات علوم المراصد الفضائيَّة الذي احتوى على كل ما يحتاجُه البرنامج لتشغيل برنامج تقليل نقل البيانات على ملفَّات البيانات الخام وكذلك على العديد من أدوات مُعالجة الصُّور الفلكيَّة الأُخرى والتي صُمِّمت خصِّيصًا لمُتطلَّبات بيانات هابل. هذا البرنامج يشتغل بوحدة قياس (IRAF) وتعني (Image Reduction and Analysis Facility) وهُو برنامج مشهور لتقليل البيانات الفلكيَّة.

## الأنشطة التوعية
كانت هُناك أهميَّة دائمة لمرصد الفضاء بأن يلتقط صُور مُلفتة لخيال الجمهُور بسبب المُساهمة الكبيرة التي يقُومُ بها دافعُو الضَّرائب لبناءه وكذلك تكلُفته الماليَّة. بعد السنوات الأولى الصَّعبة التي أضرَّت بسُمعة مقراب هابل بسبب الخلل الذي أصاب المرآة سمحت بعثة الخدمة الأُولى في إعادة سُمعة هابل بعدما أنتجت البصريَّات التَّصحيحيَّة العديد من الصُّورِ المُذهلة. ساعدت مُبادرات عديدة في جعل الجمهُور على علمٍ بأنشطة مقراب هابل. في عام 2000 قام مكتب معهد مراصد عُلوم الفضاء (STScI) بتنسيق الجهُود من أجل تَّوعية الجمهُور لأهميَّة هذا المقراب وهذه التوعية لكي تضمن الولايات المتَّحدة لدافعي ضرائبها الفائدة المُترتِّبة من استثمارهم في برنامج مقراب الفضاء. لقد قام معهد مراصد علوم الفضاء بإطلقِ موقعٍ خاصٍّ بمقراب هابل وهو HubbleSite.org. برنامج إرث هابل يعمل انطلاقا من (STScI) ليُقدِّم أفضل الصور عالية الوضُوح لأكثر الأجسام المُلفتة التي لاحظها هابل. فريق برنامج إرث هابل يتكون من فلكيِّين مُحترفين وفلكيِّين هُواة بالإضافة إلى أشخاصٍ لديهم خلفية في علم الفلك. لأسبابٍ علميَّة يمنحُ هذا البرنامج وقت قليل لرصد الأجسام في الفضاء عندما لا تكُون الصُّور المُلتقطة تحتوي على موجاتٍ كافيةٍ لإنشاء صُورةٍ بالألوانِ الكاملة.

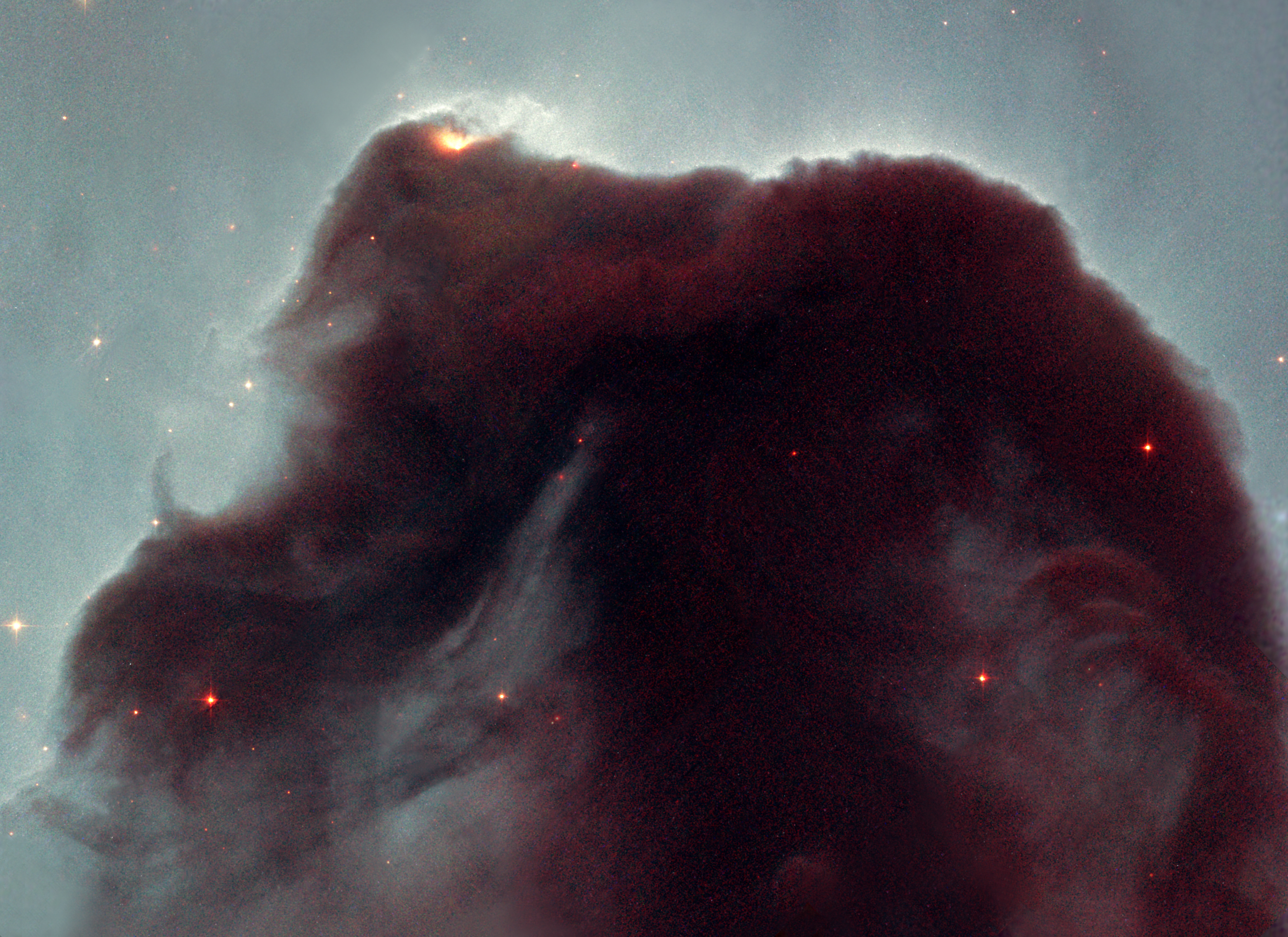
في عام 2001 أجرَت ناسا استفتاء في الإنترنت عن ما هو أكثر شيء يُريدُون أن يقُوم مقراب هابل برصده، كانت النَّتيجة لهذا الاستفتاء وبأغلبيَّة ساحقة هو اختيارهم لسديم رأس الحصان.

مُنذُ عام 1999 كانت التَّوعية للمقراب في أُورُوبَّا مُتمثلة في مكتب مركز معلومات هابل في وكالة الفضاء الأُوروبيَّة. أُنشئ هذا المكتب في مرفق التَّنسيق الأُوروبي لمقراب الفضاء في مدينة ميونيخ بألمانيا. مهمَّة (HEIC) هي تنفيذ مهام مُتعلِّقة بالتَّوعية والتَّعليمِ في وكالة الفضاء الأوروبيَّة (ESA). يتركز عمل المركز في تسليط الضَّوء على آخر الأخبار والنتائج وكذلك الصُّور المُلفتة للانتباه التي التقطها مقراب هابل. عند زيادة التَّوعية في أوروبا تزدادُ كذلك حصَّة وكالة الفضاء الأوروبيَّة لمقراب هابل (15٪) ويزداد تبرُّع العُلماء الأوروبيون للمقراب الفلكي. تُنتجُ وكالة الفضاء الأوروبيَّة مواد تعليميَّة ونشرة صوتيَّة أُطلق عليها "Hubblecast" لنشر التَّقارير العلميَّة التي نشرها عُلماء الفلك المُحترفين للمُستمعين من العامة.
في عام 2001 و2010 فاز مقراب هابل بجائزتين من جوائز إنجاز الفضاء المُقدَّمة من مؤسَّسة الفضاء للأنشطة التَّوعويَّة التي أُنجزت لأجله.

## المستقبل

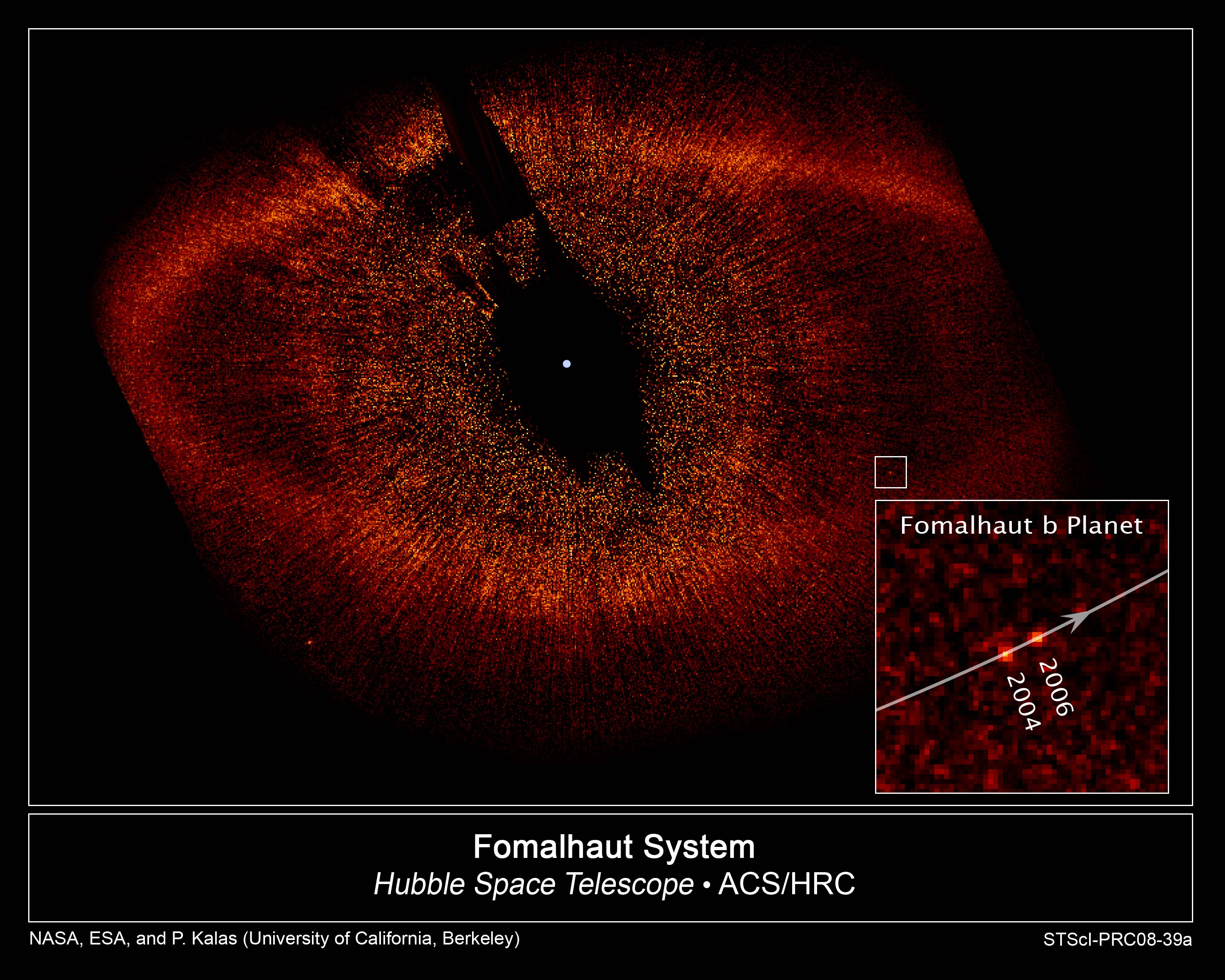
مُلاحظة هابل لنظامِ فمِ الحُوت، التُقطت هذه الصُّورة عن طريقِ الكاميرا الاستقصائِيَّة المُتقدِّمة.

### تعطُّل المعدات
استُبدلت في البعثات الماضية العديد من الأجهزة العلميَّة بأُخرى مُتطورَّة لتجنُّب الفشل وكذلك لصُنع فُروعٍ جديدةٍ للعلم، فبدون مهمَّات الإصلاح فإنَّ الأجهزة العلميَّة في المقراب ستفشل في عملها. في أغسطس 2004 تعطَّل نظام الطَّاقة في المُحلِّل الطَّيفي لصُور المقراب الفضائي مما جعله غير صالح للعمل. كانت هناك ثلاث مجموعات من الإلكترونيَّات تعمل قبل أن تتوقف في ذلك العام في حين أنَّ المجمُوعة الأُولى من الإلكترونيَّات قد توقَّفت عن العمل في مايو 2001. أُصلحت أنظمة العُطل في المهمَّة الخامسة والأخيرة في مايو 2009. في يونيو 2006 فشلت إلكترونيَّات الكاميرا الاستقصائيَّة المُتقدِّمة (ACS) وفي 27 يناير 2007 فشل مُزوِّد الطَّاقة في تشغيل الإلكترونيَّات الاحتياطيَّة الموجُودة. كانت أجهزة قناة الحاجب الشَّمسي (Solar Blind Channel) هي الوحيدة التي تعمل بسبب استخدامها للجانب الأول من الإلكترونيَّات. أُضيف مُزوِّد طاقة جديد لقناة الزاوية المُتَّسعة (Wide angle channel) في المهمَّة الأخيرة ولكن باختبارٍ سريعٍ لتجربته وجد العُلماء أنَّه لم يُساعد قناة الوضُوح العالي الموجُودة في هابل.

رسم مُتحرِّك لطريقة عملِ المدوار (gyroscope) وهٌو يُحافظُ على مِحوَرِ دَوَرَانه.

يستخدمُ مقرابُ هابل المدوار (gyroscope) لاستقراره في المدار من أجل التَّوجيه الدَّقيق والمُطرد للأهداف الفلكيَّة المُراد رصدها. في العادة يتمُّ الحاجة إلى ثلاث مداور للقيام بعملية التَّوجيه والاستقرار. من أجل تسجيل الرصد الفلكي فهو يحتاج إلى مُدوارين ولكن منطقة السَّماء التي يُمكن رصدها قد تكون مُقيَّدة إلى حدٍّ ما لذا هُنالك صُعُوبة في إجراء الرصد الدَّقيق. وضع عُلماء الفلك خطَّة طوارئ احتياطيَّة وذلك عن طريق العمل بمدوارٍ واحد فقط؛ ولكن لو فشلت جميع المداور عن العمل فإنَّ الرصد العلمي الذي يقوم به المقراب سوف يتوقف ولن يكُون مُمكنًا القيام بأيّ رصد آخر جديد. في عام 2005 تقرَّر استعمال مدوارين فقط من أجل تمديد عُمر مهمَّة المقراب وبدأوا بذلك في أغسطس 2005 بأن قامُوا بتشغيل مدوارين فقط بينما الإثنين الآخرين سيكونان في وضعية الاحتياط في حال فشل المجموعة الأولى بينما المدوارين الإثنين الأخيرين سيكونان مُتوقِّفين وغير قادرين على إجراء أي عمليَّة. في عام 2007 فشل مدوار آخر في هابل. مع نهاية بعثة الإصلاح الأخيرة تمَّ تغيير ستَّة مداور (وضع زوجين جديدين من المداور وتجديد مدوار سابق موجود مُسبقًا في المقراب) وقبل إرسال بعثة الإصلاح كانت ثلاثة مداور فقط هي التي بقيت تعمل في المرصد. حدَّد المُهندسين أنَّ السبب في فشل المداور عن العمل هو بسبب تآكل الأسلاك الكهربائيَّة التي كانت كانت توصل الطَّاقة للمُحرِّك الذي يضمُّ هواء الأكسجين المضغُوط المستخدم في توصيل السَّائل المُعلَّق السَّميك. اعتمدت المداور الجديدة التي وُضعت في المقراب بعملها عن طريق النَّيتروجين المضغوط. هذا النَّمُوذج الجديد للمدوار هو أكثر فعاليَّة في عمله من النَّمُوذج القديم الذي اعتمد على الأكسجين المضغوط.

### تدهور المدار
يدُور هابل حول الأرض في الطَّبقة العلويَّة للغلاف الجوِّي ومع مرور فترة من الزمن قد يتدهور مدارُه بسبب مُقاومة المائع وفي حال تدهور مداره ولم يتمُّ إعادة رفعه للمدار المُناسب فإنَّه سوف يدخُل غلاف الأرض بالاعتماد على تأثير الشَّمس عليه وكذلك تأثره بالغلاف الجوي العلوي. فلو هبط هابل عن مداره وتسبب في دخُولٍ غير مُنضبط لداخل الأرض فإنَّ أجزاء من المرآةِ الرَّئيسيَّة وهيكلها الدَّاعم قد تنجُو ولكن هُناك احتمالية كبيرة في أنها ستسبَّب في إصابة عددٍ من النَّاس وكذلك حُصُول وفيَّات في المكان الذي ستسقُط عليه. في عام 2013 قال نائبُ مُدير المشروع جيمس جيليتيك أنَّ مقراب هابل من المُمكن أن يصمد في عمله إلى عام 2020. بناءً على النَّشاط الشَّمسي والسُّحُب في الغلاف الجوِّي أو عدمهما فإنَّ دخُول مقراب هابل للغلاف الجوِّي الأرضي سوف يحدُث بين الأعوام 2020 و2040. في يونيو 2016 مدَّدت وكالة الفضاء الأمريكية (ناسا) مدَّة خدمة مرصد هابل إلى يونيو من عام 2021.

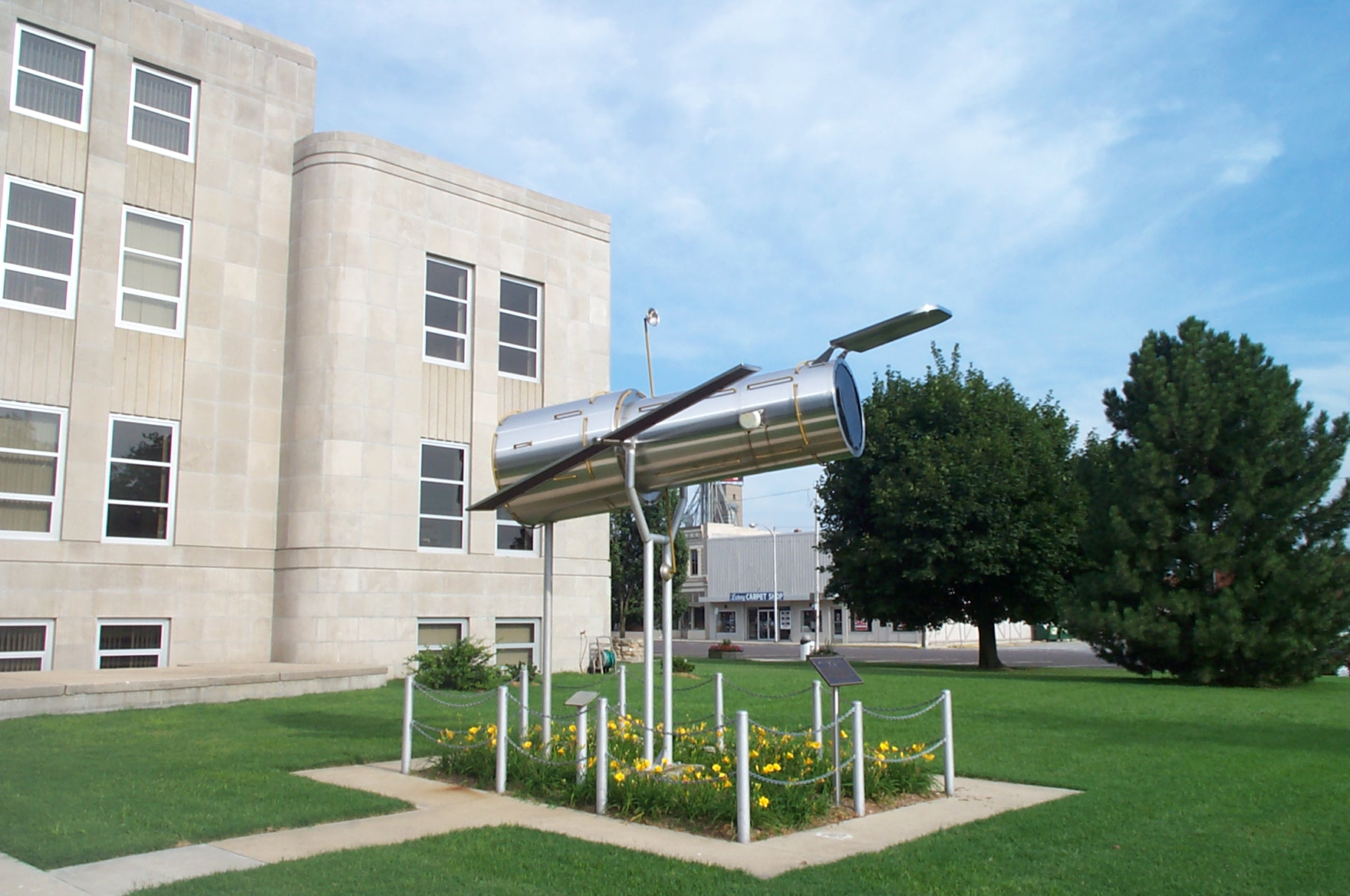
نُسخة مُصغَّرة لمرصدِ هابل الفضائي في مرشفيلد ميسوري مسقط رأس العالم الفلكي إدوين هابل.

كانت ناسا قد وضعت خُطَّة لحماية مقراب هابل واسترداده من الفضاء عند انتهاء مدة خدمته وذلك عن طريق إرسال مكُوكٍ فضائي لأخذه من مداره وفي حال حصول ذلك وتمَّ جلبه للأرض فإنّه سوف يُوضع في مؤسسة سميثسونيان ليراهُ النَّاس ولكنَّ هذا القرار لم يعُد ممكنًا بسبب تقاعُد أسطول المركبات الفضائية عن الخدمة في سنة 2011 وهُم بالتَّرتيب Discovery ثمَّ Atlantis وأخيرًا Endeavour ووضعهم تحت قائمة المركبات الفضائيَّة المتقاعدة، والسَّبب الآخر هي التَّكلُفة العالية لجلبه والخطر المُترتِّب الذي قد يُصيب طاقم رُوَّاد الفضاء أثناء جلبه. بدلًا من ذلك فكَّرت ناسا بوضع وحدة دفع خارجية على المقراب للسماح له بالدخُول المُنضبط إلى الأرض. في النِّهاية ثبَّتت ناسا على المقراب آلية الالتقاط الناعمة Soft Capture Mechanism ونظام رينديزوس Rendezvous System لإنزاله من مداره في المُستقبل إمَّا عن طريق الطَّاقم أو عن طريق رُوبوت فضائي.

### ما بعد هابل
المقرابُ الذي سيكُون خليفًا لهابل هو مقرابُ جيمس ويب الفَضَائي (بالإنجليزية: James Webb Space Telescope  ويُدعى اختصاراً  (JWST)). يتميَّز المقراب جيمس بأنَّه سيرصد في نطاقٍ أوسع من الأشعة تحت الحمراء لا يستطيع تلسكوب هابل رصدها. بإمكان تلسكوب جيمس ويب الفضائي الرصد في الأماكن الأكثر برودة وبُعدًا عن كوكب الأرض عند L2 في نُقاط لاغرانج، حيثُ يقُل التَّداخل الحراري والضَّوئي من الأرض والقمر. يتميز مقراب جيمس بأنَّه لم يُصمّم لتكون له القابلية لتغيير أجهزته في المدار مثل مقراب هابل وسوف يحوم في مدار صغير حول نقطة لاغرانج L2 بعيدا عن الأرض. إنَّ الهدف العلمي الرَّئيسي لمقراب جيمس ويب هو مُراقبة الأجسام الأكثر بُعدًا في الكون والتي لا يُمكن للأجهزة رصدُها ويتوقَّعُ العُلماء رصد نُّجُوم الانفجار العظيم والتي قُدِّر عُمرهَا 280 مليون سنة وهي أقدم من النُّجوم التي اكتشفها مقراب هابل. هذا المقراب هو شراكةٌ دُوليَّة بين ناسا، وكالة الفضاء الأُوروبيَّة ووكالة الفضاء الكنديَّة مُنذُ عام 1996، ومن المُقرَّرِ أن يُحمل إلى الفضاء في المُستقبل عن طريق صاروخ Ariane 5.

مقارنة بين مساحة مرآة جيمس ويب الفضائي (25 م²) ومساحة مرآة مقراب هابل (4.5 م²)
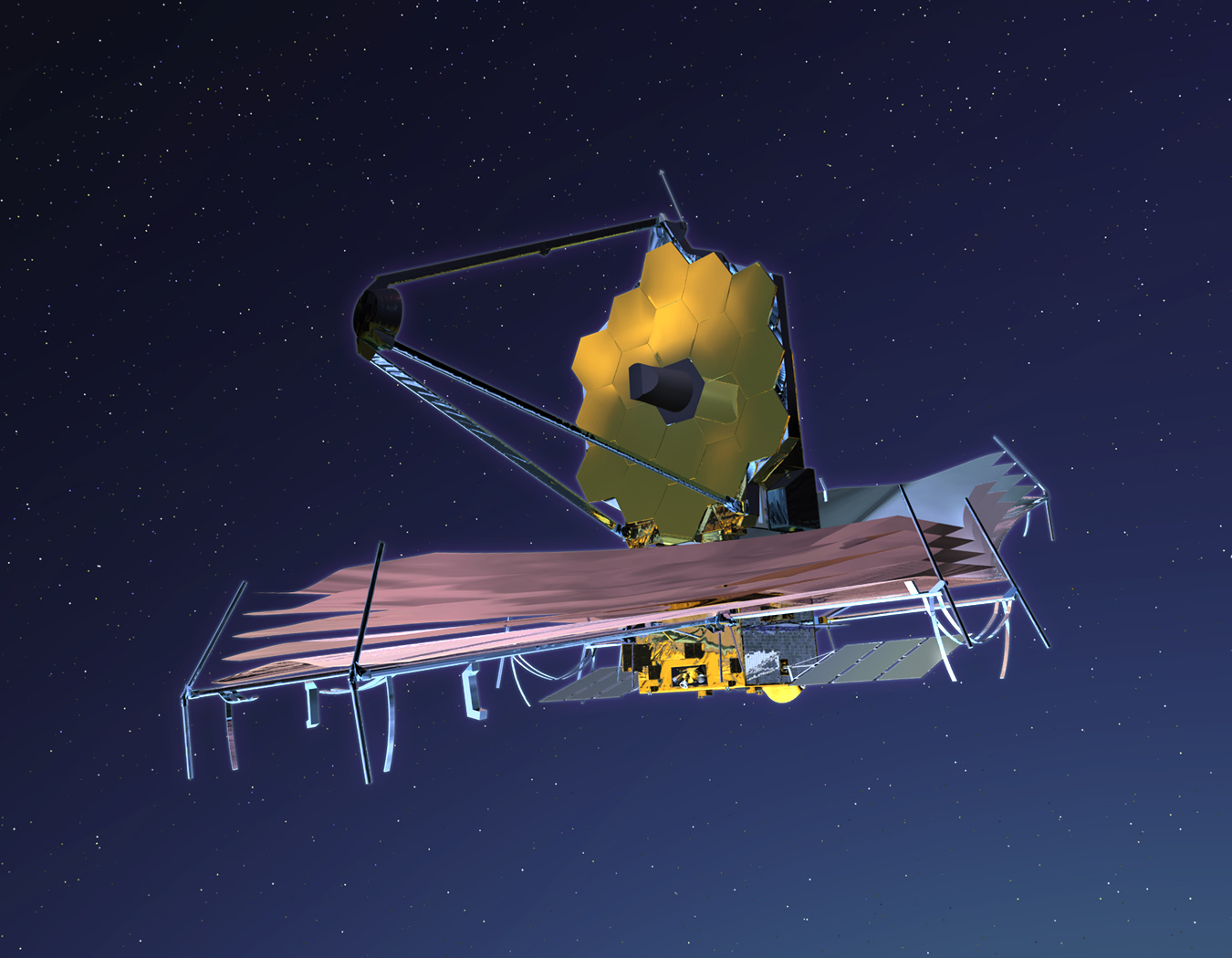
صورة توضيحيَّة لمقراب جيمس ويب الفضائي والذي سيكُون خَليفًا لمِقرَابِ هَابل

من المقاريب الأُخرى التي من المُمكن أن تكون خليفةً لهابل في حال إطلاقها هو المرصد الفضائي واسع الفتحة ذو التكنولوجيا المتَّقدمة Advanced Technology Large-Aperture Space Telescope - (ATLAST) الذي اقترحه معهد مراصد علوم الفضاء.
| مراصد فضائيَّة مُختارة وعدد من الأجهزة العلميَّة    |                           |                   |        |
| الاسم                                          | السَّنة                     | الطُّول الموجي      | الفتحَة |
| العين البشريَّة                                  | —                         | 0.39–0.75 ميكرون  | 0.01 م |
| مقراب سبيتزر الفضائي                           | 2003                      | 3–180 ميكرون      | 0.85 م |
| المحلِّل الطَّيفي التصويري للمقراب الفضائي في هابل | 1997                      | 0.115–1.03 ميكرون | 2.4 م  |
| الكاميرا واسعة المجال 3 في هابل                | 2009                      | 0.2–1.7 ميكرون    | 2.4 م  |
| مقراب هيرشل الفضائي                            | 2009                      | 55–672 ميكرون     | 3.5 م  |
| مقراب جيمس ويب الفضائي                         | من المقرَّر إطلاقه عام 2020 | 0.6–28.5 ميكرون   | 6.5 م  |

المراصد الأرضيَّة وكذلك المقترحات التي وُضعت للمراصد الكبيرة التي تحتوي على فتحات بُؤر واسعة من المُمكن أن تتجاوز مرصد هابل في قدرتها على تجميع الضَّوء الشَّفَّاف والحيُود بسببِ المرايا الكبيرة التي لديها ومع ذلك فإنَّ هُناك عوامل أُخرى تُؤثر على عملها. فهي يُمكن أن تُضاهي هابل في عملها أو تتجاوزه من ناحية الثَّبات وتحسينها للصُّور المُلتقطة بسبب استخدامها لتقنيَّة البصريَّات المُكيِّفة ومع وجود هذه الميزة للبصريات المكيِّفة في المقاريب الأرضيَّة فإنَّها لم تُقلِّل من أهميَّة وجُود مقراب هابل في الفضاء. مُعظم أنظمة البصريَّات المكيفة تحتوي على كاميرا Lucky imaging وهي نوع من الكاميرات الفلكيَّة التي بإمكانها تقليص حجم الضَّوء المُنتشر حول نجم مُعيَّن ودمجه في صُورةٍ واحدة وكمثالٍ على هذا فإن بإمكانها توضيح صُورة حقل عرضه بين 10" إلى 20" بينما تستطيع الكاميرا الموجودة في هابل أخذ صُور أكثر وضوحًا وحِدَّة في حقل عرضه ½2' (150") وعلاوةً على هذا كله فإنَّ المقاريب الفضائيَّة تستطيع دراسة الكون عبر الطَّيف الكهرُومغناطيسي وهذا ما لا تستطيع المقاريب الأرضيَّة عمله بسبب وجود الغلاف الجوِّي للأرض. بالإضافة إلى ذلك فإنَّ الخلفيَّة في الفضاء تكون أكثر سوادًا على عكس داخل الأرض يعود ذلك بسبب قيام الهواء بامتصاصِ الطَّاقة الشَّمسيَّة في النَّهار ويتخلَّصُ منها في اللَّيل مما ينتُجُ عن ذلك انخفاض ضعيف للتَّوهُج اللَّيلي والذي يُمكن رؤيتُه في الأجرام الفلكيَّة مُنخفضة التَّباين.

## قائمة بأجهزة مقراب هابل
- الكاميرا الاستقصائية المتقدمة (ACS)
- المحلل الطيفي للأصول الكونية (COS)
- البديل التصحيحي البصري والمحوري (COSTAR)
- كاميرا الأجسام الخافتة (FOC)
- المحلل الطيفي للأجسام الخافتة (FOS)
- حساس التوجيه الدقيق (FGS)
- محلل غودارد الطيفي عالي الدقة (GHRS/HRS)
- مضواء عالي السرعة (HSP)
- الكاميرا القريبة من الأشعة تحت الحمراء والمقياس الطيفي متعدد الأجسام (NICMOS)
- المحلل الطيفي التصويري للمقراب الفضائي (STIS)
- كاميرا كوكبية واسعة المجال (WFPC)
- كاميرا كوكبية واسعة المجال 2 (WFPC2)
- كاميرا واسعة المجال 3 (WFC3)

## صور من مقراب هابل

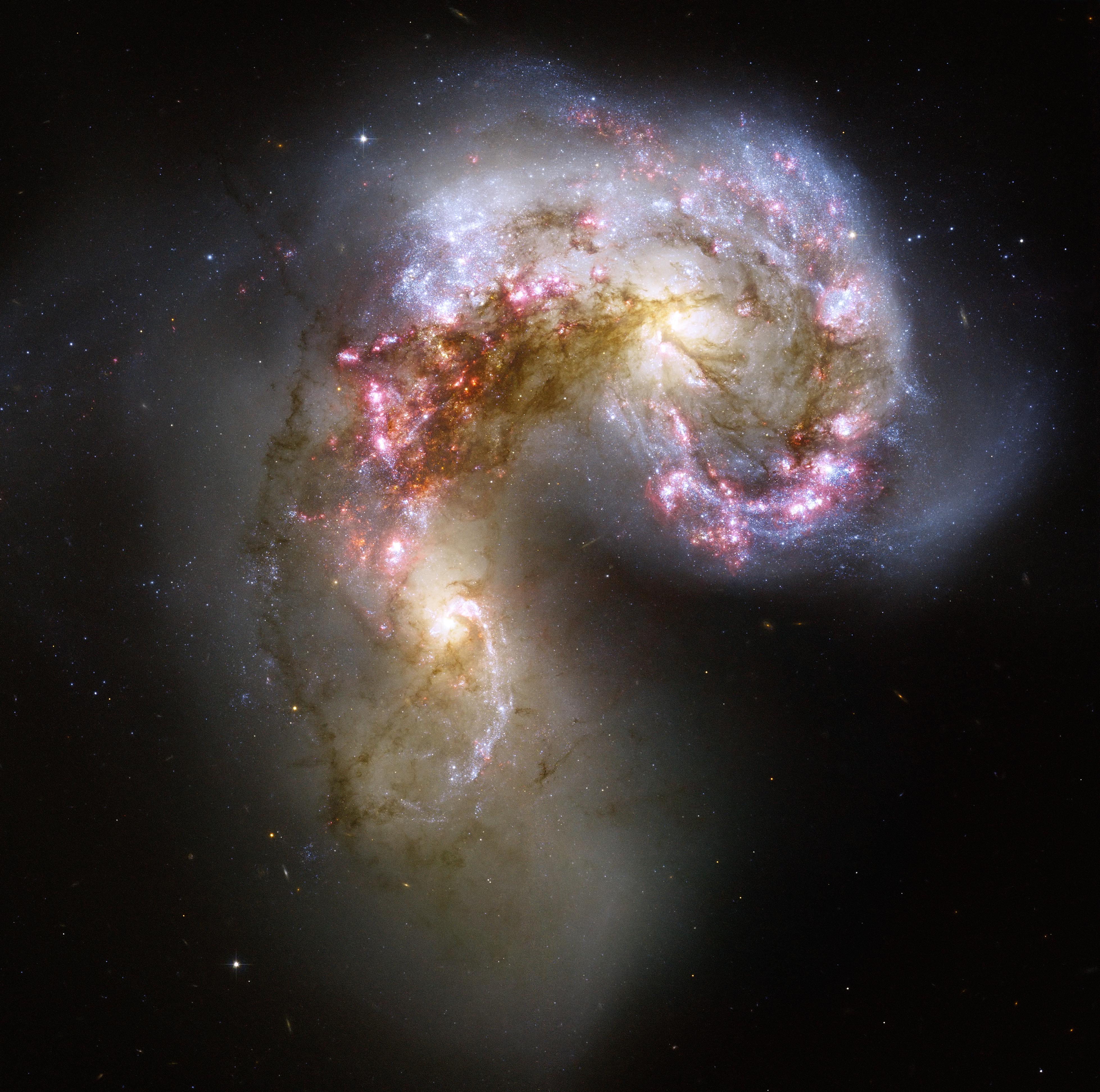
مجرَّتَا الهَوائيَّات؛ في جهة اليسَار مجرَّة NGC 4038 وفي اليمين المَجَرَّة NGC 4039
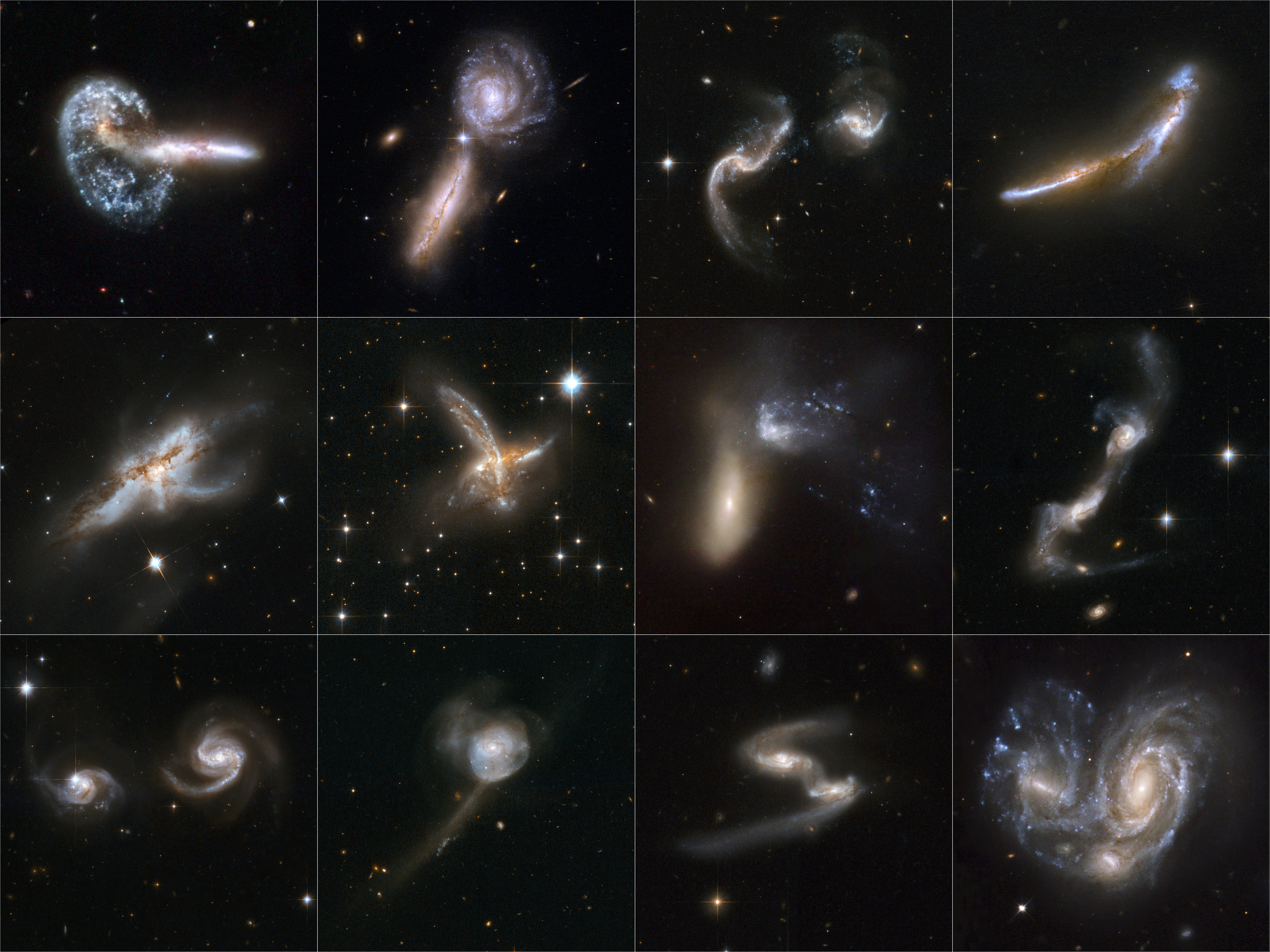
صُورٌ عديدة لاصطدام المجَرَّات ببعضها التقَطَها مقراب هَابل
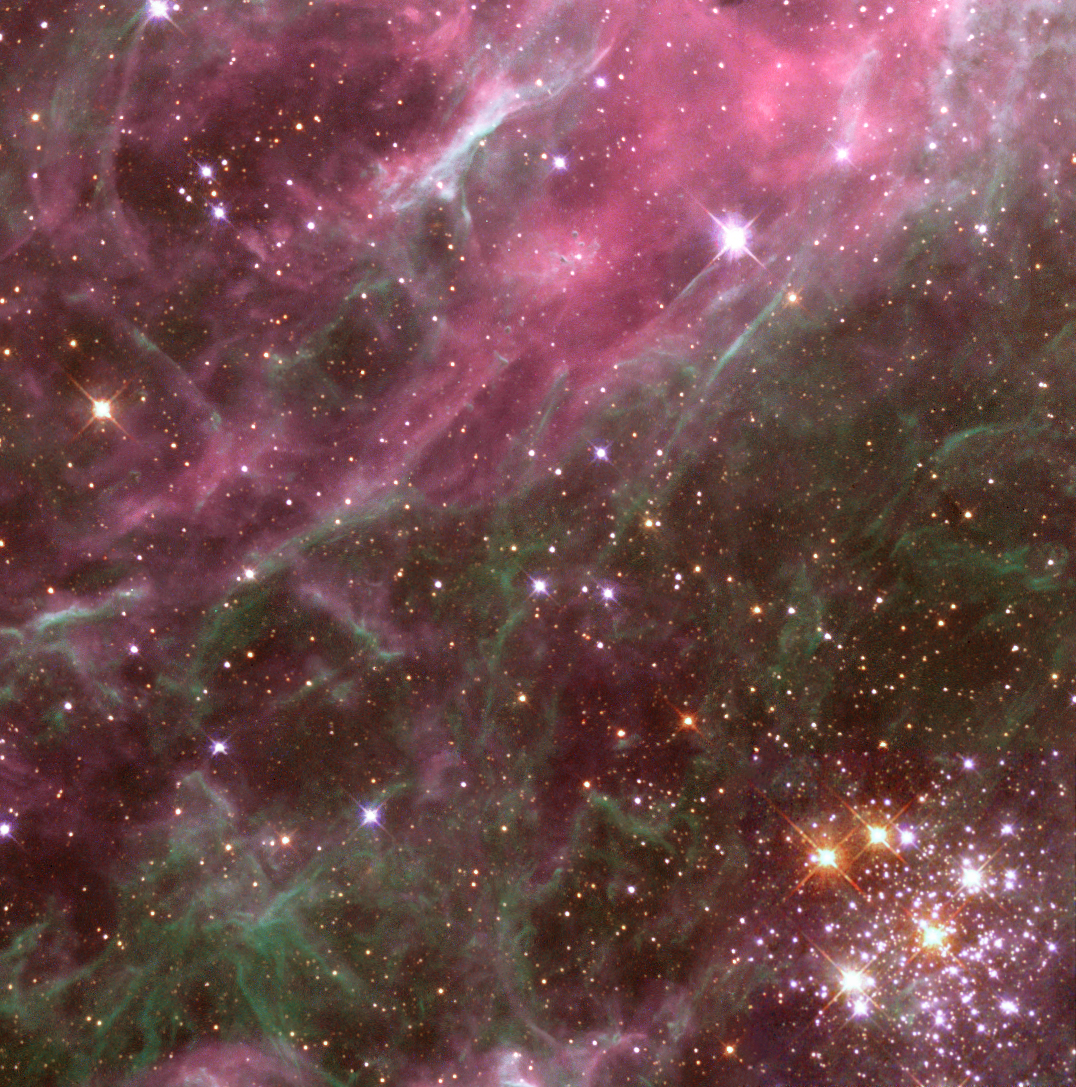
منطقةٍ صغيرةٍ من سَدِيم الرتيلاء في سحَابَة مَاجلَّان الكُبرَى التقطتها الكَاميرا الكوكبيَّة واسعة المَجَال 2
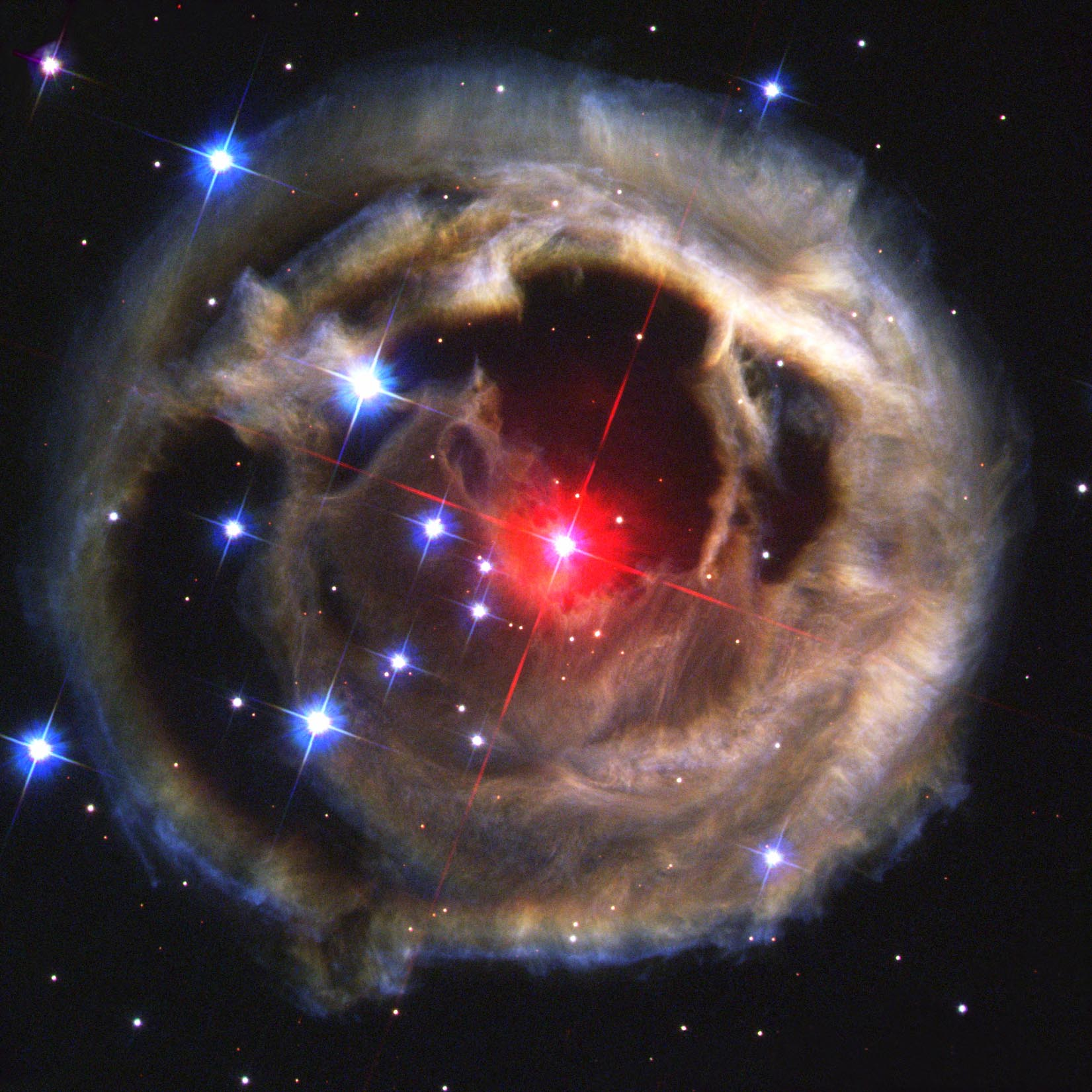
V838 وحيد القرن
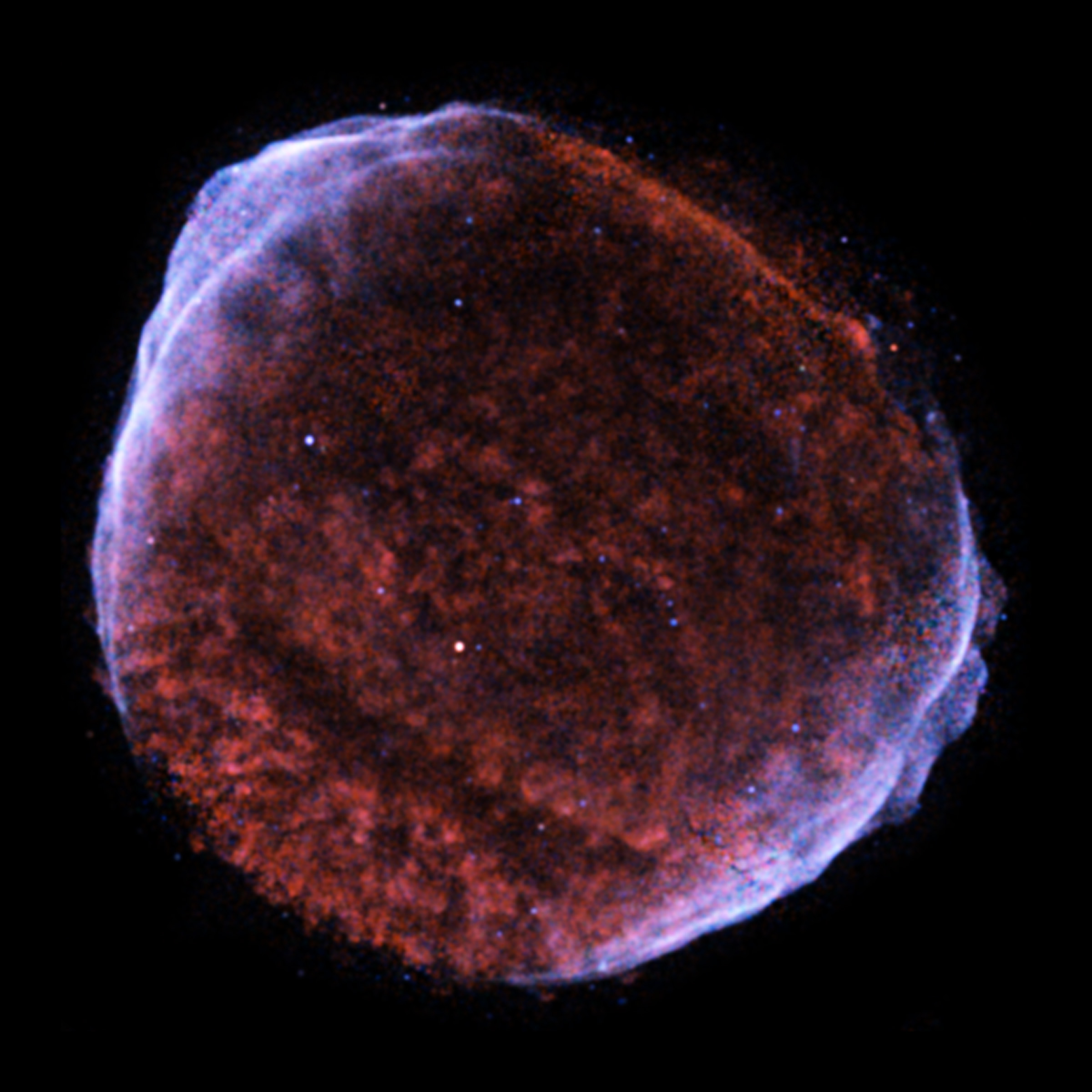
بقَايَا المُستَعر الأعظَم 1006
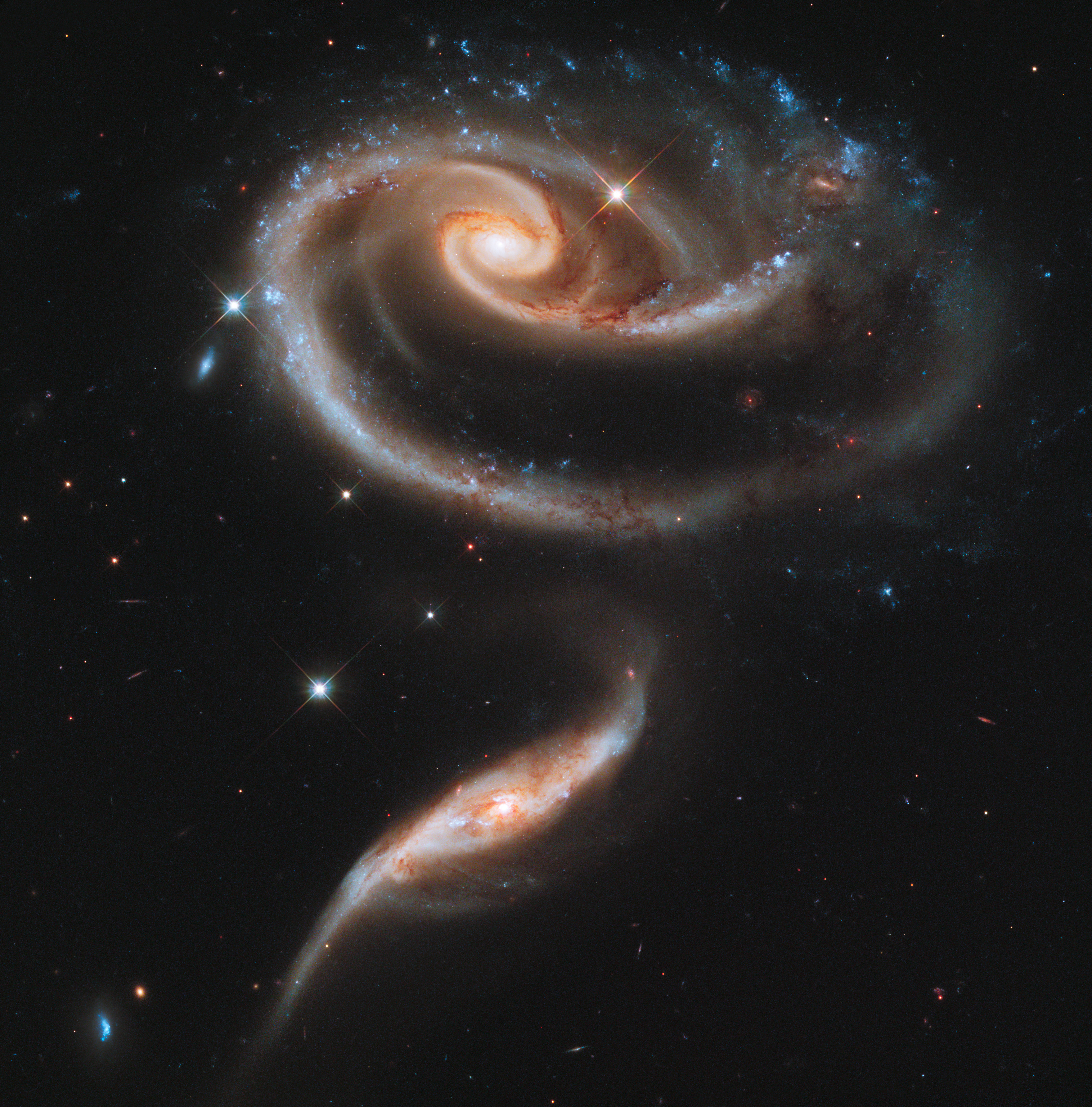
مجمُوعة من المجرَّات المُتداخلة تُدعى أرب 273
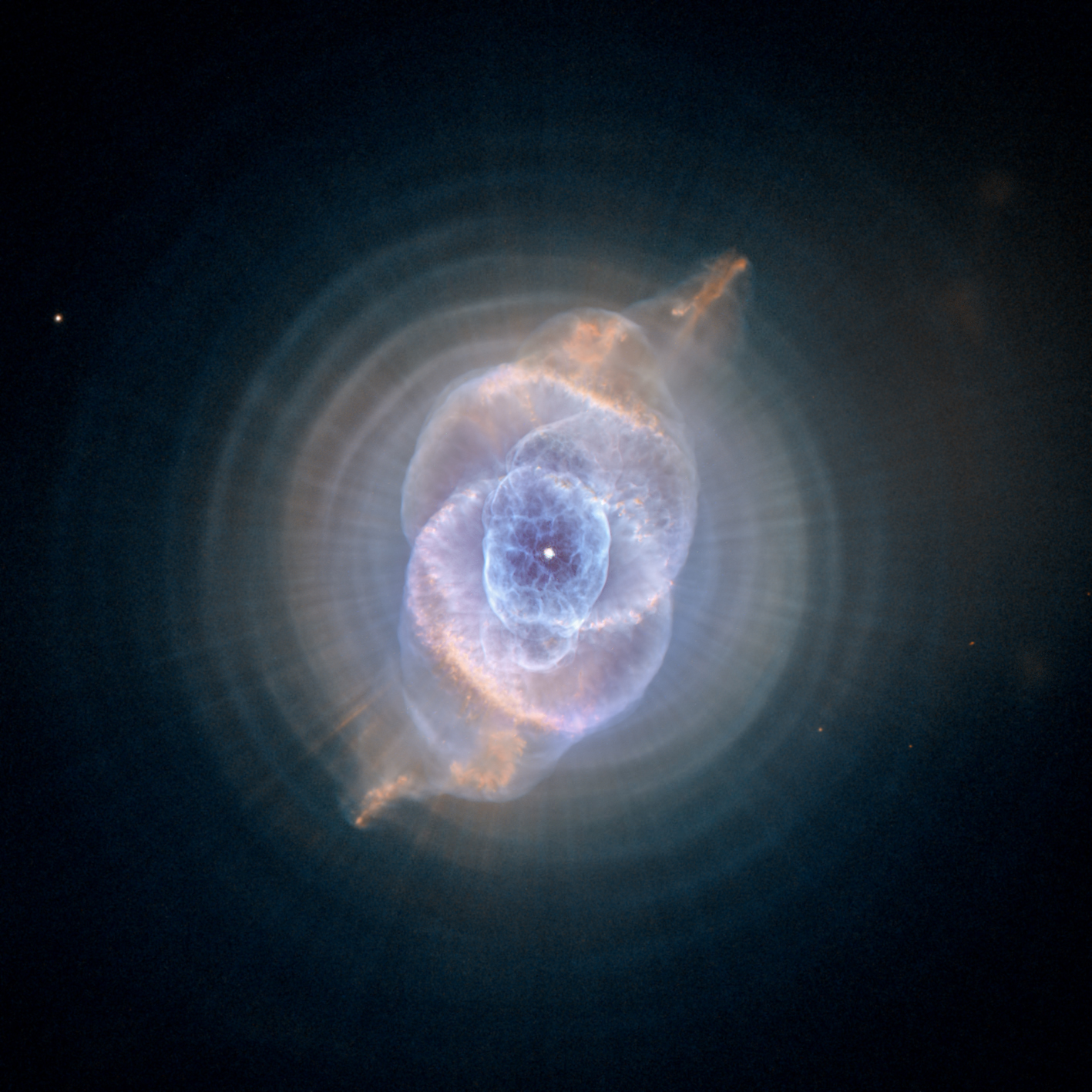
حَلقَات غازيَّة مُتَعَاقبة حول الجُزء الدَّاخلي من سَدِيم عَين القط التُقطت بالكاميرا ACS
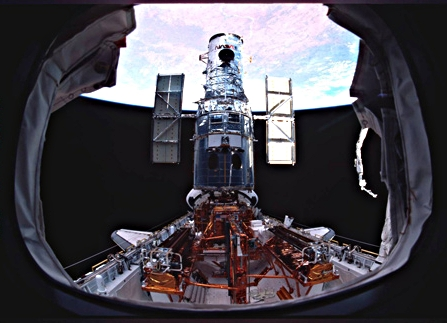
هابل وهو مثبت بالمركبة الفضائيَّة وقُبيل الإفراج عنه، مهمَّة الإصلاح SM3B
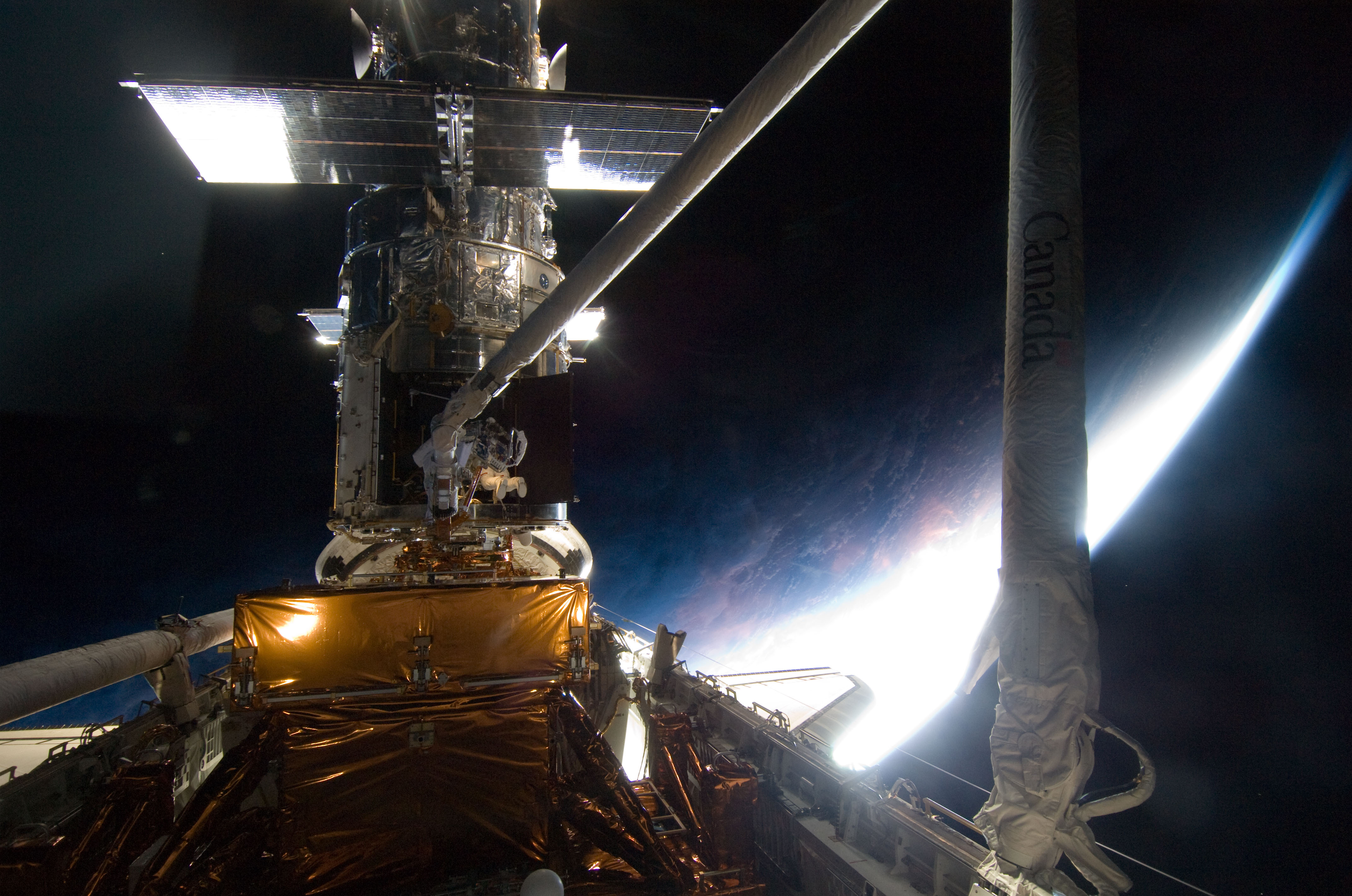
رُوَّاد فضَاء يعمَلُون على هَابل خلال مهمَّة الإصلاح SM4 والأخيرَة
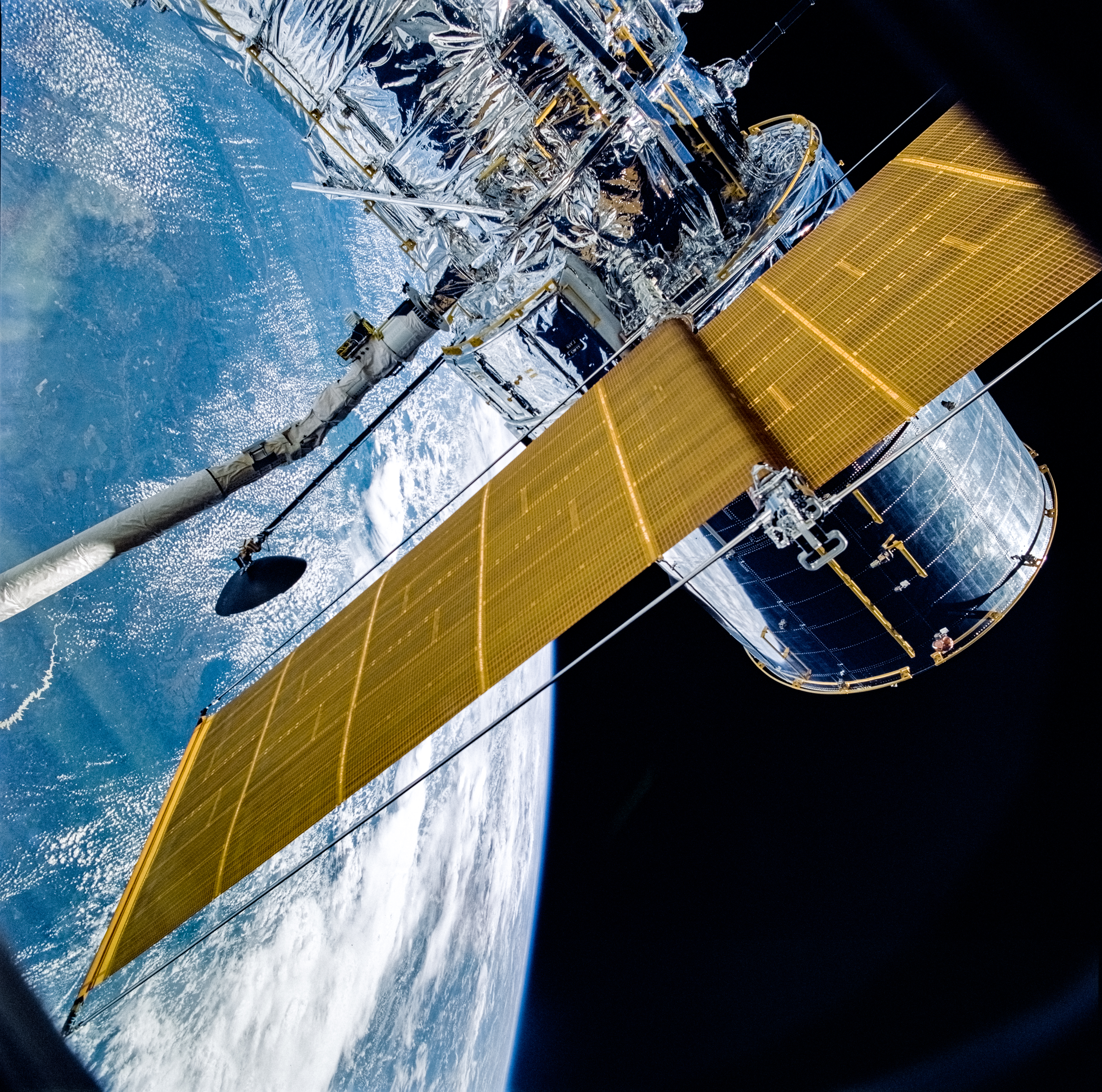
ألوَاحُ الطاقَة الشَّمسيَّة في مقراب هابل وهي نصف مطويَّة وفي وضعيَّة الانفتاح أثناء نشر المرصَد في الفضَاء لأوَّلِ مرَّة
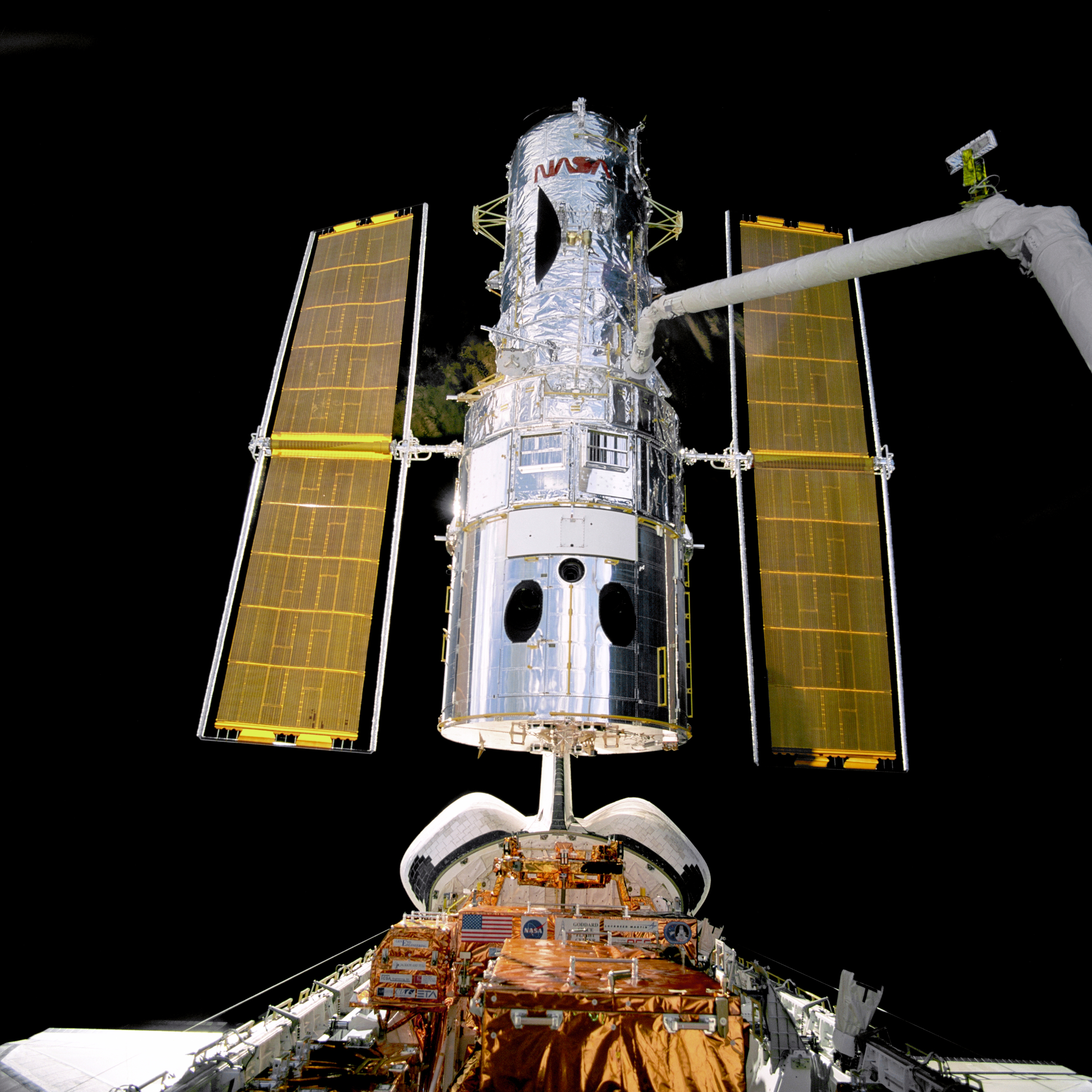
مقراب هَابل وقد تمَّ تثبيته بالمركبة الفضَائيَّة عن طريقِ ذراعٍ آلية في بعثَةِ الإصلاح الثَّانية
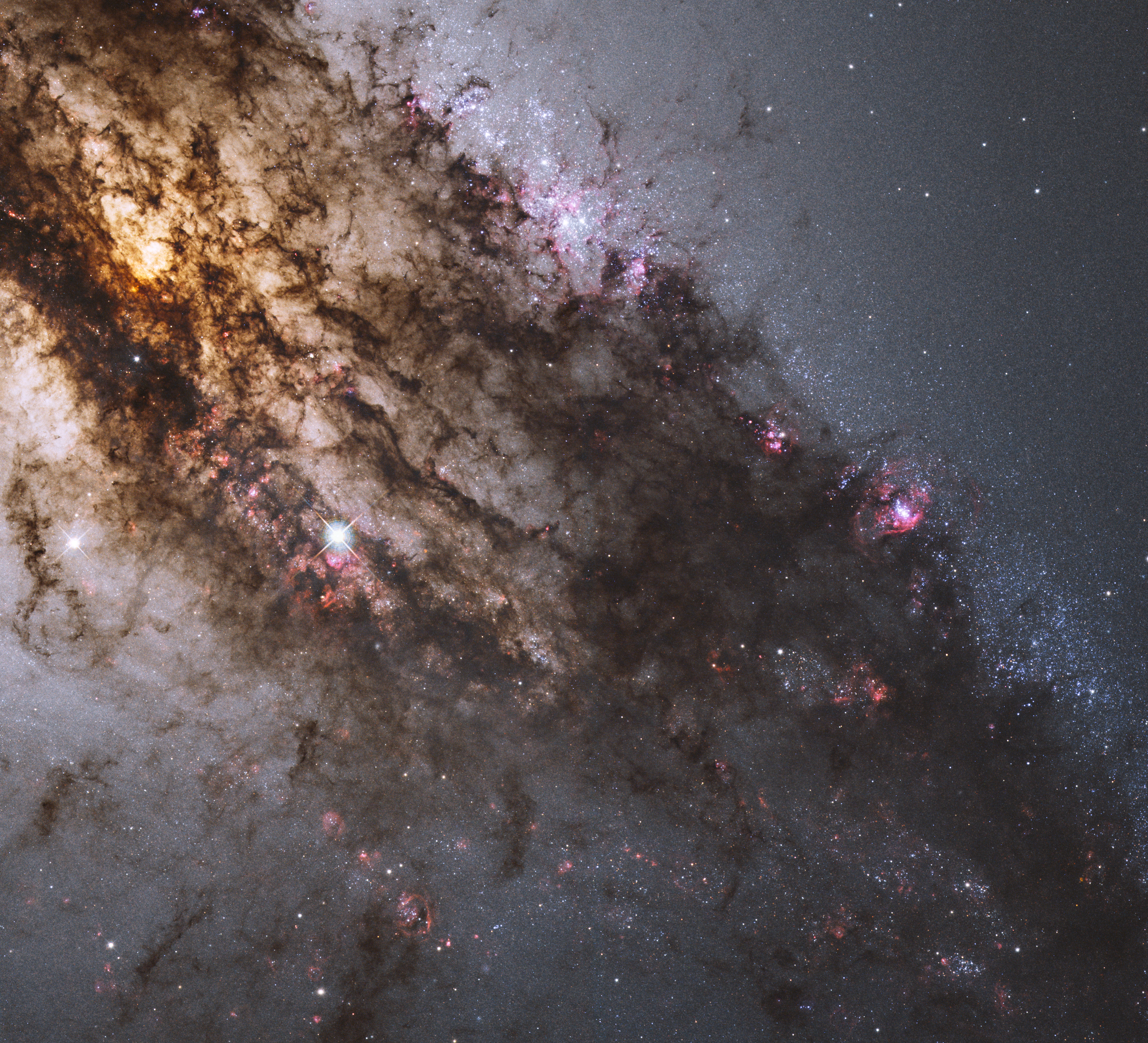
صورة التقَطتهَا الكاميرا واسعة المجال 3 بطريقةِ فيلم بانكرُوماتي لقرصٍ من الغُبار في مجرَّةِ قنطورس أ يكشفُ عن وهجٍ نابضٍ بالحيَاة لعناقيدٍ من النُّجُومِ الزَّرقاء